# Italia turrita
(Cesare Ripa, Iconologia, 1603)

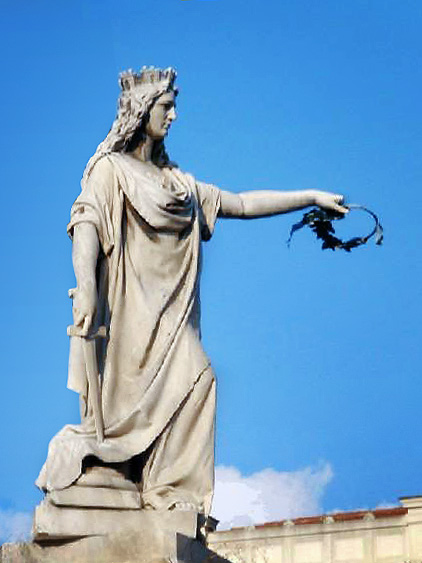
Monumento all'Italia a Reggio Calabria, in piazza Italia. Rappresenta l'Italia turrita che porge una corona intrecciata di foglie d'alloro

L'Italia turrita è la personificazione nazionale dell'Italia, nell'aspetto di una giovane donna con il capo cinto da una corona muraria completata da torri (da cui il termine "turrita"). È spesso accompagnata dalla Stella d'Italia, da cui la cosiddetta Italia turrita e stellata, e da altri attributi aggiuntivi, il più comune dei quali è la cornucopia.
La rappresentazione allegorica con le torri, che trae le sue origini dall'antica Roma, è tipica dell'araldica civica italiana, tant'è che la corona muraria è anche il simbolo delle città d'Italia. Dal XIV secolo l'Italia turrita iniziò a essere raffigurata come una donna sconfortata e tormentata dalla sofferenza, visto il ruolo di secondo piano assunto dalla penisola italiana dopo la caduta dell'Impero romano d'Occidente. La popolarità dell'Italia turrita ha toccato il suo ultimo apice nel XIX secolo, durante il Risorgimento: dopo l'unità d'Italia è iniziato un declino che l'ha portata quasi all'oblio, superata per importanza da altri simboli.
L'Italia turrita, che è uno dei simboli patri italiani, è stata nei secoli ampiamente raffigurata in ambito artistico, politico e letterario. Il suo aspetto più classico, che deriva dal mito primordiale della Grande Madre mediterranea e che è stato definitivamente specificato a cavallo tra il XVI e il XVII secolo da Cesare Ripa, vuole trasmettere simbolicamente la regalità e la nobiltà delle città italiane (grazie alla presenza della corona turrita), l'abbondanza dei raccolti agricoli della penisola italiana (rappresentata dalla cornucopia) e il fulgido destino dell'Italia (simboleggiato dalla Stella d'Italia).

## Aspetto e raffigurazione

L'Italia turrita in varie rappresentazioni filateliche e numismatiche

La personificazione dell'Italia è generalmente raffigurata come una donna dal corpo piuttosto rigoglioso, con i tipici attributi mediterranei, quali la carnagione colorita e i capelli scuri. Nel corso della storia ha cambiato ripetutamente gli attributi con cui è caratterizzata: un mazzo di spighe di grano in mano (simbolo di fertilità e rimando all'economia agricola della penisola italiana), una spada oppure una bilancia, metafore di giustizia, o una cornucopia, allegoria di abbondanza; durante il fascismo sorreggeva anche uno dei simboli di questo movimento politico, il fascio littorio.
Dopo la nascita della bandiera d'Italia, che avvenne nel 1797, è frequentemente mostrata con un abito verde, bianco e rosso. Sopra il capo dell'Italia turrita è spesso raffigurata una stella a cinque punte, la cosiddetta Stella d'Italia, che sin dall'epoca risorgimentale è uno dei simboli della penisola italiana, dal 1948 elemento dominante dell'emblema della Repubblica Italiana. La stella, che è il più antico simbolo patrio italiano, dato che risale all'antica Grecia, fu aggiunta sopra la personificazione dell'Italia in epoca tardo imperiale.

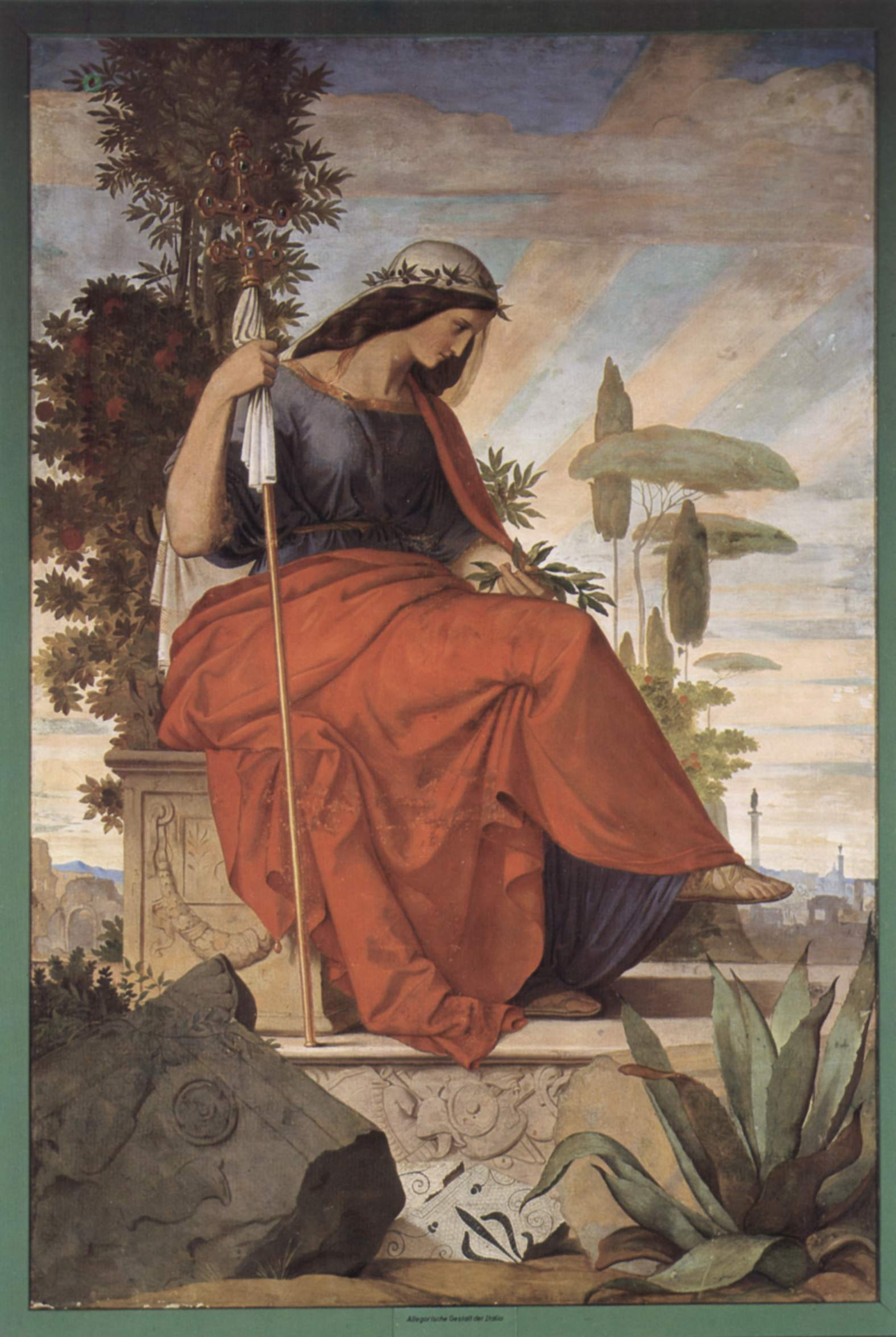
La personificazione allegorica dell'Italia in un quadro di Philipp Veit, che venne realizzato tra il 1834 e il 1836 e che è conservato presso il Städelsches Kunstinstitut di Francoforte sul Meno, in Germania

Tuttavia, la classica rappresentazione dell'Italia turrita, originata da una moneta coniata sotto l'imperatore romano Antonino Pio, la mostra seduta su un globo e reggente in mano una cornucopia e uno scettro. L'iconografia dell'Italia turrita ebbe nei secoli un'evoluzione costante con l'aggiunta e l'eliminazione di vari attributi: la versione finale della personificazione della penisola italiana fu definita a cavallo tra il XVI e il XVII secolo grazie a Cesare Ripa.
L'aspetto classico dell'Italia turrita, che ha origine dal mito primordiale della Grande Madre mediterranea, trasmette simbolicamente, a seconda della presenza o meno di alcuni attributi, la regalità e la nobiltà delle città italiane (grazie alla corona turrita), l'abbondanza dei raccolti agricoli della penisola italiana (rappresentata dalla cornucopia), la ricchezza naturale della penisola italiana (simboleggiata dal ricco mantello), il dominio dell'Italia sul mondo (simboleggiato dal globo, che è l'allegoria dei due periodi durante i quali la penisola italiana fu al centro della storia: l'epoca romana e la Roma dei papi), il dominio sulle altre nazioni (rappresentato dallo scettro) e il fulgido destino dell'Italia (grazie alla presenza della Stella d'Italia).

## Luoghi di raffigurazione
L'Italia turrita è stata raffigurata, nel corso della storia, in moltissimi contesti nazionali: francobolli, onorificenze, monete, monumenti, sul passaporto e, più recentemente, sul retro della carta d'identità italiana cartacea.
L'allegoria dell'Italia è inoltre presente nei cartigli di numerose mappe antiche. Sulle carte geografiche comparve per la prima volta nel 1595 su una mappa contenuta nel Parergon, opera geografica di Giacomo Gastaldi; poi su un'opera di Willem Blaeu pubblicata nel 1635, con la corona muraria sormontata da una luminosa stella a sei punte. Tra le immagini più suggestive della personificazione della penisola italiana c'è quella riportata nella carta generale dell'Italia di Jean-Dominique Cassini, che venne pubblicata nel 1793.

## Storia

### L'idea romana di "Italia"
Nel III secolo a.C. si consolida l'Italia romana, corrispondente alla penisola delimitata dalle Alpi e dal Mediterraneo. Da quel momento, il concetto d'Italia compare frequentemente nell'ambito di figure retoriche. In particolare, nella storiografia romana, le Alpi sono definite "mura d'Italia". Tale immagine compare, ad esempio, nelle Origines di Catone il Vecchio. La prima rappresentazione dell'Italia, oggi andata perduta, era la Italia picta (Italia dipinta) presente nel tempio della Tellus a Roma, databile al 268 a.C. Su cosa essa fosse gli storici sono divisi: secondo alcuni era una mappa geografica della penisola, secondo altri una personificazione dell'Italia. In Polibio, Scipione e Roma vengono identificati con l'Italia mentre Annibale e i Cartaginesi con l'Africa. Ricorrenti erano anche le Laudes Italiae (Lodi d'Italia), brani volti a elogiare l'Italia quale terra patria dei romani, enfatizzandone l'importanza politica, economica, geografica e militare. Compaiono negli scritti di numerosi autori tra cui, ad esempio, Catone, Polibio, Virgilio, Strabone, Plinio il Vecchio e altri ancora.

### La prima moneta raffigurante una personificazione dell'Italia

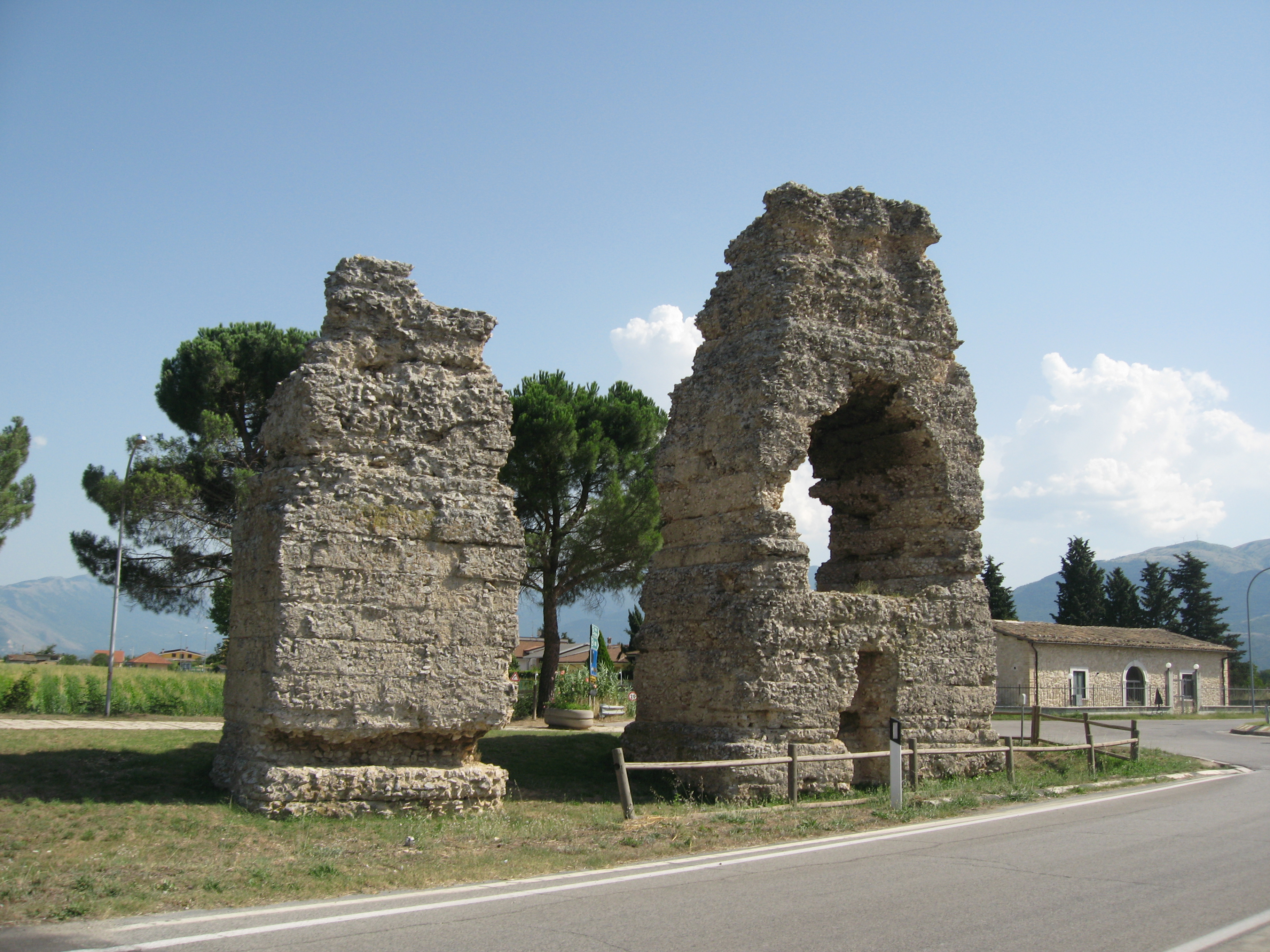
Area archeologica di Corfinium, che si trova a Corfinio, in provincia dell'Aquila

La prima personificazione allegorica a cui fu associato il nome "Italia" è legata alla città romana di Corfinium. Durante la guerra sociale (91 a.C. - 88 a.C.), che vide contrapposti Roma e i municipia italici, fino ad allora alleati del popolo romano, Corfinium fu scelta come capitale dei socii italici e venne ridenominata Italica poco dopo l'inizio della guerra in aperta sfida all'autorità romana: in questo modo i popoli italici rimarcarono, anche da un punto di vista simbolico, l'autonomia dai loro ex alleati. A Corfinium, durante la guerra sociale, venne battuta una moneta raffigurante la personificazione di "Italia" con il capo cinto da una corona di alloro e il nome di Quinto Poppedio Silone, il generale del popolo italico dei Marsi un tempo amico del tribuno Marco Livio Druso e poi diventato uno dei riferimenti militari e politici dei ribelli italici.
Il soggetto di questo conio derivava da quello presente su diverse monete romane. Sui denarii romani era infatti spesso rappresentata la dea Roma, che era la divinità che personificava lo Stato romano. L'origine di personificare e deificare la propria città affondava le radici nella Magna Grecia: fin dal V secolo a.C. a Segesta in Sicilia, a Cuma in Campania, a Velia in Lucania e a Terina in Calabria vennero coniate monete raffiguranti le personificazioni delle proprie città.

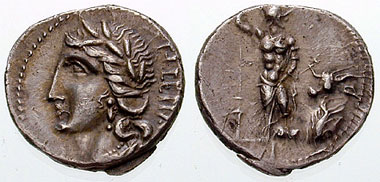
Denarius dell'89 a.C. coniato dai Marsi. Sulla sinistra, la raffigurazione di "Italia" con la corona d'alloro

Nello specifico, sulla moneta Corfinium, era raffigurata la personificazione di "Italia" avente in capo un elmo alato e ornato da una cresta e da un grifo: tale simbologia era quindi praticamente identica a quella utilizzata dai loro nemici per raffigurare la dea Roma. Sull'altra faccia della moneta compariva invece la scritta in lingua osca viteliu, che è uno dei termini da cui potrebbe derivare il nome "Italia", e la raffigurazione di Castore e Polluce. Gradualmente, con il passare degli anni, le monete coniate a Corfinium che raffigurano "Italia" cambiarono stile, con questa personificazione che si allontanò dall'iconografia della dea Roma: dalla donna con l'elmo alato si arrivò alla fine, dopo diverse tappe intermedie aventi soggetti differenti, a una donna alla guida di una biga con la testa decorata dall'alloro della vittoria, iconografia cara a molte città della Magna Grecia.
Gli studiosi hanno lungamente dibattuto sull'ipotesi che il simbolismo delle monete raffiguranti la personificazione di "Italia" fosse collegato alla sola Corfinium, oppure se il significato fosse ben più ampio andando oltre i confini locali della città e legandosi all'intera Lega italica, prefigurando in questo modo un'ipotetica comunanza di cultura indipendente da Roma, da cui sarebbe derivata una presa di coscienza nazionale italiana ante litteram. La maggioranza degli storici reputa valida la prima ipotesi, quindi la tesi locale, a scapito della congettura che vorrebbe il concetto di "Italia" condiviso da una vasta parte della popolazione italica dell'epoca (quest'ultima ipotesi nasce dal fatto che le monete raffiguranti "Italia" furono coniate anche da molte altre città italiche). Una consapevolezza culturale e politica a livello "nazionale" indipendente da Roma con al centro il concetto di "Italia", a detta degli storici, sarebbe stata impossibile perché i popoli italici avevano un legame troppo forte con la città loro alleata fino a poco tempo prima.

### La comparsa della cornucopia

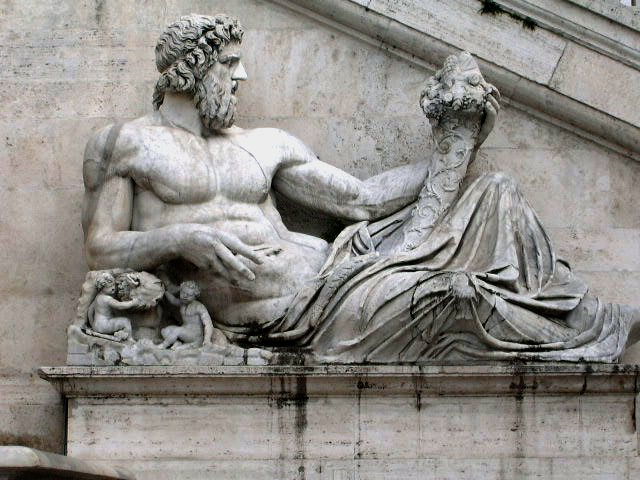
Personificazione allegorica del fiume Tevere con cornucopia, che si trova a Roma in piazza del Campidoglio

Con la fine della guerra civile venne coniata una moneta suggellante la pace. Su questo denario sono state raffigurate la personificazione di "Italia" e la dea Roma che si stringono la mano. La dea Roma è rappresentata con una posa dominante e marziale, indossante un chitone e avente in mano un giavellotto: il dominio sul mondo è simbolicamente rappresentato dal piede destro della dea Roma, che poggia su un globo. Questa forza militare fa da contrasto con la raffigurazione di "Italia", che è rappresentata con un'umile tunica e con una cornucopia, simbolo di abbondanza. La cornucopia, per le dimensioni e per la posizione, occupa un ruolo centrale della moneta. Questo non è un caso: in seguito scrittori e poeti latini scrissero, nelle loro laudes Italiae, sul ruolo militare e non politico della penisola italiana, sottolineandone l'importanza economica e produttiva.
Il primo scritto celebrante l'importanza economica della penisola italiana è stato il De re rustica, che è stato scritto nel 37 a.C. da Marco Terenzio Varrone:
(Marco Terenzio Varrone in De re rustica)

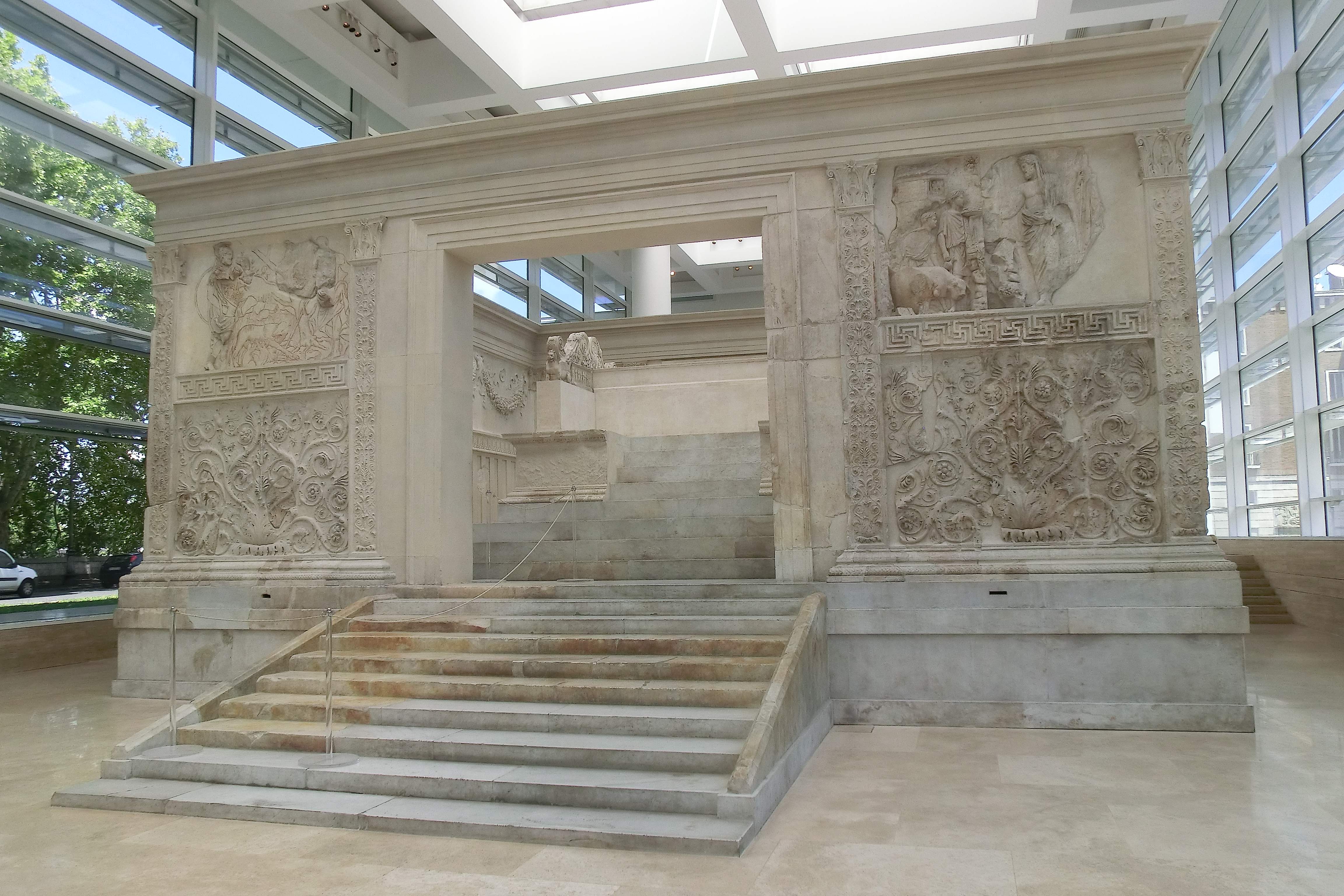
Vista frontale dell'Ara Pacis, altare dedicato da Augusto alla pace, nella sua accezione di divinità. Si trova a Roma nella zona del Campo Marzio

Analogamente Dionigi di Alicarnasso, nel suo Storia di Roma arcaica, più noto come Le antichità romane, scrisse:
(Dionigi d'Alicarnasso in Storia di Roma arcaica)
Tra le figure scolpite sull'Ara Pacis a Roma potrebbe essere presente anche la personificazione dell'Italia. Figura centrale dei bassorilievi dell'Ara Pacis è una dea seduta su una roccia che sorregge due bambini. Questa dea indossa una tunica e porta sul capo una corona di fiori e frutta. Sul grembo sono appoggiati alcuni melograni e un grappolo d'uva mentre in dirimpetto, appena davanti ai piedi, sono presenti una pecora e una giovenca. Ai lati della dea sono presenti due fanciulle sedute, rispettivamente, su due animali, un drago marino e un cigno ad ali spiegate: sono le cosiddette Aurae velificantes. L'identificazione della dea e delle Aurae velificantes non è chiara: queste ultime potrebbero essere identificate in Italia, Tellus, Cerere o Venere.

### La dea Cibele e la corona turrita

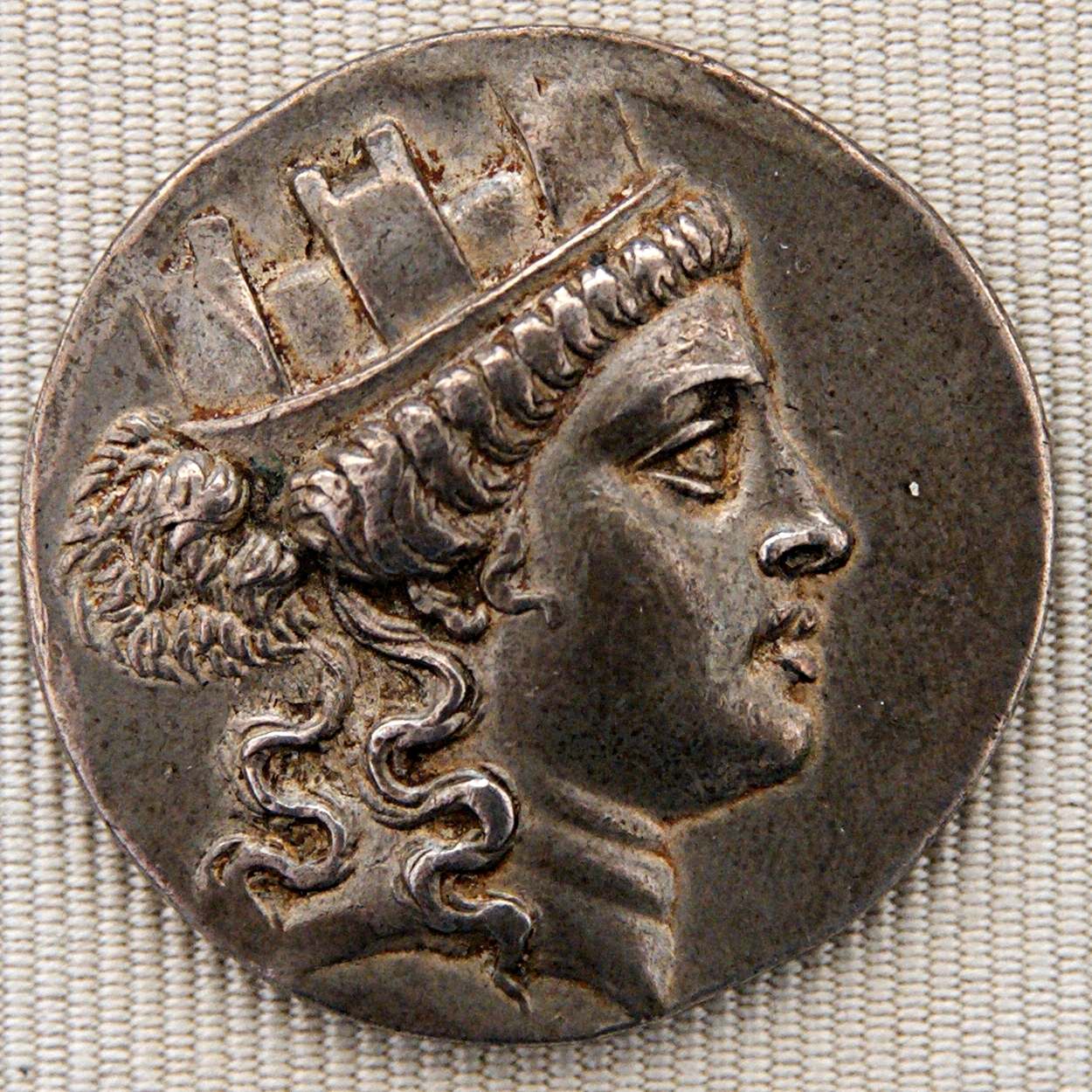
Tetradramma di Smirne (160 a.C. - 150 a.C.), raffigurante il viso di profilo della dea Cibele, dove è ben evidente la corona turrita

L'origine della figura della donna turrita è legata a Cibele, divinità della fertilità di origine anatolica, che è caratterizzata dalla presenza, sul proprio capo, di una corona muraria. La dea Cibele, regina dei morti e personificazione della Grande Madre nonché delle divinità delle montagne, delle sorgenti, delle belve, è iconograficamente rappresentata seduta sul trono con il capo ricoperto da una corona di torri, che simboleggia le città che sorgono nel mondo. Generalmente ha in mano uno scettro che rappresenta il potere di dare la vita, una cornucopia che simboleggia l'abbondanza e un tamburo, richiamante la liturgia delle cerimonie officiate in suo onore, che erano scandite da questo strumento a percussione. Ai suoi lati sono generalmente raffigurati due leoni seduti, da lei sottomessi.
Il culto della dea Cibele arrivò in Italia nel III secolo. Nel 205 a.C., durante la seconda guerra punica (218 a.C. - 202 a.C.), mentre Annibale imperversava per la penisola e Scipione l'Africano era in procinto di attaccare Cartagine, il sacro collegio dei decemviri lesse sui Libri sibillini una predizione secondo la quale Roma si sarebbe stata salvata solo se vi fosse giunta l'immagine di Cibele, ossia l'icona della dea del monte Ida, rilievo nei dintorni di Troia. Dopo questa predizione partì una missione diplomatica che aveva anche scopi politici: l'obiettivo era anche quello di stringere un'alleanza con Pergamo, città dell'Anatolia non lontana da Troia che era situata in un'area dove Annibale aveva già sottoscritto patti strategici con altre città. In questo modo Roma voleva avere un appoggio militare in una zona strategicamente importante del Mediterraneo. Ad Attalo I, re di Pergamo, un'alleanza con Roma faceva comodo, visto che avrebbe guadagnato anche la protezione militare dell'esercito romano. La convergenza di interessi tra Roma e Pergamo venne poi suggellata anche da un punto di vista religioso, con il comune culto della dea Cibele.

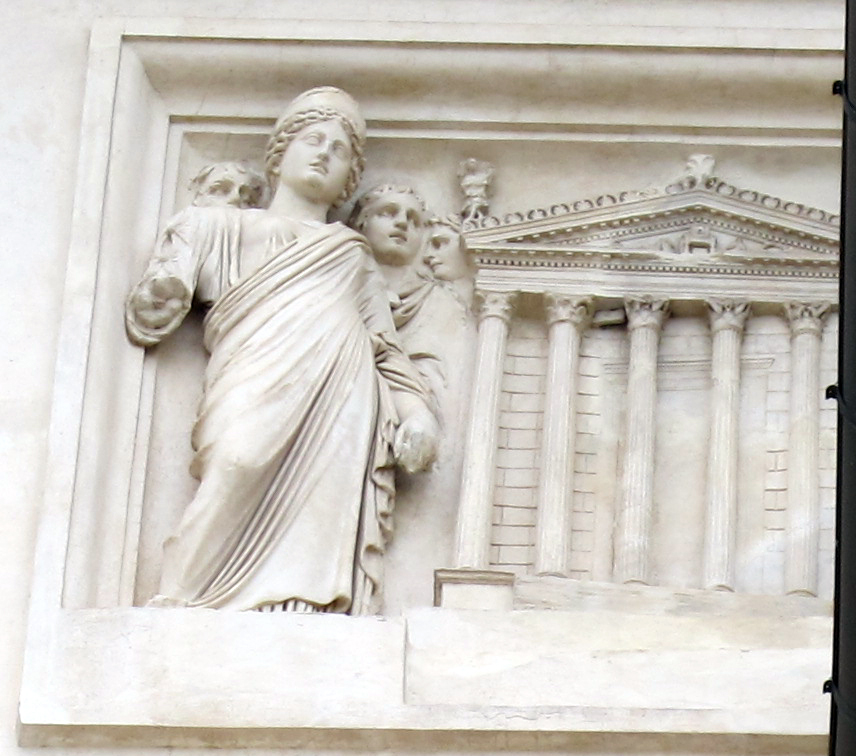
Raffigurazione del tempio della Magna Mater, dedicato a Cibele, su un altorilievo conservato presso Villa Medici a Roma

L'immagine legata alla dea Cibele, una pietra nera conservata a Pessinunte, venne trasportata nel 204 a.C. via nave a Roma e collocata temporaneamente all'interno del tempio della Vittoria in attesa che venisse innalzato un edificio sacro specificatamente intitolato alla dea. Prima dell'arrivo della pietra sulle coste italiane, un membro della delegazione diplomatica proveniente dall'Asia minore recò il responso dell'Oracolo di Delfi: l'arrivo della pietra nera in Italia doveva essere accolto dal cittadino romano reputato più onesto. La pietra approdò a Terracina accolta da matrone romane, dalle vestali e dal cittadino romano prescelto, Publio Cornelio Scipione Nasica. L'esercito romano sconfisse poi Annibale e la città fu salva. Inoltre, nello stesso anno, fu registrato un abbondante raccolto. Entrambi i fausti eventi vennero ascritti alla dea Cibele, la cui popolarità iniziò a crescere costantemente.
In seguito a questi due eventi la dea Cibele iniziò a essere raffigurata su bassorilievi e su opere pittoriche, entrando nel Pantheon delle divinità romane e diventando così una delle divinità di Roma, la Magna Mater. Il 4 aprile del 191 a.C. (anniversario dell'arrivo a Roma della pietra nera) venne inaugurato un tempo a lei dedicato e furono istituite le Megalesia, festività che venivano celebrate tra il 4 e il 10 aprile e che prevedevano l'organizzazioni di giochi scenici e ludici. La popolarità della dea Cibele non fu, perlomeno all'inizio, paragonabile a quella delle altre divinità romane, visti i suoi connotati esotici, che la rendevano estranea al modo di pensare dei romani. Inoltre i sacerdoti che officiavano la sua celebrazione erano di sesso maschile ed erano obbligati a evirarsi: ciò rendeva impossibile che un cittadino romano potesse diventarne sacerdote, perché per la legge romana nessun romano di sesso maschile sarebbe potuto diventare sacerdote, né soprattutto avrebbe potuto evirarsi, mutilazione considerata un attentato alla Patria.

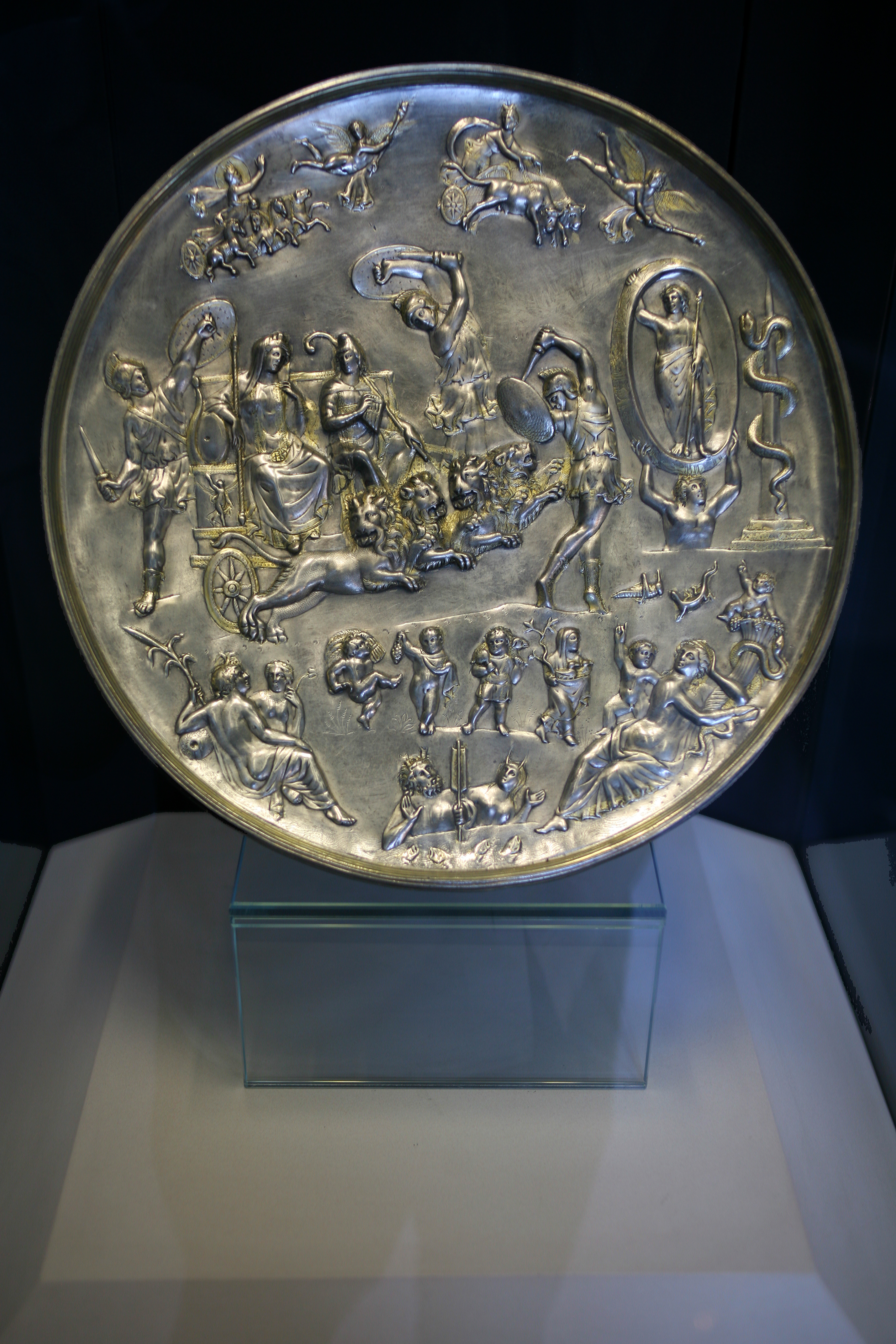
Cibele e Attis sul carro rituale, dalla patera di Parabiago, risalente alla seconda metà del IV secolo e conservata al civico museo archeologico di Milano

Inoltre, il culto della dea Cibele fu osteggiato anche perché prevedeva riti orgiastici. Il sacro collegio dei decemviri, per tale motivo, stabilì delle modalità precise per la liturgia della sua celebrazione, limitando gli eccessi di questo aspetto del suo culto. I suoi sacerdoti, a cui non viene riconosciuto tale ruolo, bensì quello di famuli, ovvero servitori della dea, erano tutti originari della Frigia. Perlomeno inizialmente al suo culto parteciparono solo gli aristocratici, con la plebe che continuò a venerare, come Magna Mater, la dea locale Cerere, conservando in questo modo il culto delle divinità tradizionali della religione romana.
A partire dal II secolo a.C. l'importanza di Cibele crebbe notevolmente anche tra la plebe. A lei venne riconosciuto il merito delle vittorie di Gaio Mario contro i Teutoni e in Asia minore. Nel secolo successivo il numero di seguaci della dea Cibele raggiunse livelli notevoli, anche grazie a Cesare e Augusto, che le tributarono ufficialmente e ripetutamente omaggio. La dea Cibele entrò anche nella letteratura latina grazie a Ovidio, che descrisse nei suoi Fasti gli eventi che portarono la pietra nera a Roma, e a Virgilio, che nell'Eneide narrò di come il viaggio di Enea fosse stato protetto anche dalla dea Cibele, che fornì il legno degli alberi e salvò le navi dall'incendio di Troia.
Le donne della famiglia imperiale presero a vestire, nelle raffigurazioni ufficiali, come la dea Cibele, ossia con una corona turrita posta sul capo. Livia Drusilla, moglie di Augusto, si fece ritrarre in un cammeo seduta su un trono mentre sorregge un mazzo di spighe e una statua del marito. Sulla testa indossa una corona turrita. Anche Agrippina minore, moglie di Claudio, è raffigurata in un cammeo mentre indossa una corona turrita e di spighe.
Con l'adozione ufficiale da parte della famiglia imperiale, il suo culto di diffuse ulteriormente entrando nell'immaginario collettivo dei romani anche fuori dall'Italia. Nelle province greco orientali e in quelle danubiane, ad esempio, la dea Cibele veniva vista come la rappresentazione metaforica dell'Italia. Questa associazione della dea Cibele all'Italia divenne poi comune in tutto l'Impero romano. La corona turrita fu poi apposta sul capo anche di altre divinità, tra cui la dea Roma. La corona di torri simboleggia infatti le città e quindi non fu ad appannaggio, da un certo momento in poi, solo della dea Cibele.

### La prima raffigurazione dell'Italia turrita

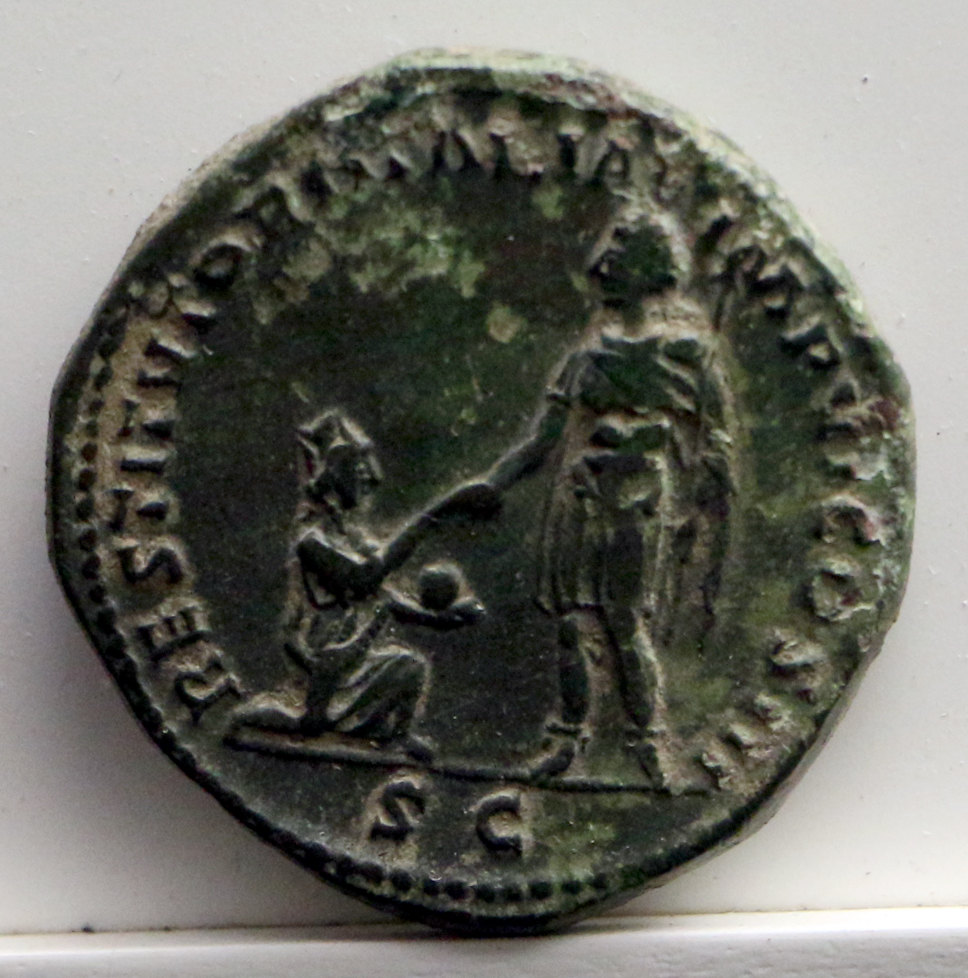
Sesterzio raffigurante Marco Aurelio, imperatore che respinse le prime incursioni barbariche nella penisola, nell'atto di sollevare un'Italia turrita con il globo in mano. L'imperatore è celebrato con la definizione di Restitutor Italiae.

La corona muraria della dea Cibele comparve per la prima volta sul capo della personificazione dell'Italia su una raffigurazione voluta dall'imperatore Traiano sull'Arco che porta il suo nome, eretto a Benevento nel 114 d.C.. Il primo imperatore che raffigurò la personificazione allegorica dell'Italia su una moneta come una donna turrita con cornucopia fu invece Adriano. La corona turrita era il simbolo della Civitas romana; l'allegoria indicava quindi la sovranità della penisola italiana come terra di città libere e di cittadini romani a cui venne concesso un diritto proprio: lo Ius Italicum.
Durante il regno di Antonino Pio venne coniato un sesterzio rappresentante l'Italia come una donna turrita che siede su un globo e che tiene una cornucopia in una mano e il bastone del comando in quell'altra. Questa diverrà poi l'immagine classica della personificazione allegorica dell'Italia. A questa moneta seguirono analoghi conii degli imperatori Marco Aurelio, Commodo, Settimio Severo e Caracalla Il globo, rappresentante il mondo, veniva anche raffigurato nella mano dell'Italia, a testimonianza del suo primato. Ma dal regno di Caracalla, la penisola italiana perse la sua unicità, iniziando a essere considerata una delle tante province romane. La sua residua importanza scomparve completamente nel 476, con la caduta dell'Impero romano d'Occidente, e con essa l'iconografia dell'Italia turrita.

### Nel XIV secolo

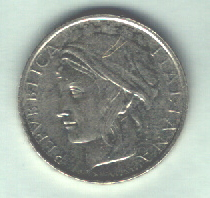
La personificazione dell'Italia rappresentata su una moneta da 100 lire del 1993

#### Dalla sua scomparsa dopo la caduta dell'Impero romano a Dante

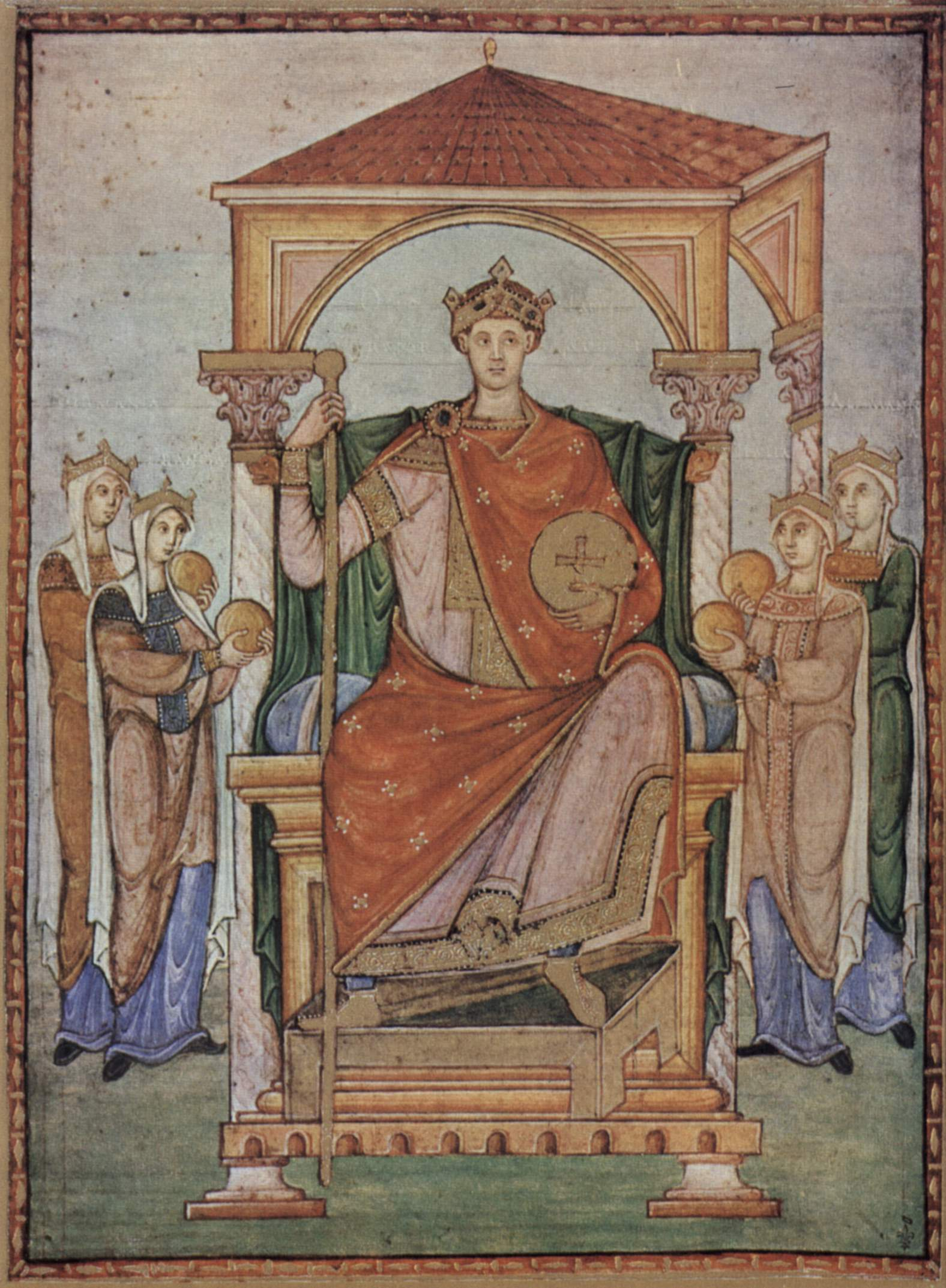
Miniatura raffigurante Ottone II di Sassonia e le personificazioni allegoriche delle quattro province costituenti il Sacro Romano Impero: Germania, Francia, Italia e Alemannia. È custodita al museo Condé di Chantilly, in Francia

Nei secoli successivi alla caduta dell'Impero romano d'Occidente la penisola italiana perse l'unità politica e amministrativa, frantumandosi in molteplici enti statali autonomi. Nel primo periodo medievale la personificazione dell'Italia in una donna turrita scomparve quasi completamente dall'immaginario collettivo, limitandosi a comparire raramente senza però avere quei tratti distintivi, come la cinta muraria o la cornucopia, che tanto l'avevano caratterizzata in epoca romana.
Tra le rare apparizioni figurative della personificazione dell'Italia degne di nota ci sono due miniature del X secolo risalenti, rispettivamente, ai regni di Ottone II e Ottone III di Sassonia, imperatori del Sacro Romano Impero. La prima miniatura, che raffigura Ottone II e che è custodita al museo Condé di Chantilly in Francia, ha come soggetto anche le personificazioni della quattro regioni dell'impero (Germania, Francia, Italia e Alemannia) che rendono omaggio al sovrano. Ottone II è raffigurato seduto sul trono in posa austera e solenne; intorno a lui sono presenti quattro donne coronate, che rappresentano le quattro provincie, vestite allo stesso modo, con una sottoveste azzurra e un mantello bianco, e con una scelta dei colori, da parte dell'artista, finalizzata a rendere le quattro figure di secondo piano rispetto a quella dell'imperatore. Le tonalità delle quattro donne, rispetto a quelle della restante parte dell'opera, sono infatti poco accese. L'unica differenza visiva tra le quattro donne è la decorazione del colletto, che è diversa per ogni personificazione allegorica. Anche l'atteggiamento è identico: omaggiante l'imperatore.
Anche sulla miniatura rappresentante Ottone III, similmente, sono presenti le quattro donne personificazioni delle quattro province dell'impero. In questo caso l'imperatore è attorniato da importanti prelati della Chiesa cattolica e da due cavalieri armati. Le quattro provincie imperiali (Schiavonia, Germania, Francia e Roma, che metaforicamente vuole simboleggiare l'intera Italia), rappresentate da altrettante donne, offrono simbolicamente doni all'imperatore senza che nessuna delle quattro, come per la miniatura di Ottone II, emerga da un punto di vista visivo.
L'Italia turrita viene riscoperta all'inizio del XIV secolo, poco dopo l'età comunale, quando iniziarono a nascere le prime signorie. Questa personificazione dell'Italia non è però associata all'intera penisola, bensì solo alla sua porzione settentrionale, che stava vivendo fasi politiche convulse che necessitavano, a detta di molti, di un pacificatore. L'Italia centrale e quella meridionale erano infatti politicamente stabili grazie alla presenza dello Stato Pontificio, del Regno di Napoli e del Regno di Sicilia.
In questo contesto storico fu Dante a legare alla personificazione dell'Italia il supplizio e lo sconforto, visti l'instabilità politica delle regioni italiane settentrionali e il ruolo secondario che aveva la penisola a fronte di un grande passato, quello imperiale romano. Questa iconografia fu successivamente ripresa da molti altri letterati ed artisti. L'Italia veniva vista come una serva, come una vedova priva di un'autorità forte che la potesse guidare e come una sovrana decaduta avente un passato glorioso: la penisola italiana, infatti, non era più la protagonista assoluta di quegli importanti eventi politici e militari che tanto avevano caratterizzato la storia romana ma era una regione divisa in molte parti, alcune delle quali politicamente instabili, lontana da un'unificazione.

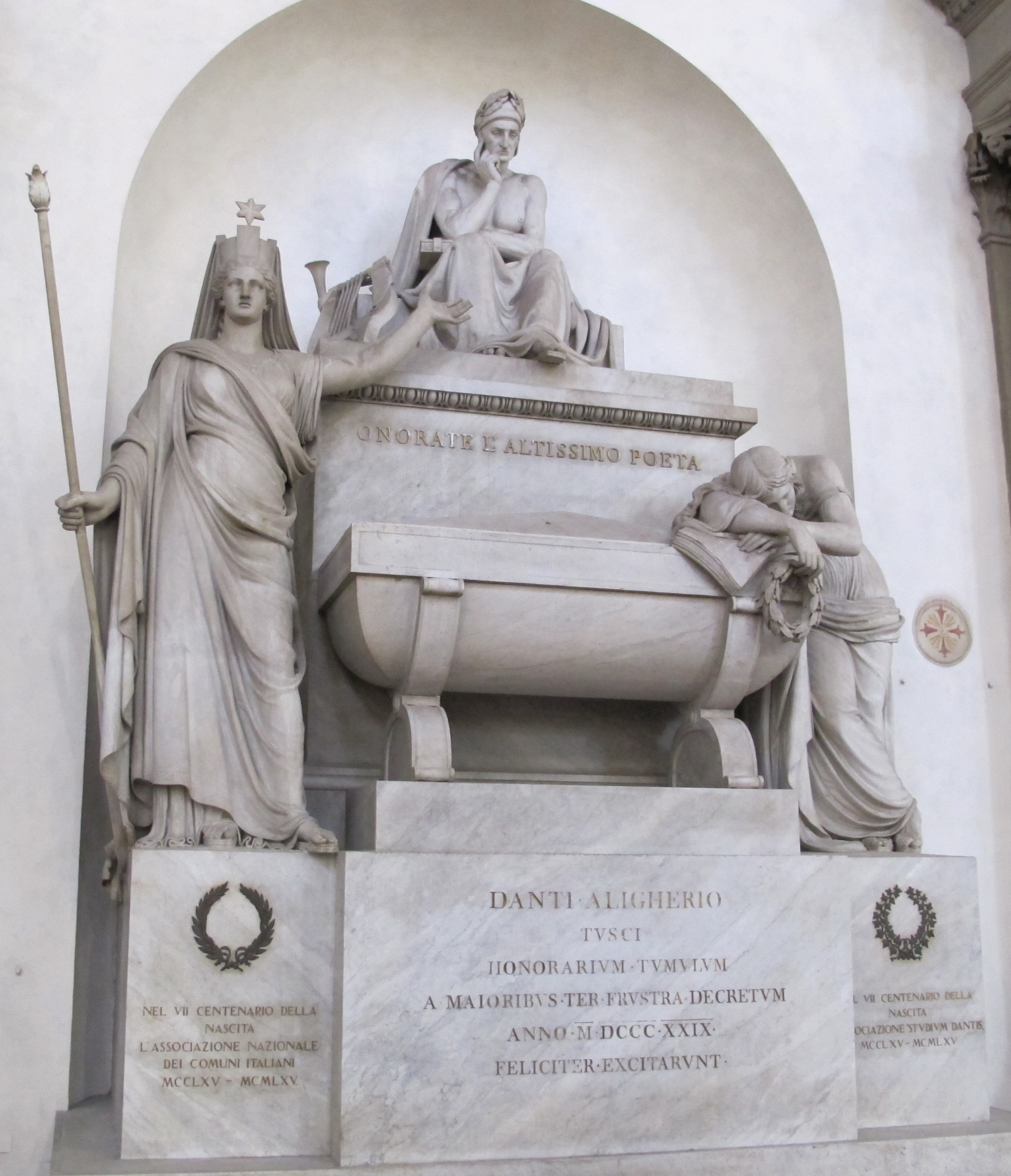
Cenotafio di Dante Alighieri (la statua di sinistra rappresenta l'Italia turrita), conservato all'interno della basilica di Santa Croce a Firenze

Dante, per quanto riguarda la posizione subalterna e servile dell'Italia, scrisse i celebri versi contenuti nel sesto canto del Purgatorio della Divina Commedia:
(Dante Alighieri, Divina Commedia, sesto canto del Purgatorio)
Dante non auspica un'Italia  indipendente politicamente, concetto non ancora elaborato dagli intellettuali, bensì una "Italia" che diventi la provincia imperiale più importante, la "Domina Provinciarum", ovvero la signora delle province del Sacro Romano Impero: questo status, secondo Dante, sarebbe raggiunto solamente assicurando alla regione la pace, pace che doveva essere garantita dall'imperatore. Nonostante nei suoi versi il Sommo Poeta avesse il ricordo dell'Italia augustea, intesa come l'intera penisola, a cui dedica i famosi versi del trentatreesimo canto dell'Inferno della Divina Commedia:
(Dante Alighieri, Divina Commedia, trentatreesimo canto dell' Inferno)

Parte degli intellettuali, per questo declino, dava la colpa agli italiani, che a loro dire erano impegnati a difendere esclusivamente i propri interessi individuali senza considerare i bisogni e le necessità della collettività. La memoria dei fasti dell'Impero romano, con l'Italia al centro degli eventi e protagonista della storia, era ancora viva, e quindi parte degli intellettuali non accettavano il fatto che l'Italia nord-occidentale fosse una semplice provincia del Sacro Romano Impero equiparata alle altre.
Un'allusione alla personificazione dell'Italia come dominatrice del mondo è contenuta nell'opera Liber de obsidione de Ancone di Boncompagno da Signa, che venne scritta tra il 1198 e il 1200 e che si riferisce all'assedio di Ancona del 1173 perpetrato dall'imperatore germanico Federico Barbarossa. Uno stralcio di questa opera, che richiama le inespresse potenzialità militari dell'Italia, recita:
(Boncompagno da Signa, Liber de obsidione de Ancone)
Accorso da Reggio, nel suo Corpus iuris civilis, analogamente, vede nella personificazione dell'Italia non una semplice provincia, ma la signora delle province ("provinciarum domina). Guittone d'Arezzo rimarca invece, nella canzone Ahi lasso! ora è stagion di doler tanto, la dolorosa stagione che sta vivendo l'Italia, un tempo avente ruolo centrale nella storia.

#### Dalla cattività avignonese a Cola di Rienzo

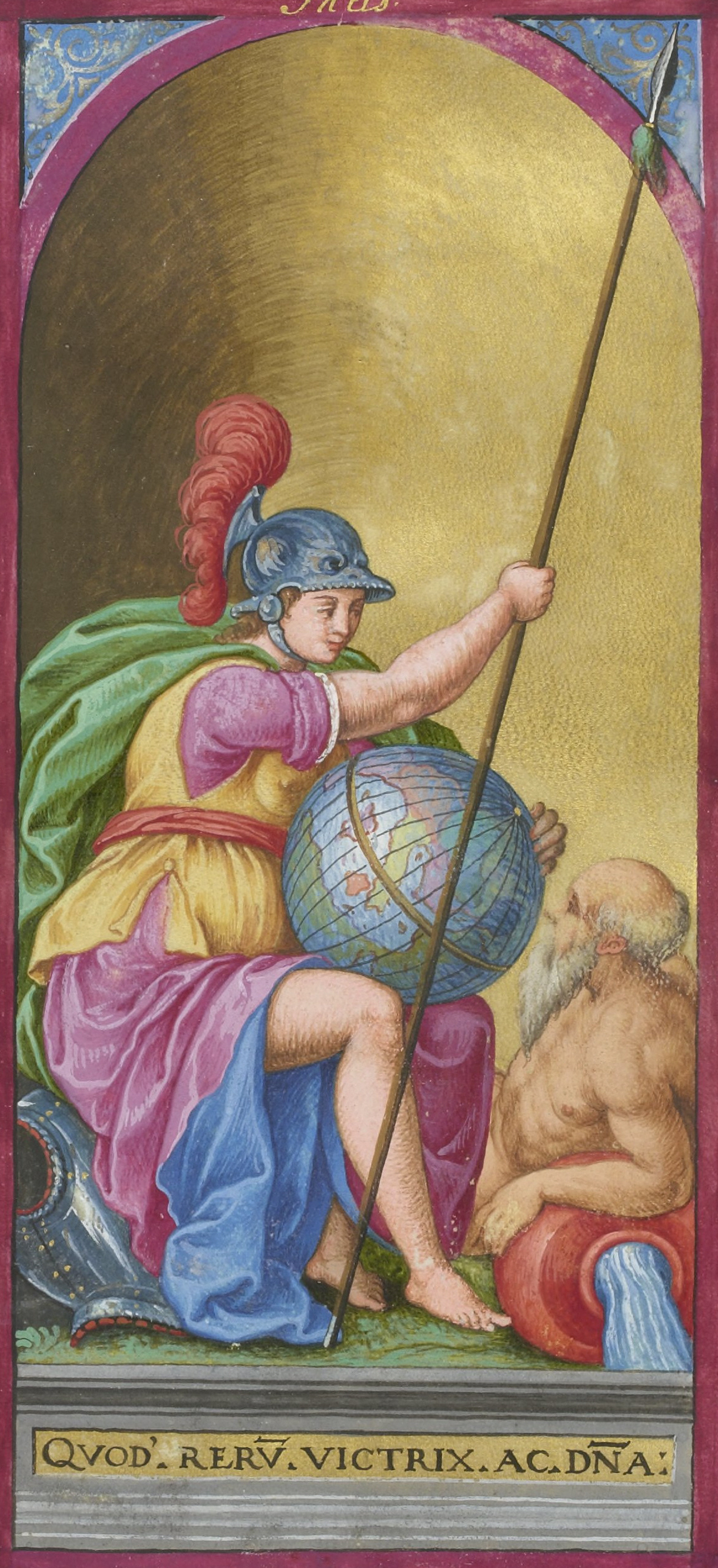
La personificazione allegorica della Roma imperiale su un dipinto del 1578 di autore anonimo conservato all'interno della Biblioteca nazionale di Francia a Parigi

Alla situazione subalterna dell'Italia, nel 1309, si aggiunse la Cattività avignonese, ovvero il trasferimento della sede del papato da Roma ad Avignone, in Francia. Prima di questa data la personificazione allegorica di Roma veniva resa come una donna dagli attributi regali e solenni, mentre dopo il trasferimento della sede papale in Francia, la sua personificazione assume metaforicamente attributi vedovili a cui Dante, nel sesto canto del Purgatorio della Divina Commedia, dedica i celebri versi:
(Dante Alighieri, Divina Commedia, sesto canto del Purgatorio)
Qui viene rimarcata l'importanza che aveva Roma nella cultura italiana trecentesca. È infatti di questo secolo la frequente associazione delle personificazioni allegoriche di Italia e Roma, entrambe caratterizzate da attributi decadenti e travagliati. Esempio letterario di questa rappresentazione allegorica è il Regia carmina, scritto da Convenevole da Prato fra il 1334 e il 1342 e dedicato a Roberto d'Angiò, re di Napoli dal 1309 al 1343, a cui il letterato si rivolge esprimendo il desiderio del ripristino dell'antico prestigio di Roma e di un'Italia pacificata e nuovamente con un ruolo centrale nella storia. In questo componimento poetico la personificazione allegorica di Italia, qui rappresentata riccamente vestita ma dall'atteggiamento sottomesso, rivolge questa supplica a Roberto d'Angio:
(Convenevole da Prato, Regia carmina)
La personificazione dell'Italia ricorda poi al re i fasti di un tempo, che stridono con la condizione della penisola nel XIV secolo:
(Convenevole da Prato, Regia carmina)

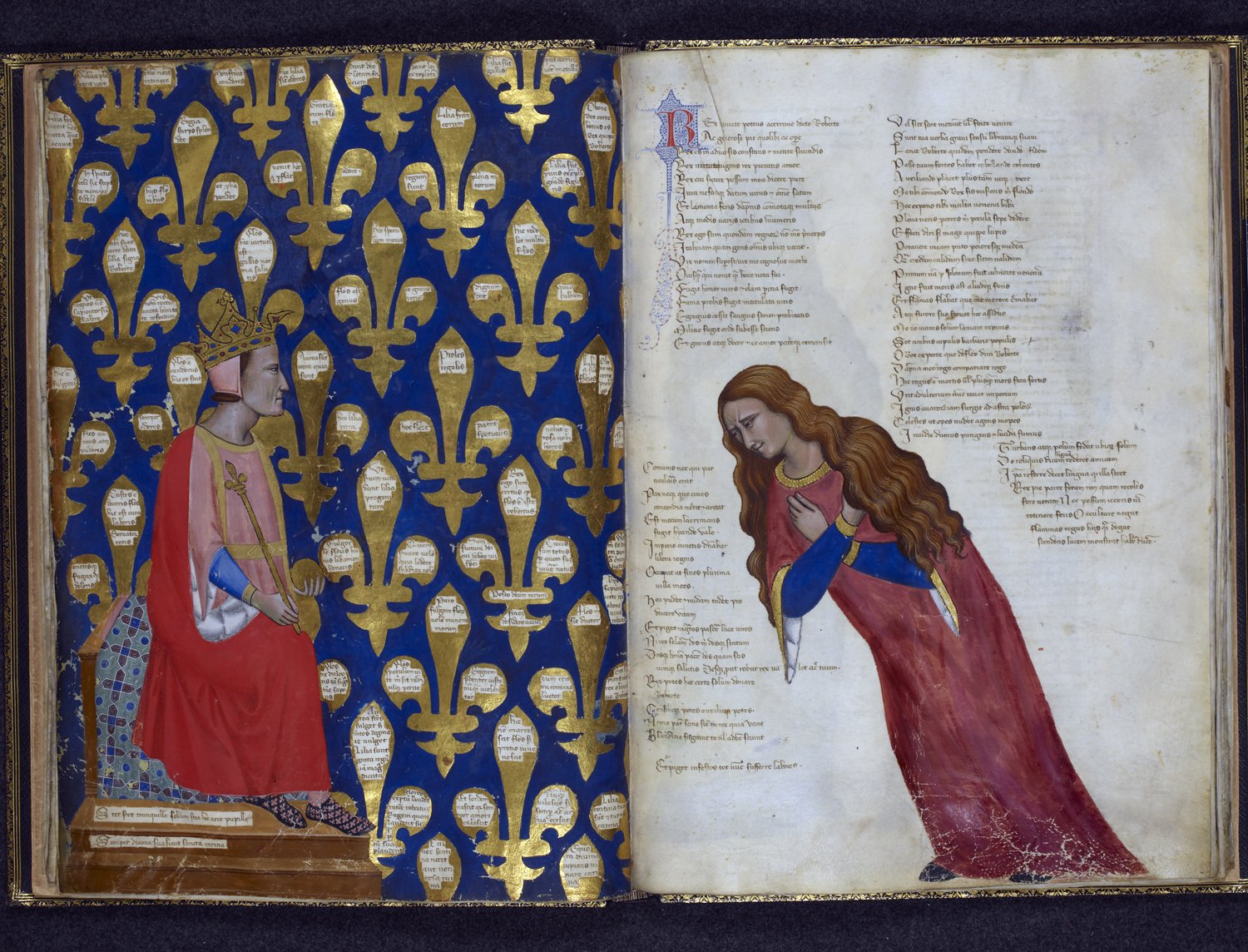
Miniatura contenuta nell'opera Regia carmina di Convenevole da Prato, dove si vede la personificazione allegorica dell'Italia che si rivolge al re di Napoli Roberto d'Angiò

A questo punto la personificazione dell'Italia chiede aiuto re Roberto:
(Convenevole da Prato, Regia carmina)
In seguito il componimento di Convenevole da Prato continua con un'analoga supplica proferita dalla personificazione allegorica di Roma.
Dipinti con protagoniste le personificazioni di Italia e Roma sono state anche eseguite in Campidoglio a Roma su commissione di Cola di Rienzo, notaio della Camera Apostolica e ambasciatore papale, che fu protagonista della protesta del popolo romano nei confronti della Cattività avignonese, rivolta che si espresse con l'instaurazione di un governo comunale autonomo. Per propagandare il suo disegno politico, Cola di Rienzo fece realizzare tre cicli di affreschi che si trovavano, rispettivamente, sui muri dei palazzi del Campidoglio (dipinti nel 1344), sulla facciata della chiesa di Sant'Angelo in Pescheria (1346) e sulla facciata della chiesa di Santa Maria Maddalena (1347).
Questi affreschi, che erano provvisti di didascalie grazie alle quali i personaggi raffigurati comunicavano tra loro a mo' di fumetto moderno, erano incentrati sulle personificazioni allegoriche di Roma e Italia che avevano, anche in questo caso, attributi dolenti e luttuosi. Cola di Rienzo, per quanto riguarda il concetto di "Italia", intendeva l'intera penisola e non solo le sue regioni settentrionali. In una celebre didascalia degli affreschi del Campidoglio, la personificazione allegorica della Fede cristiana pregava con queste parole:
(Didascalia degli affreschi commissionati da Cola di Rienzo in Campidoglio, 1344)

#### Da Petrarca a Farinata degli Uberti

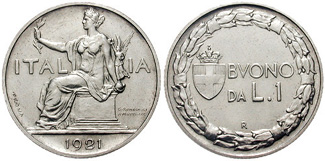
Personificazione allegorica dell'Italia su un buono da 1 lira del 1921

Francesco Petrarca, in riferimento all'assoldamento di truppe mercenarie per alcune guerre fratricide combattute tra gli Stati dell'Italia settentrionale a metà del XIV secolo, nella sua Italia mia, benché 'l parlar sia indarno, canzone CXXVIII del Canzoniere, vede la personificazione allegorica della penisola italiana come una donna il cui corpo è dilaniato da:
(Francesco Petrarca, il Canzoniere)
E fa notare ai signori responsabili di queste guerre che:
(Francesco Petrarca, il Canzoniere)
Nella stessa opera il Petrarca definisce la personificazione dell'Italia come una:
(Francesco Petrarca, il Canzoniere)
Per quanto riguarda invece le possibili soluzioni al problema, il letterato Antonio Loschi, alla corte di Jacopo Dal Verme, elemento di spicco del Ducato di Milano e capitano di Gian Galeazzo Visconti, individua nel signore di Milano il possibile unificatore dell'Italia settentrionale, all'epoca divisa in molteplici Stati. Prefiggendosi tale obiettivo, infatti, Gian Galeazzo Visconti riuscì ad ingrandire notevolmente il proprio ducato fino a comprendere, oltre alla Lombardia e a buona parte dell'Emilia, anche una parte consistente del Veneto e della Toscana. Nel 1388 Antonio Loschi dedicò all'impresa questi versi, che hanno per soggetto l'Italia, descritta allegoricamente come una donna addolorata ma indomita che chiede di essere soccorsa da Gian Galeazzo Visconti:
(Antonio Loschi, 1388)

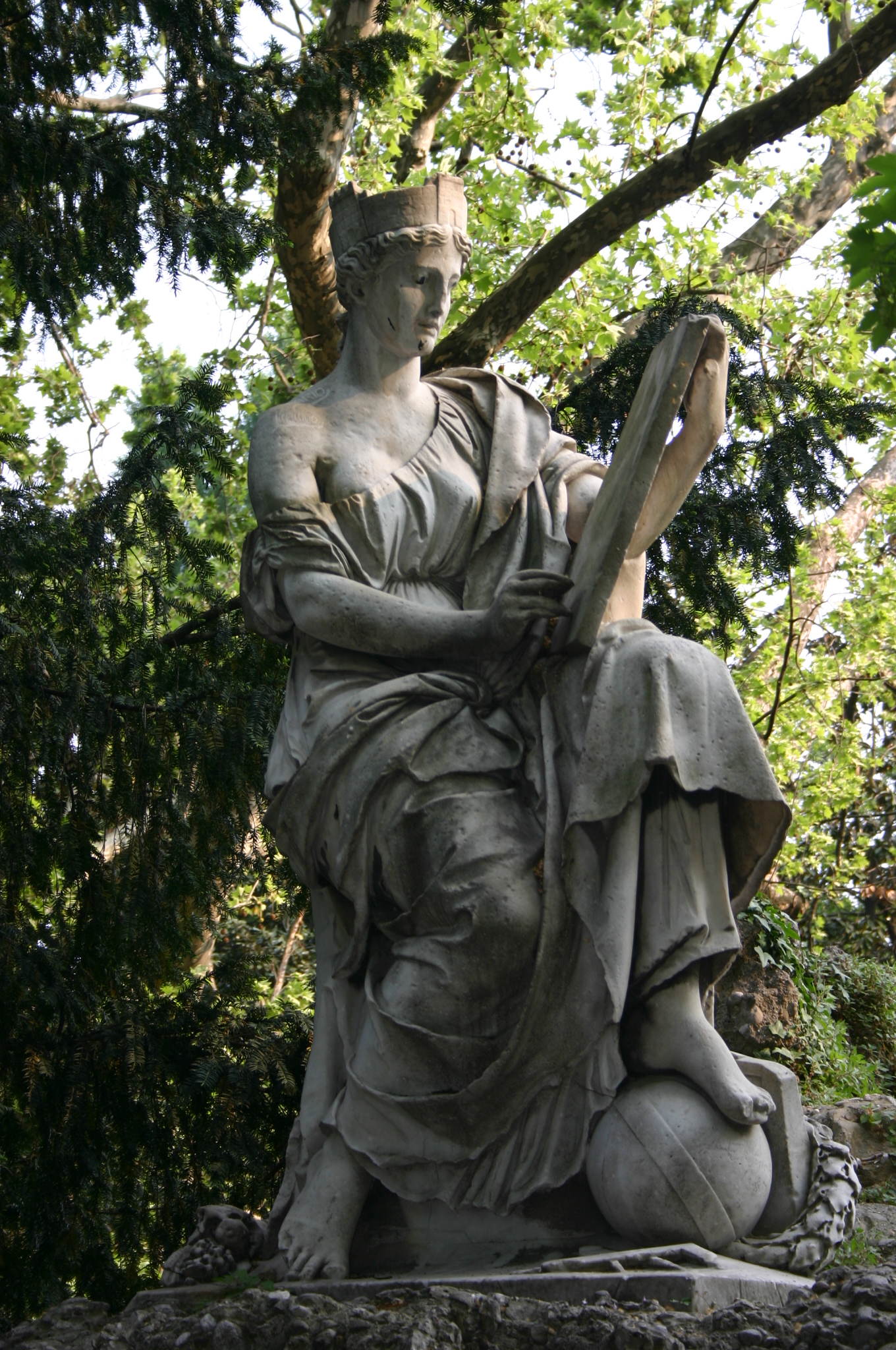
L'Italia turrita seduta su un globo, statua dei giardini pubblici Indro Montanelli a Milano

Analogamente un autore anonimo fa pronunciare i seguenti versi all'Italia, di nuovo personificata come una donna che si offre a Gian Galeazzo Visconti, con un richiamo a quelli più celebri di Dante:
(Autore anonimo)
Mentre Francesco di Vannozzo, sempre su Gian Galeazzo Visconti e l'Italia settentrionale, scrisse:
(Francesco di Vannozzo)
Sempre in ambito visconteo, degna di nota è la raffigurazione dell'Italia turrita, voluta da Ludovico il Moro, ultimo duca di Milano, dipinta su un medaglione che si trova nel castello di Vigevano. Per quanto riguarda invece la percezione dell'Italia come un'unica entità geografica, ma non ancora politica, Farinata degli Uberti, nel suo Il Dittamondo, opera scritta nel XIV che richiama la personificazione della penisola italiana in una donna, scrisse:
(Farinata degli Uberti, Il Dittamondo, (XIV sec.))

### Dal XV al XVI secolo

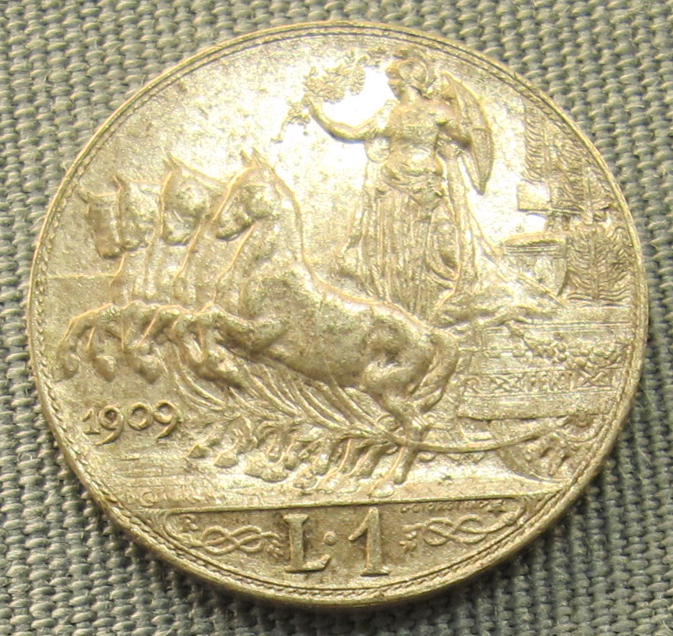
Personificazione allegorica dell'Italia su una moneta d'argento da 1 lira del 1909

La personificazione allegorica dell'Italia scompare quasi del tutto dalla letteratura e dalle arti all'inizio del XV secolo: la situazione sociale e politica è infatti cambiata completamente rispetto al secolo precedente, con l'Italia che è ora divisa in nuovi Stati orgogliosi e gelosi della loro autonomia e che danno origine, in ambito culturale, al Rinascimento e all'Umanesimo.
La personificazione allegorica dell'Italia come donna sofferente torna sulle scene letterarie e artistiche a partire dal 1494, con la prima discesa di uno degli eserciti che parteciperà, nel secolo successivo, alle cosiddette "guerre d'Italia", le truppe del re di Francia Carlo VIII, calato nella penisola italiana per rivendicare il trono del regno di Napoli. In seguito l'Italia sarà teatro di guerre che coinvolgeranno anche il regno di Castiglia, il regno d'Aragona e il Sacro Romano Impero. Di questa situazione caratterizzata dalla trasformazione della penisola in un campo di battaglia continuamente devastato da eserciti stranieri, Niccolò Machiavelli ne Il principe scrisse, richiamando la personificazione allegorica dell'Italia:
(Niccolò Machiavelli, Il Principe, 1532)
Niccolò Machiavelli, nello scrivere queste parole, non era mosso da un irredentismo ante litteram, ma solo dalla semplice osservazione dei fatti politici e sociali dell'epoca. In seguito alla pace di Cambrai (1529) tra Francesco I di Francia e Carlo V d'Asburgo, che iniziò a gettare le basi per la fine delle ostilità con la temporanea vittoria di quest'ultimo, un anonimo speranzoso scrisse, in riferimento al futuro ruolo di Carlo V nella penisola italiana, che era personificata con un'allegoria dall'atteggiamento fiducioso:
(Cronista anonimo, 1529)
Non tutti però erano così ottimisti sul futuro dell'Italia. La pace di Cambrai aveva infatti posto solo temporaneamente fine alla guerra, che continuò nei decenni successivi a causa di alcuni attacchi effettuati dall'esercito francese con l'obiettivo di prendersi parti della penisola italiana (il Regno di Napoli e il Ducato di Milano). Domenico Venier dedicò a questa situazione questi versi:
(Domenico Venier)
La personificazione allegorica dell'Italia del XV secolo è sofferente, dolente e umiliata, ma con una vena di regalità mai sopita che deriva dalle sue antiche glorie. Quest'aspetto in chiaro scuro deriva, ed è stato perfezionato, dal contributo dato dagli intellettuali rinascimentali e umanistici, che hanno meglio definito i tratti della personificazione dell'Italia adattandoli alla situazione politica dell'epoca, soprattutto nei confronti delle nazioni straniere che ambiscono a controllare parti della penisola italiana.
Alla personificazione dell'Italia è dedicato un volantino distribuito a Milano nel 1552 in piazza Mercanti dove l'allegoria della penisola è raffigurata in una postura raggomitolata e con una corona abbandonata ai suoi piedi. Sopra la personificazione allegorica dell'Italia era presente una didascalia, proferita dalla personificazione dell'Italia, che cita i nemici da cui deve difendersi:
(Volantino distribuito a Milano nel 1552)

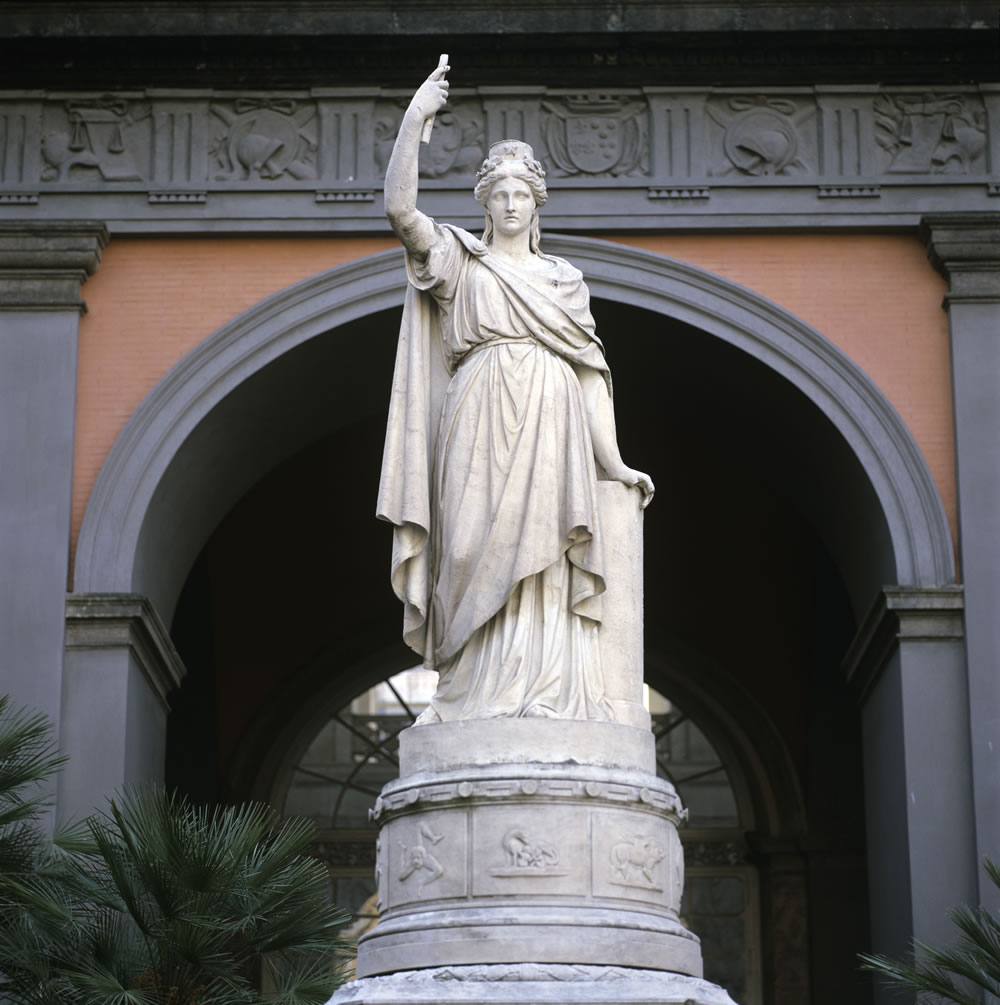
Italia Turrita e Stellata (1861) a Napoli

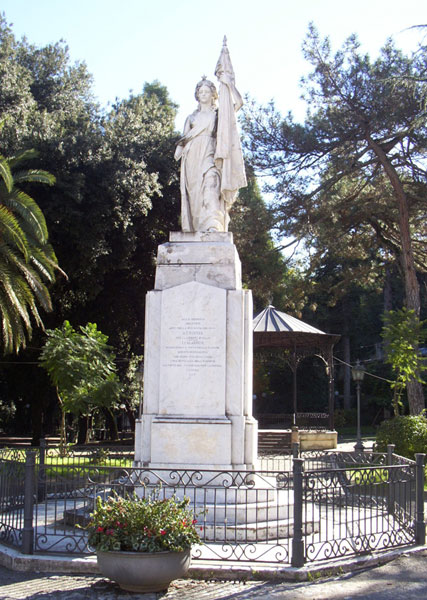
Statua rappresentante la personificazione allegorica dell'Italia (Cosenza)

Le caratteristiche di queste personificazioni dell'Italia giungono pressoché intatte al 1559, alla pace di Cateau-Cambrésis, accordo che pose definitivamente fine alle guerre d'Italia riconoscendo la vittoria a Filippo II d'Asburgo, che ottenne il controllo del Ducato di Milano, del regno di Napoli e del regno di Sicilia. Da ciò conseguì la nascita, nella penisola italiana, di un forte sentimento anti spagnolo che si espresse anche attraverso la personificazione allegorica dell'Italia, che acquisì i tratti di una regina offesa e violata, ridotta in povertà e in attesa di liberazione. A tal proposito Giovanni Guidiccioni scrisse:
(Giovanni Guidiccioni)
Bernardino Pellippari nella sua opera L'Italia consolata, pubblicata nel 1561 per onorare la visita a Vercelli dei duchi Emanuele Filiberto di Savoia e Margherita di Valois, fa parlare così la personificazione allegorica dell'Italia.
(Bernardino Pellippari, L'Italia consolata, 1561)
Ancora una volta non si intende il desiderio di un'Italia politicamente unita, bensì la voglia di pace tra gli Stati italiani preunitari, indipendenti dal dominio straniero e guidati dal papa. Pellippari auspica anche un intervento militare in coalizione contro i turchi ("barbari crudeli empij e malvagi"). Per quanto riguarda i turchi, nel 1571, si formò un'alleanza militare, la Lega Santa, tra lo Stato Pontificio, la Repubblica di Venezia, la Spagna di Filippo II, i Cavalieri di Malta, la Repubblica di Genova, il Granducato di Toscana, il Ducato d'Urbino, il Ducato di Parma, la Repubblica di Lucca, il Ducato di Ferrara, il Ducato di Mantova ed il Ducato di Savoia il cui obiettivo era quello di fermare l'avanzata dell'Impero ottomano, che giunse fino alle porte di Vienna: la diatriba militare si risolse nella battaglia di Lepanto (7 ottobre 1571), che vide vincitrice la Lega Santa.
Dopo la pace di Cateau-Cambrésis (1559) iniziò per l'Italia una fase storica conosciuta come pax hispanica, ovvero un periodo di stabilità politica e militare, visto che il dominio spagnolo sul Ducato di Milano, sul Regno di Napoli e sul Regno di Sicilia, e grazie ai patti di non belligeranza firmati da Filippo II d'Asburgo con il Ducato di Savoia, il Ducato di Toscana e gli altri Stati italiani minori, garantì un equilibrio destinato a durare diversi decenni, fermo restando diversi momenti di tensione poi risolti senza operazioni militari.

### Il XVII secolo

#### La sua presenza nella letteratura

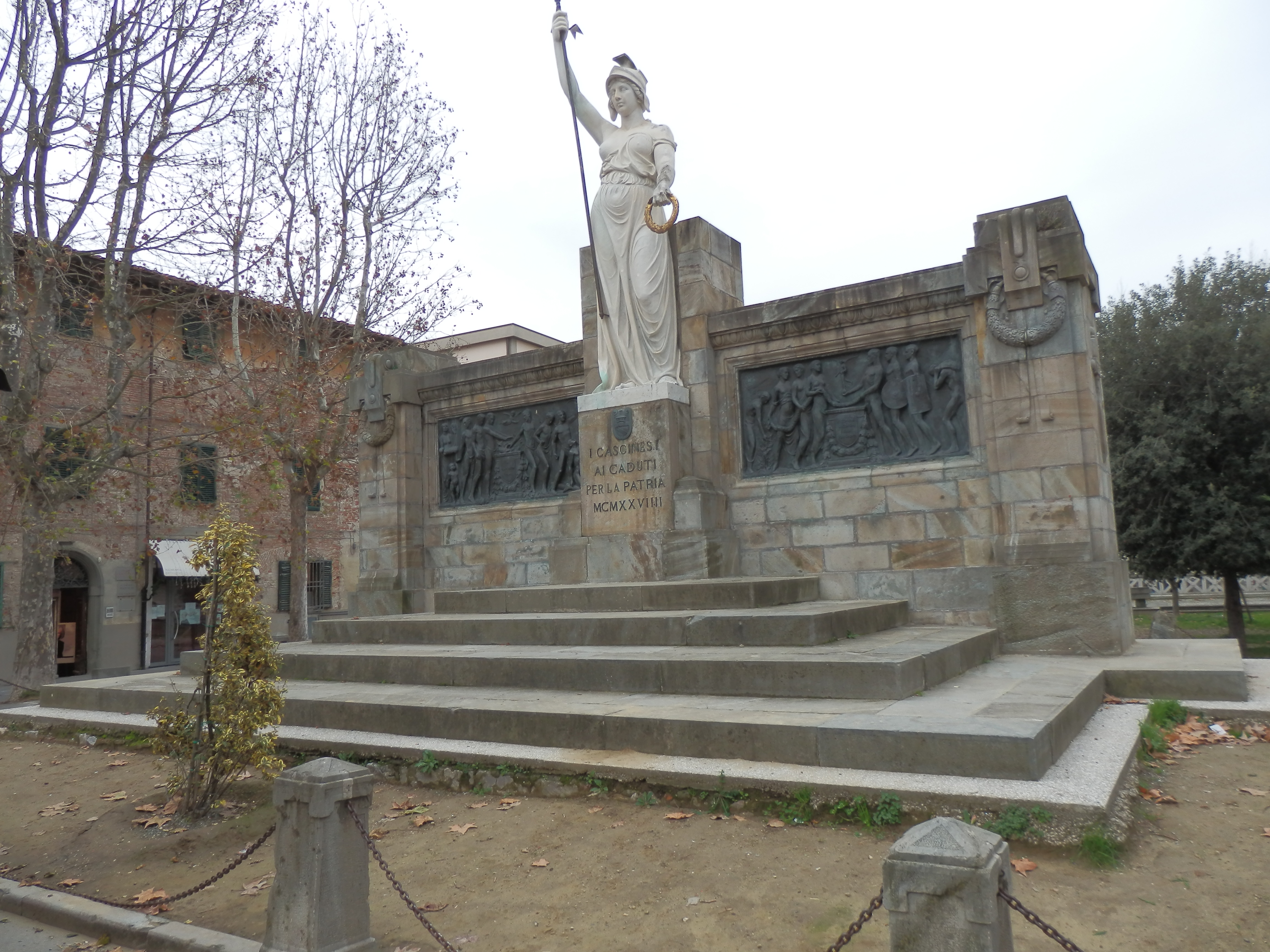
Italia turrita a Cascina (PI)

Come già accennato, già dalla metà del XVI secolo, in Italia iniziò serpeggiare malumore contro la potenza egemonica della Spagna (in quel momento sovrana dei regni di Napoli, Sicilia e Sardegna e del Ducato di Milano), che nel secolo successivo si tramutò in un forte sentimento anti asburgico. Gli spagnoli venivano percepiti come responsabili di un dominio arrogante e tirannico, e quindi la personificazione allegorica dell'Italia vista come una donna dal portamento regale per le sue glorie passate, ma triste e malconcia per le vessazione dei tempi presenti, assunse via via connotati sempre più forti. In altre parole, durante il dominio spagnolo, le peculiarità della sua personificazione, la regalità e la tristezza, assunsero tinte più marcate e decise.
Testimone di questa tendenza è l'opera Lamento doloroso dell’Italia commemorando gli huomini illustri in arme, et in lettere in quella creati, et finalmente ricca rende à Principi, al Sommo Pontifice, & all’altissimo Iddio, per aiuto delle sue miserie, redatta da un autore anonimo nel 1559, anno della pace Cateau-Cambrésis, che fa proferire alla personificazione allegorica dell'Italia una supplica al papa affinché riunisca tutti i sovrani europei:
(Autore anonimo, Lamento doloroso dell’Italia commemorando gli huomini illustri in arme, et in lettere in quella creati, et finalmente ricca rende à Principi, al Sommo Pontifice, & all’altissimo Iddio, per aiuto delle sue miserie, 1559)

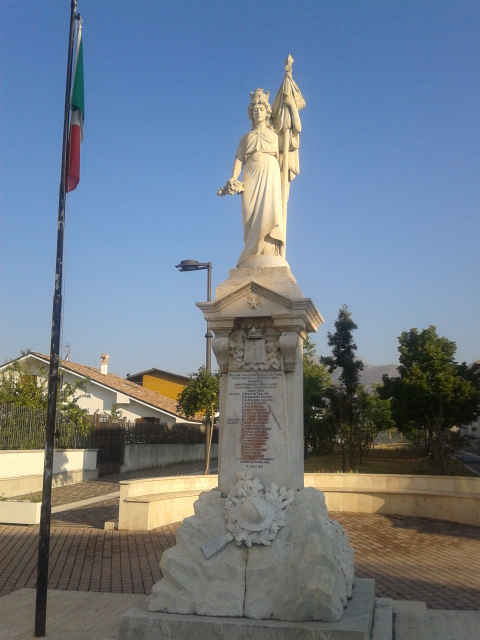
Italia turrita a Collarmele (AQ)

Tra i primi autori a scrivere sull'Italia e sulla situazione politica della penisola italiana dopo la pace di Cateau-Cambrésis (1559), che causò la cristallizzazione della situazione politica italiana, fu Traiano Boccalini, che nella sua opera Ragguagli di Parnaso (1612-1613) sostiene che l'Italia, vista come una personificazione allegorica rappresentata da una regina (la "Reina d'Italia"):
(Traiano Boccalini, Ragguagli di Parnaso, 1612-1613)

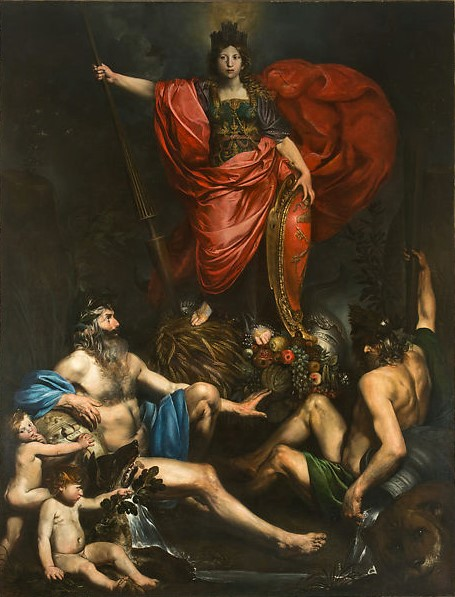
Allegoria dell'Italia, dipinto di Valentin de Boulogne (circa 1628)

Il sentimento anti spagnolo si evince anche nell'opera di Alessandro Tassoni le Filippiche dove l'autore si schiera con un atteggiamento, perlomeno all'inizio, filo francese e anti spagnolo (visto che il re di Francia "combatte per la riputazione dei prencipi d'Italia e per la nostra comune libertà") a favore di Carlo Emanuele I di Savoia e delle sue mire espansionistiche in Italia. Tassoni, nella sua opera, che venne scritta tra il 1613 e il 1614, fa parlare la personificazione dell'Italia con queste parole ("madre ai principi suoi figli"):
(Alessandro Tassoni, le Filippiche, 1613-1614)
Le Filippiche di Tassoni continuano con una reprimenda nei confronti di coloro che appoggiano il governo spagnolo:
(Alessandro Tassoni, le Filippiche, 1613-1614)
E con un monito affinché:
(Alessandro Tassoni, le Filippiche, 1613-1614)

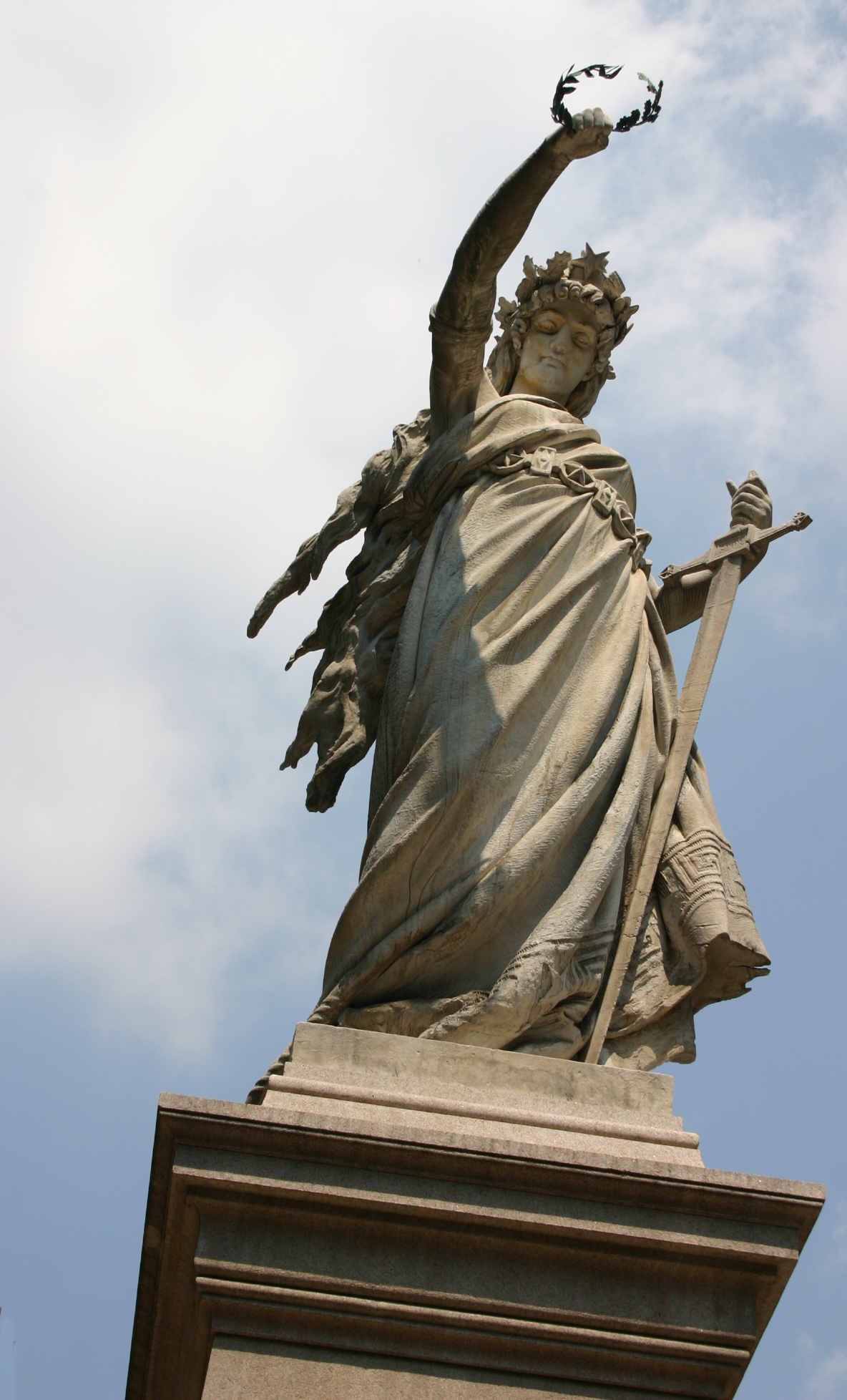
Italia turrita a Milano, facente parte del Monumento ai caduti di Mentana

Analogamente Fulvio Testi, nella sua opera L'Italia all'invittissimo e gloriosissimo prencipe Carlo Emanuel Duca di Savoia del 1615, meglio conosciuta come Pianto d'Italia, concepisce una personificazione dell'Italia che proferisce queste riflessioni:
[…] L'Italia mi chiam'io son io colei,
ch'ovunque gira il Dio lucido, e biondo,
alzando illustri, ed immortal trofei
tutte cacciai l'altrui grandezze al fondo;
quella son io, che viddi a cenni miei
chino ubbidir, e riverente il Mondo,
e temuta dal uno al altro Polo
formai di tutti i Regni un Regno solo. [...]
[…] Forse i titoli vani, onde son piene,
le mie Città; l’ampie promesse, in cui
fondano i forsennati ogni lor spene,
ond’ei con le lusinghe insidia altrui,
miei guiderdoni stima, e 
premii sui? Premii questi non son, ben son catene,
quel cauto ucellator, che di poc’esca
mostra far suole à quegli augei, che invesca. […]»
(Fulvio Testi, Pianto d'Italia, 1615)
Anche in questo caso, l'auspicato intervento di Carlo Emanuele I di Savoia non è legato a un'idea di un'unità politica dell'Italia sotto la bandiera di Casa Savoia, bensì a un semplice appello affinché il duca sabaudo cacci gli spagnoli dalla penisola italiana (nell'opera di Fulvio Testi Carlo quel generoso invitto core, è infatti riportato il famoso verso "da cui spera soccorso Italia oppressa") auspicando la loro sostituzione con i francesi (nell'opera Pianto d'Italia è indicativo il verso "Che l'onda del natio profondo Reno / Varcasse Celta con asciutto piede").
Tommaso Campanella, nella sua opera D'Italia, richiama invece la personificazione di Roma, ricalcando i concetti espressi nei secoli precedenti quando le opere letterarie erano meno pregne di significati legati alla situazione politica dell'epoca:

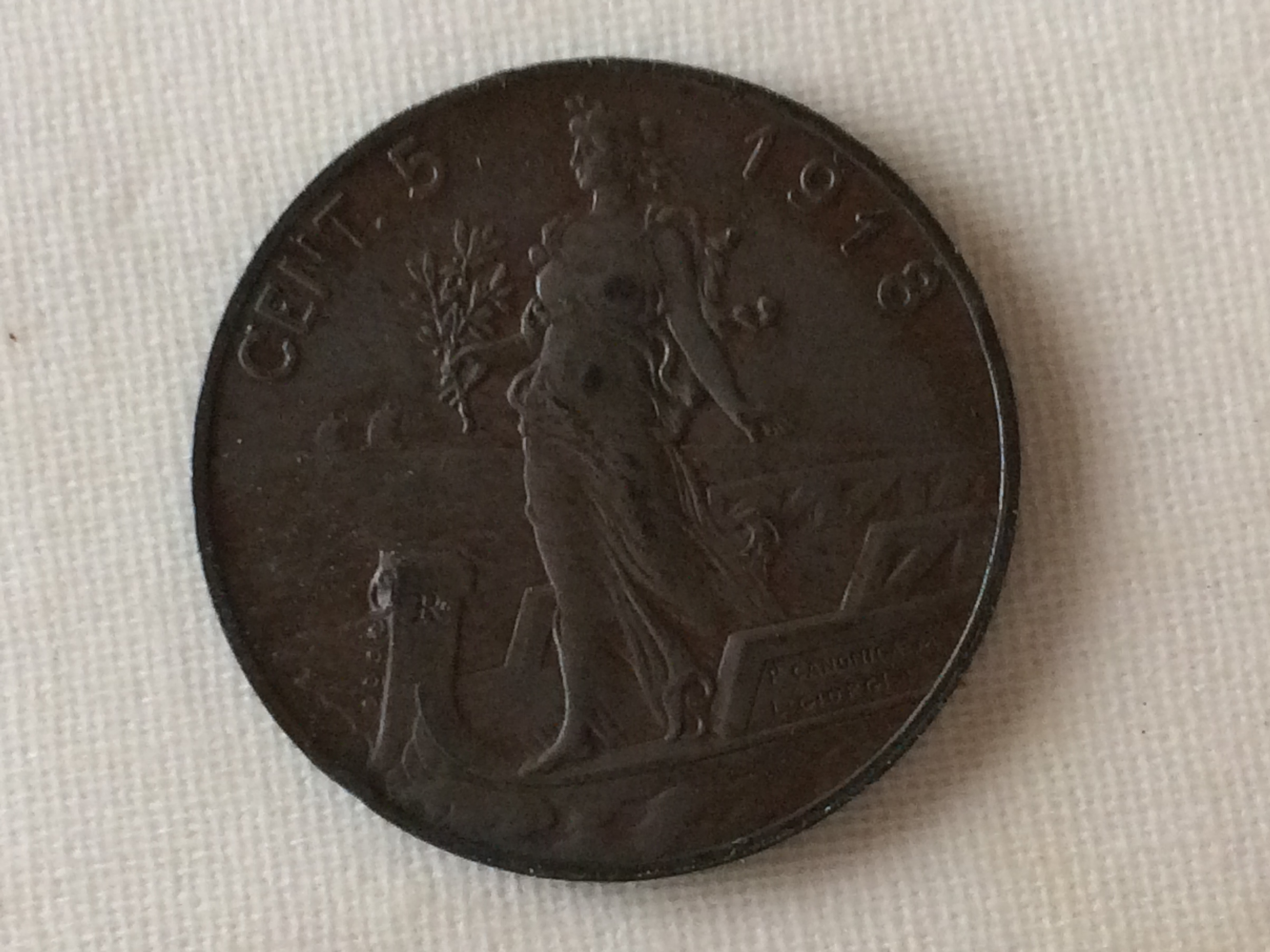
Personificazione dell'Italia su una moneta di rame da 5 centesimi del 1918

(Tommaso Campanella, D'Italia)

#### La sua presenza sulle carte geografiche
Tra il XVI e il XVII secolo la personificazione iniziò ad assumere, anche da un punto di vista figurativo, i connotati definitivi con l'aggiunta di quelle peculiarità che sono arrivate al XXI secolo: il globo come trono, la cornucopia e la corona turrita illuminata dalla Stella d'Italia. La personificazione allegorica dell'Italia iniziò a comparire, a partire dal XVI secolo, sulle carte geografiche, che iniziarono a diventare comuni dopo la scoperta dell'America (1492).
Una delle prime raffigurazioni della personificazione di Italia su una carta geografica è quella che si trova nella Sala del mappamondo, un ampio salone interamente decorato da carte geografiche rappresentanti tutte le regioni del mondo allora conosciuto, che risale alla metà del XVI secolo e che è situato nella terza loggia del palazzo Apostolico a Roma. Su questa carta geografica le personificazioni allegoriche dipinte sulla mappa della penisola italiana sono due, Italia e Roma, la prima priva di connotazioni particolari, la seconda contraddistinta da fattezze richiamanti l'antichità classica.
Il significato, solo accennato, che si evince dalle personificazioni allegoriche di Italia e Roma dipinte all'interno del palazzo Vaticano, è quello che sarà destinato a crescere costantemente nell'immaginario collettivo degli italiani nei secoli successivi fino a tradursi in azioni politiche e militari: l'idea che alla penisola italiana venga associata anche un'unità politica e amministrativa. Medesimo significato si riscontra anche in altre mappe. Le personificazioni dell'Italia rappresentate ne L'Italia illustrata di Biondo Flavio, lasciata incompiuta nel 1463, e in Descrittione di tutta Italia di Leandro Alberti, opera scritta nel 1568, comunicano entrambe l'unitarietà politica e amministrativa della penisola italiana.

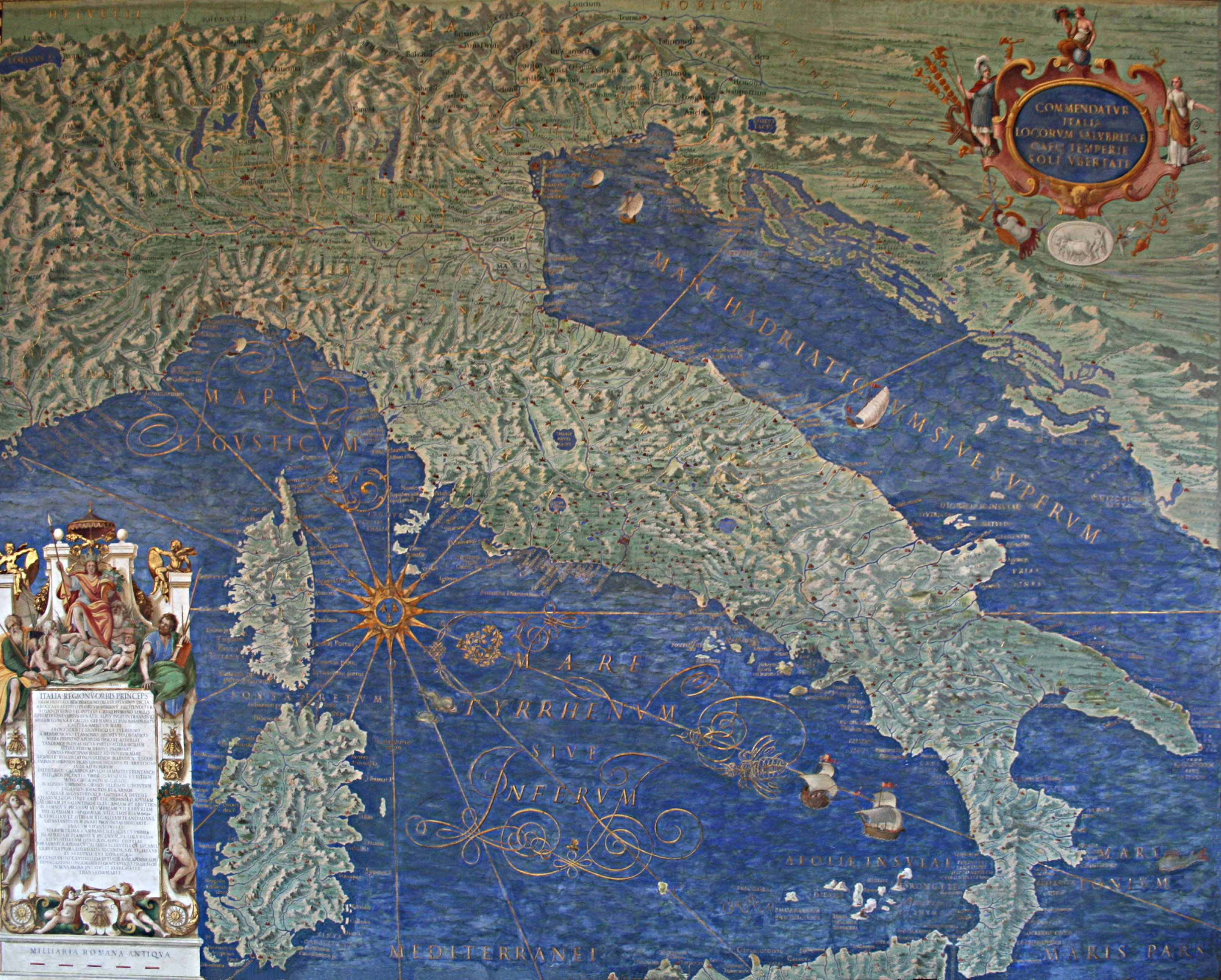
Mappa dell'Italia nella Galleria delle carte geografiche, che si trova nei musei Vaticani. In basso a sinistra, sul cartiglio, si riconosce, seduta sul trono, la personificazione allegorica dell'Italia

La Sala del mappamondo ispirò a papa Gregorio XIII l'idea di realizzare una Galleria delle carte geografiche da dipingere, sempre nei palazzi Vaticani, che avrebbe avuto come soggetto la sola Italia. Della realizzazione dell'opera si occupò Ignazio Danti, che la dipinse tra il 1580 e il 1581. La Galleria delle carte geografiche, che ha dimensioni 120 m x 6 m, consta di quaranta carte geografiche che raffigurano l'Italia intera, le regioni che la compongono e l'area intorno ad Avignone. Rispetto a L'Italia illustrata di Biondo Flavio e la Descrittione di tutta Italia di Leandro Alberti, l'opera di Ignazio Danti è completamente nuova, frutto di un'elaborazione diversa rispetto ad altre mappe del passato, con la suddivisione in regioni che è stata eseguita da nuovi criteri politici e geografici. Anche in questo caso la mappa dell'Italia, e la sua personificazione allegorica, trasmettono senso di unità politica e amministrativa.
Abraham Ortelius nel suo Il theatro del mondo, per quanto riguarda l'Italia, si ispira alla mappa di Ignazio Danti. Per quanto riguarda la geografia dell'Italia, Ortelius scrisse:
(Abraham Ortelius)
Degli Stati e delle città italiane Ortelius invece osservò:
(Abraham Ortelius)

#### L'iconografia di Cesare Ripa

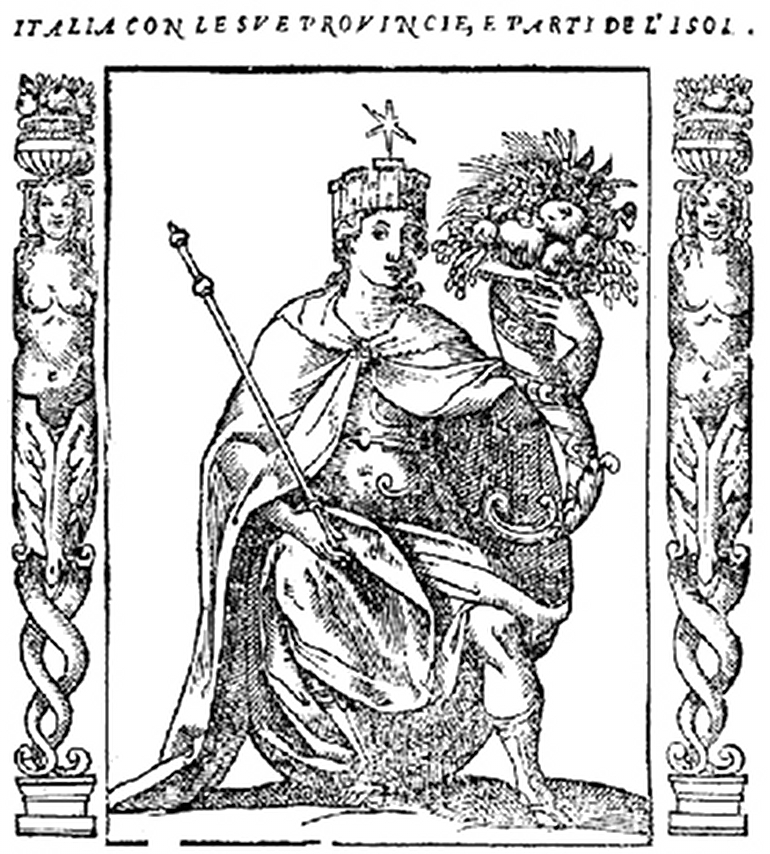
L'Italia turrita e stellata di Cesare Ripa (1603). Si può notare, sopra la personificazione allegorica, la Stella d'Italia

Il primo a riprendere una figura dell'Italia turrita più simile a quella dell'età antica fu Cesare Ripa nel XVII secolo che la descrisse, nella sua Iconologia, come nel sesterzio di Antonino Pio, accostandole anche una stella che le brilla sopra la testa: il motivo di tale associazione risiede nel fatto che nell'antica Grecia all'Italia fosse accomunata la Stella di Venere, essendo la penisola italiana posta ad occidente della Grecia. La Stella di Venere è infatti visibile sull'orizzonte, subito dopo il tramonto, a ovest; da questa constatazione nacque uno dei nomi con cui era conosciuta l'Italia in questa epoca storica: Esperia, ovvero "terra di Espero, l'astro della Sera consacrato a Venere". La Stella d'Italia, risalendo all'antica Grecia, è quindi il più antico simbolo patrio italiano. Cesare Ripa, per raffigurare l'allegoria della penisola italiana, fu ispirato dalla personificazione dell'Italia contenuta nella Galleria delle carte geografiche di Ignazio Danti.
L'Iconologia di Cesare Ripa è un elenco di immagini allegoriche, ordinate alfabeticamente e di derivazione classica, a cui sono associate la descrizione e la spiegazione dell'allegoria. La prima edizione di questa opera, che è datata 1593, era priva delle raffigurazioni ed era quindi composta solamente dalla parte descrittiva: nel 1603 furono aggiunte le immagini delle personificazioni allegoriche. L'Iconologia ebbe grande successo, tanto che nei secoli successivi fu presa come riferimento per l'iconografia e la soggettistica dell'arte sacra e profana. Le immagini rappresentate sul testo di Cesare Ripa non hanno portato nulla di nuovo all'iconografia dei soggetti rappresentati: l'autore si limitò infatti a riportare le immagini già pubblicate su testi precedenti.
Nell'opera di Ripa, tra l'altro, sono menzionate, raffigurate e descritte le personificazioni allegoriche dell'Italia e delle sue regioni ("Italia con le sue provincie & parti dell'Isole. Come rappresentata nelle Medaglie di Commodo, Tito & Antonino."). La rappresentazione dell'Italia, in particolare, prende ispirazione dall'allegoria dipinta nella Galleria delle carte geografiche di Ignazio Danti in Vaticano:
(Cesare Ripa, Iconologia, 1603)
Per quanto riguarda l'aggiunta della Stella d'Italia, Cesare Ripa si ispirò al Dictionarium historicum ac poeticum, opera redatta da Charles Estienne nel 1567. Sull'Iconologia di Cesare Ripa la presenza della Stella d'Italia è così motivata:
(Cesare Ripa, Iconologia, 1603)

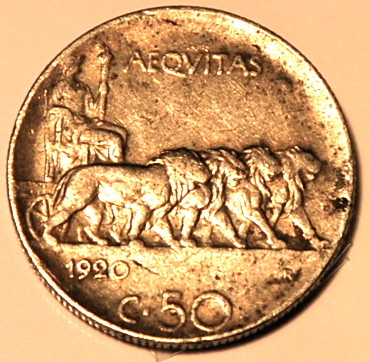
Personificazione dell'Italia su una moneta di nichel da 50 centesimi di lira del 1920

La personificazione allegorica dell'Italia sotto forma di donna realizzata da Cesare Ripa è estremamente bella:
(Cesare Ripa, Iconologia, 1603)
Richiamando la Descrittione di tutta Italia di Leandro Alberti, Cesare Ripa menziona Francesco Petrarca che:
(Cesare Ripa, Iconologia, 1603)
E ricorda gli scritti di Virgilio, Strabone e Dionigi di Alicarnasso, dove sono riportate lodi all'Italia:
(Cesare Ripa, Iconologia, 1603)

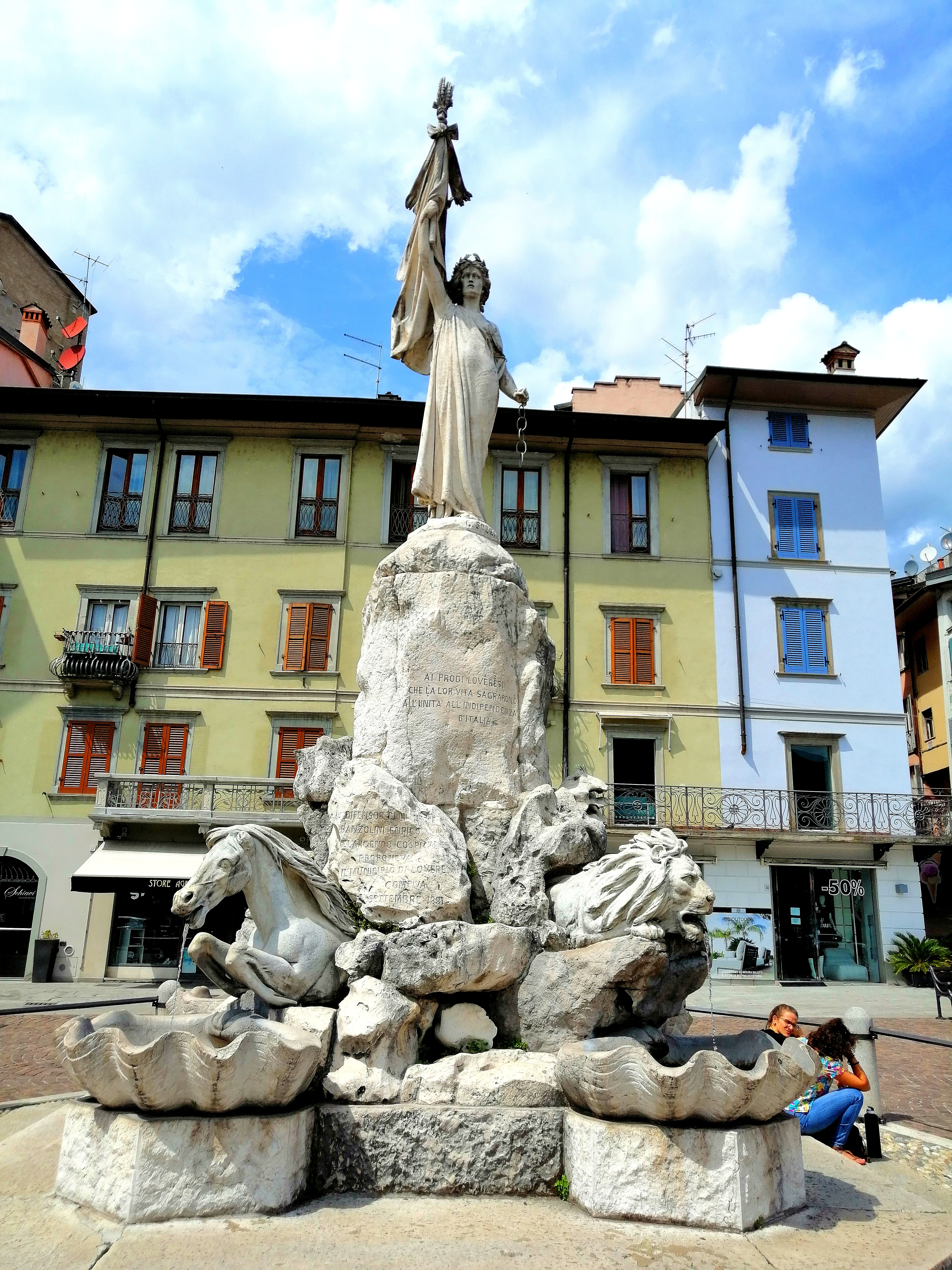
Statua rappresentante la personificazione allegorica dell'Italia (Lovere, Bergamo)

Per tali motivi, secondo Cesare Ripa, la personificazione allegorica dell'Italia comunica ricchezza e autorità. Per questa ragione, ad essa a sono associate la Stella d'Italia (definita da Ripa, "la bella stella sopra il capo"), un corto chitone, un ricco mantello ("essendo che in quella nobilissima Provincia si veggono molti fiumi, cupi e laghi, dilettevoli fontane, vene di saluberrime acque tanto calde e tanto fresche [e ci sono] diverse miniere di metalli: ma etiandio varij, & diversi marmi, & altre pietre fine"), una corona turrita ("[che] dimostra l'ornamento, e la nobiltà delle Città, Terre, Gastella , & Ville"), uno scettro ("[che] sisopraca l'imperio, & il dominio, che hà sopra tutte l'altre nationi"), una cornucopia ("[che] significa la fertilità maggiore di tutte l'altre Provincie del mondo") e un globo ("per dimostrare che l'Italia è Signora, & Regina di tutto il Mondo, come hanno dimostrato chiaro gli antichi Romani, & hora più che mai il Sommo Pontefice maggiore & superiore à qualsivoglia Personaggio"). Cesare Ripa, per l'associazione di questi attributi, è stato ispirato da Antonio Agostini, che nella sua opera Discorsi da alla personificazione dell'Italia questa descrizione:
(Antonio Agostini, Discorsi)
Cesare Ripa descrive nella sua Iconologia anche le personificazioni allegoriche delle regioni italiane individuate all'epoca: la Liguria ("donna magra, di aspetto virile, & feroce sopra di uno scoglio, ò sasso"), la Toscana ("una bellissima donna di ricchi panni vestita, sopra de' quali haverà il manto del Gran Ducato di velluto rosso foderato di armellini"), l'Umbria ("una vecchia vestita all'antica, con elmo in testa"), il Lazio ("l'antico Saturno, cioè un'huomo con barba longa, folta, e canuta, sedendo in una grotta, tenendo in mano la falce") con Roma ("sopra la detta grotta [...] una donna à sedere sopra d'un mucchio di diverse armi"), la Campania ("la figura di Bacco, & di Cerere, li quali stiano in atto fiero di fare alla lotta, & che non si discerna avantaggio di forza più in uno, che nell'altra"), la Calabria ("donna di carnagione fosca vestita di color rosso"), la Puglia ("donna di carnagione adusta, ch'essendo vestita d'un sottil velo, habbia sopr'esso alcune tarantole"), l'Abruzzo ("donna di aspetto virile, & robusto, vestita di color verde"), le Marche ("donna bella e di virile aspetto"), la Romagna ("donna con bella ghirlanda in capo di lino con le due foglie, e fiori, & di rubbia"), la Lombardia ("donna bella grassa, & allegra, il suo vestimento sia di color verde tutto fregiato d'oro, & argento, con ricami, & altri ricchissimi, e vaghi adornamenti"), il Veneto ("donna leggiadra, & bella, che habbia tre faccie"), il Friuli ("donna vestita d'habito sontuoso, & vario, con un castello turrito in testa"), la Corsica ("donna di aspetto rozzo sopra di eminente sasso circondato d'acqua"), la Sardegna ("donna di corpo robusto, & di color gialliccio sopra d'un sasso in forma della punta d'un piede humano circondato dall'acqua") e la Sicilia ("bellissima donna vestita d'habito sontuoso, et ricco che sieda sopra d'un lioco in forma triangolare, circondato dall'acqua").
L'iconografia utilizzata da Cesare Ripa fu poi diffusamente utilizzata in ambito artistico, con una profusione di rappresentazioni della personificazione dell'Italia con la Stella d'Italia, il chitone, il ricco mantello, la corona turrita, lo scettro, la cornucopia e il globo. Il suo primo utilizzo fu in ambito letterario. Rodolfo Campeggi nella sua opera Italia consolata. Epitalamio per le regali nozze di Vittorio Amedeo principe di Pie-monte e di Cristina di Francia, che scrisse nel 1619, descrive così la personificazione allegorica dell'Italia:

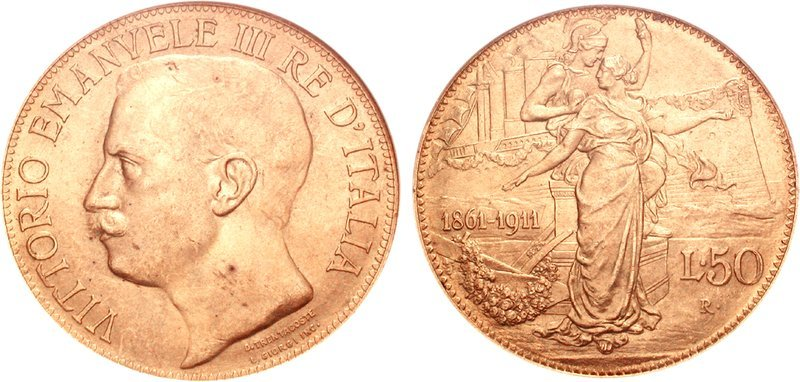
Personificazione dell'Italia su una moneta d'oro da 50 lire del 1911

(Rodolfo Campeggi, Italia consolata. Epitalamio per le regali nozze di Vittorio Amedeo principe di Pie-monte e di Cristina di Francia, 1619)

### Il XVIII secolo

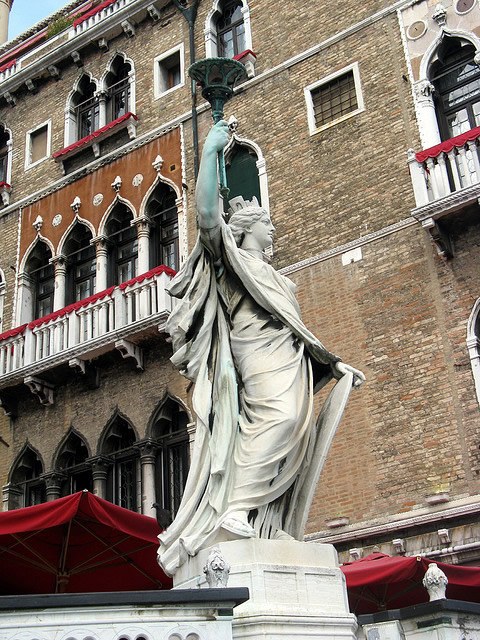
Statua dell'Italia turrita a Venezia

L'Italia è stata per secoli la meta prediletta dei viaggiatori europei che erano interessati a essere immersi nella cultura italiana, utile a loro dire per raffinare e completare l'educazione, e a visitare Roma, definita all'epoca Mirabilia urbis Romae, tanto era apprezzata. In questo fenomeno, che ebbe il suo culmine tra il Medioevo (soprattutto per visitare Roma, culla della cristianità) e l'età moderna (durante questo periodo per generici fini culturali, dato che la Riforma protestante aveva allontanato dalla Chiesa di Roma i fedeli dell'Europa settentrionale) erano coinvolte tutte le classi sociali, che erano anche attratte dall'artigianato della penisola italiana, la cui produzione era unica al mondo, dato che realizzava oggetti, anche artistici, di altissima qualità e introvabili in altre parti del globo.
Molti viaggiatori avevano come obiettivo la frequentazione di corsi universitari, altri ancora viaggiavano per l'Italia per vedere i palazzi, i monumenti, le chiese e le opere d'arte, di cui la penisola è ricchissima, con particolare attenzione nei confronti di Roma, Venezia e Firenze. L'Italia era solitamente anche l'ultima tappa di una lunga serie di viaggi effettuata da giovani aristocratici che comprendeva soste in altri Paesi europei come Francia e Germania: questa serie di soggiorni con finalità culturali compiuta dai giovani aristocratici del tempo era chiamata Grand Tour.
Il turismo culturale nella penisola, che non si fermò neppure durante le guerre d'Italia, iniziò a diminuire negli ultimi decenni del XVII secolo: gli occhi dei visitatori stranieri iniziarono a notare la miseria della popolazione italiana, con la presenza monumentale e artistica della penisola italiana che passò in secondo piano: a partire dalla fine del secolo citato iniziò a serpeggiare l'idea che l'Italia fosse un esempio di decadenza che era espressa, sempre a dire di questi viaggiatori, dalla letteratura italiana e più in generale dalla cultura della penisola, giudicata di bassa qualità, vista la percezione di un'atmosfera smorta, retrograda e senza spunti.
Come risposta a queste critiche gli intellettuali italiani di inizio XVIII secolo, tra cui spiccò Ludovico Antonio Muratori, reagirono facendosi portatori di un cambiamento che portò alla nascita di movimenti meno asfittici e più ricchi di fermenti culturali. Fu Ludovico Antonio Muratori l'intellettuale che incentrò la sua opera letteraria sulla creazione dell'idea di un'Italia protettrice delle Muse e quindi, in senso metaforico, delle arti. Questi avvenimenti si ripercossero anche nella raffigurazione dell'Italia turrita, che acquisì anche l'attributo di "protettrice delle arti". L'idea di creare un nuovo tipo di cultura nazionale italiana iniziò a circolare tra i circoli colti, quello più famoso dei quali aveva sede a Milano: esso possedeva, come riferimento intorno al quale gravitava, una rivista letteraria, Il caffè. Questo periodico, che fu alle stampe fra il giugno 1764 e il maggio 1766, sulla scorta delle novità in campo culturale fu il primo a proporre una nuova concezione della politica.

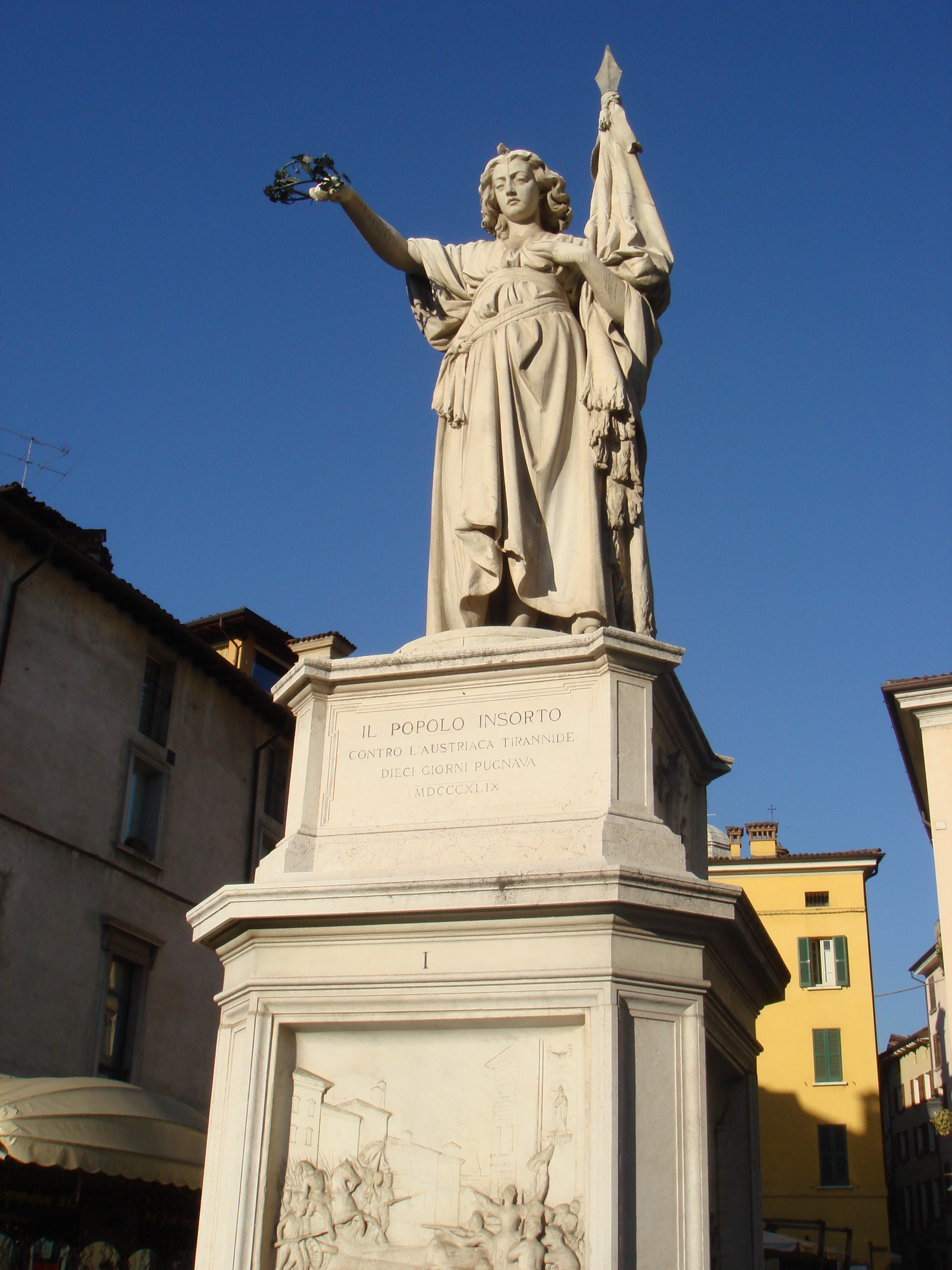
Statua dell'Italia turrita a Brescia

Questo nuovo ruolo metaforico dell'Italia ebbe successo tra gli intellettuali italiani e si diffuse lungo tutta la penisola. A questa tendenza fece da eco la risposta dei viaggiatori stranieri, inglesi, francesi, tedeschi e scandinavi in primis, il cui più famoso fu Goethe, che recuperarono parzialmente l'immagine positiva dell'Italia esplorando anche luoghi mai frequentati assiduamente, come la Sicilia: i viaggiatori europei reputavano la penisola italiana ancora potenzialmente capace di essere una delle protagoniste della cultura europea continuando però a criticarne la situazione che osservavano, considerata ancora troppo stagnante. Complice di questo ritorno di fiamma fu la scoperta delle rovine romane di Ercolano e Pompei, che riaccese l'interesse per la storia antica.
Testimoni tangibili di questa nuova visione dell'Italia sono alcuni dipinti che si trovano nella Stanza della poesia del palazzo Chigi di Ariccia. Le raffigurazioni vennero eseguite da Giuseppe Cades tra il 1788 e il 1789 su richiesta di Sigismondo Chigi. Sulle pareti si evidenziano le personificazioni allegoriche dell'Italia (Italia nova) e della Grecia (Graecia vetus), che hanno delle tonalità poco accese ottenute dall'utilizzo, tra l'altro, di pochi colori: la restante parte delle pitture, che raffigurano scene dell'Orlando furioso, possiedono infatti policromie molto contrastate.
Nel dipinto di Giuseppe Cades gli attributi della personificazione della Grecia sono presumibilmente ispirate dalle formelle dell'Arco di Marco Aurelio. La Grecia simboleggia lo scorrere del tempo, dato che impugna nella mano destra la corona d'alloro per premiare gli atleti dei Giochi olimpici antichi, che erano organizzati annualmente. La personificazione della penisola ellenica, che nella mano sinistra ha invece un tirso, è attorniata da Cerere, Pallade, Vulcano e Apollo in forma di cigno. Gli oggetti che fanno da contorno simboleggiano le arti: le maschere rappresentano il teatro, le Grazie la scultura, il tempio l'architettura, il cigno e la lira la poesia e la musica, mentre Cerere che ripara dal Sole la testa della personificazione della Grecia con alcune spighe mostra il fatto che per ottenere prosperità nelle arti occorre avere ricchezza economica.
La personificazione allegorica dell'Italia è profondamente ispirata a quella di Cesare Ripa, dato che possiede i medesimi attributi fondamentali. Ad essi sono aggiunte peculiarità che ne completano il significato metaforico. La personificazione dell'Italia, che è seduta su un capitello, nella mano destra impugna l'uroburo, ovvero un serpente che si morde la coda, metafora dell'eternità, mentre in quella sinistra una croce: completano la composizione pittorica un triregno, simbolo del potere papale. A destra è presente Euterpe, la musa della lirica che è attorniata da tre libri (la Divina Commedia, l'Orlando furioso e la Gerusalemme liberata), mentre a sinistra un putto offre una moneta a un Genio alato che trasporta il progetto della cupola di San Pietro, metafora del mecenatismo. L'allegoria del progresso scientifico è invece resa da un putto che osserva il cielo con un cannocchiale. Il ciclo di affreschi è completato dalla prua di un grande veliero.

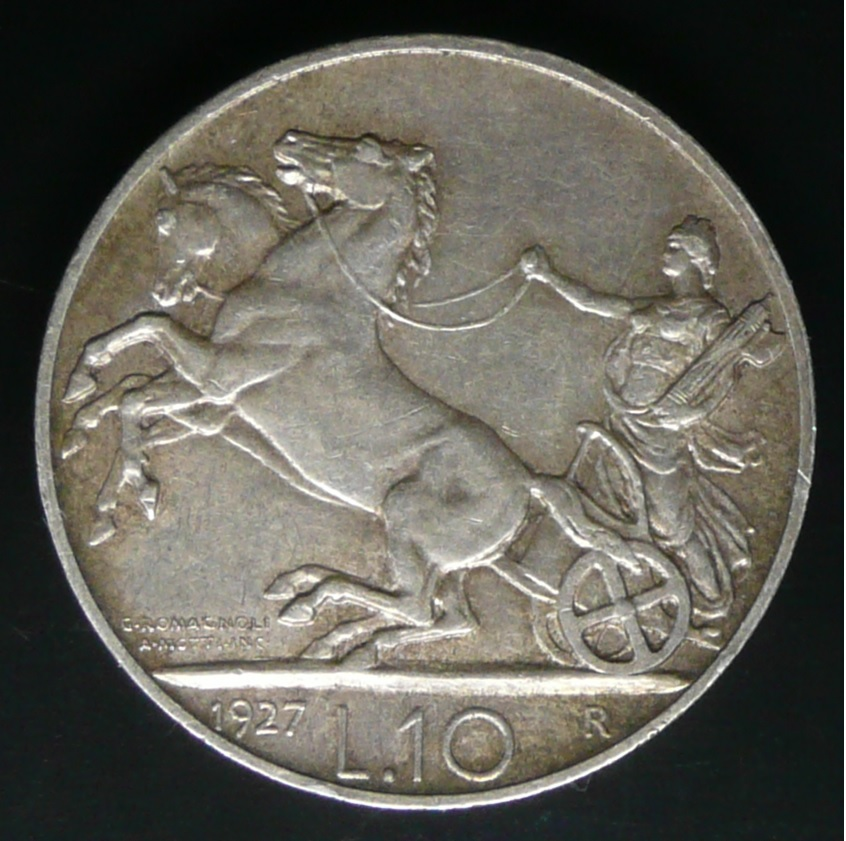
Personificazione dell'Italia su una moneta d'argento da 10 lire del 1927

Lo scenario pittorico è completato dalla seguente iscrizione, che fu compilata da Cesare Montalti:
(Cesare Montalti)
Altra celebre raffigurazione della personificazione allegorica è quella di un ciclo di pitture che è situato all'interno di Palazzo Belgioioso a Milano e che è stato realizzato da Martin Knoller tra il 1771 e il 1772 su commissione di Alberico Barbiano di Belgiojoso. Le caratteristiche della personificazione dell'Italia furono suggerite da Giuseppe Parini:
(Giuseppe Parini)

### L'epoca napoleonica

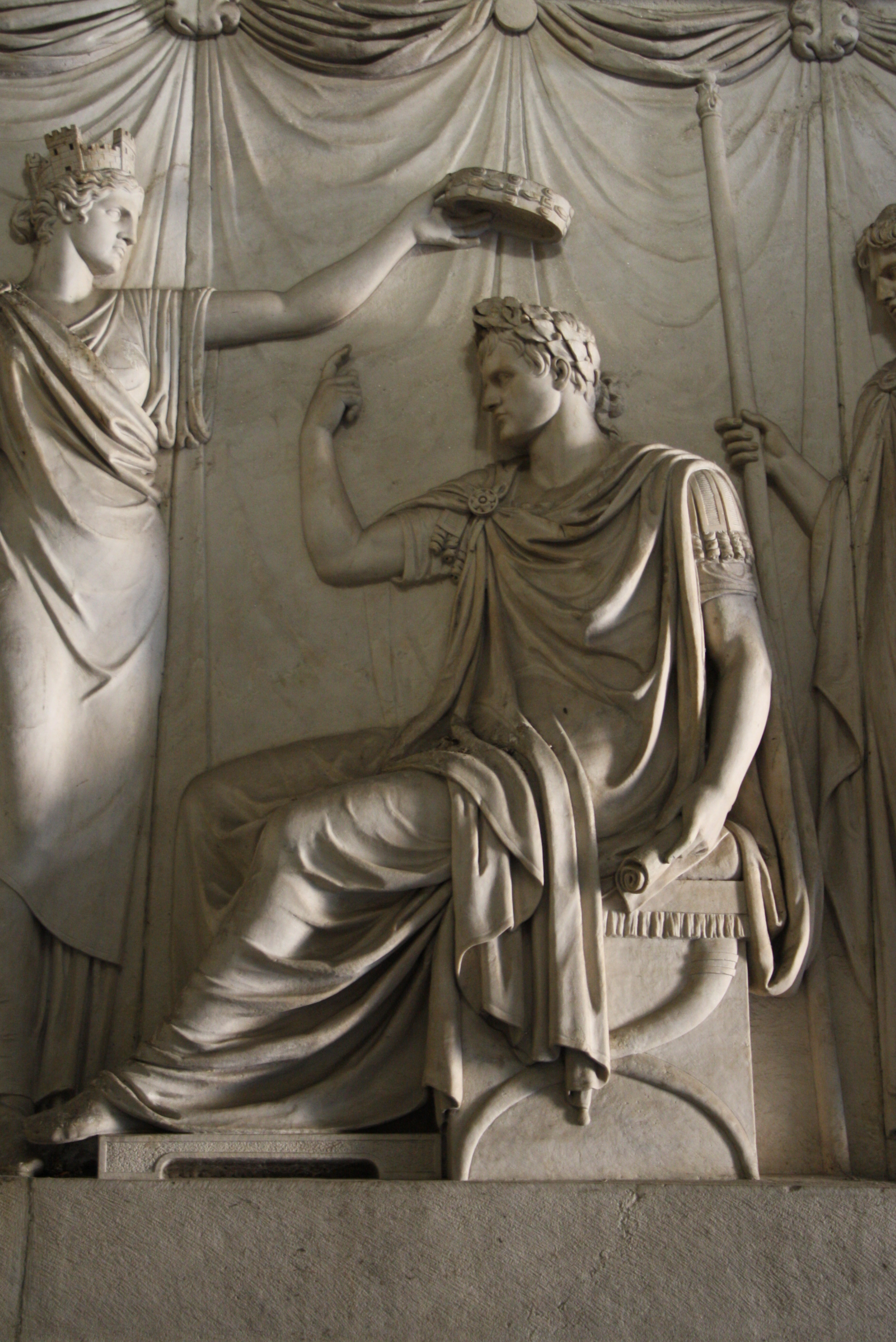
La personificazione allegorica dell'Italia pone la corona ferrea sul capo di Napoleone. Originariamente destinato all'Arco della Pace a Milano, questo altorilievo è conservato nell'androne dell'ingresso secondario di palazzo di Brera

Sul finire del XVIII secolo la personificazione allegorica subì una nuova trasformazione. Complice di questo cambiamento è l'importazione in Italia, attraverso la prima campagna d'Italia napoleonica, della personificazione nazionale della Francia, che è caratterizzata da attributi che richiamano le virtù civiche derivanti dall'antica dominazione romana, rappresentate da fasci littori, e dell'arrivo delle idee di rinnovamento nate in seno alla Rivoluzione francese, tra cui l'uguaglianza, la fratellanza, l'autodeterminazione dei popoli e i diritti naturali estesi a tutti gli uomini, che sono simboleggiate dal berretto frigio.
All'inizio dell'epoca napoleonica la personificazione dell'Italia, che perde tutti gli attributi specifici legati alla sua storia, è modellata sull'iconografia della dea Minerva, iconografia che è già utilizzata per la personificazione della Francia rivoluzionaria. L'opera Dizionario d'ogni mitologia e antichità, realizzato da Girolamo Pozzoli e pubblicato nel 1809, descrive così questa rappresentazione, che fu comune negli ultimi anni del XVIII secolo:
(Dizionario d'ogni mitologia e antichità, 1809)
Per diffondere le idee rivoluzionarie venne usata anche la personificazione allegorica dell'Italia: un volantino distribuito nella penisola italiana poco dopo l'arrivo dei francesi mostrava una donna ormai sprovvista della benda che le copriva gli occhi, accompagnata da Napoleone verso la personificazione della Democrazia, a cui mostra un atteggiamento ossequioso. La personificazione della Democrazia è legata alla Francia, dato che indossa un berretto frigio.
In questo volantino la personificazione dell'Italia, completamente priva di attributi specifici, compresi quelli relativi alla propria storia e alla propria arte, è pronta ad affrontare il suo futuro in un ruolo subalterno alla Francia. Sulla didascalia che completa il volantino infatti è riportato: "La libertà, Italia, è già matura. Popolo ti risveglia à voti miei. Se libero, ed egual ti fè natura, Libero sei.".
Tra gli intellettuali entusiasti di questa nuova situazione ci fu Ugo Foscolo, che dedicò a Napoleone l'ode A Bonaparte liberatore. Alcuni suoi versi recitano:
(Ugo Foscolo, A Bonaparte liberatore)
Non tutti però accettarono l'occupazione francese con sentimenti accondiscendenti. Tra il 1796 e il 1797 Napoleone effettuò una sistematica spoliazione dei documenti di grande valore storico e delle opere d'arte presenti nei territori italiani occupati. Questa situazione creò sconcerto anche tra chi era favorevole all'azione politica di Napoleone. Celebri sono i versi di Ippolito Pindemonte che descrivono lo stato d'animo degli intellettuali italiani dell'epoca attraverso parole proferite dalla personificazione allegorica dell'Italia:
(Ippolito Pindemonte)

L'Italia turrita rappresentata su un francobollo della serie "Siracusana", che è anche conosciuta come dell'"Italia turrita"

Anche nel campo dell'arte italiana è tangibile questo sentimento. Su un'acquaforte di Francesco Rosaspina del 1796 realizzata su disegno di Felice Boscaratti, che è conservata a Milano nella Civica raccolta delle stampe Achille Bertarelli e che ha titolo La Repubblica francese spoglia l'Italia, la Stella d'Italia che brilla sopra la personificazione allegorica della penisola, qui rappresentata con corona turrita e con abiti eleganti, non protegge l'Italia dalla prepotenza e dall'avidità della Francia, raffigurata in questo dipinto come una giovane donna nuda dallo sguardo freddo. Sull'acquaforte sono anche rappresentati i soldati che avrebbero dovuto proteggere l'Italia nell'atto di dormire. La personificazione della Francia, che indossa in capo un berretto frigio, è seguita da un branco di galli: l'ingresso della personificazione della Francia e dei galli nella scena pittorica è stato permesso dallo sguardo distratto di un piemontese. Ciò è legato all'armistizio di Cherasco, stipulato tra Napoleone e Vittorio Emanuele I di Savoia nel 1796, che cedette Nizza e la Savoia alla Francia al fine di porre fine alla guerra. La spoliazione delle opere d'arte italiane è resa dai fiori e dai frutti per terra, caduti a causa del rovesciamento della cornucopia, e dalla presenza di un mappamondo, di libri, gioielli, manoscritti e statue. Queste critiche vennero poi stemperate da Napoleone grazie alla propaganda svolta dal suo governo.
I significati metaforici legati alla Rivoluzione francese si trasferirono nelle personificazioni allegoriche degli Stati fantoccio filo napoleonici, che sostituirono gli antichi stati italiani presenti da secoli e aboliti da Napoleone. In questo contesto si ebbe una nuova trasformazione della personificazione allegorica degli Stati napoleonici, con il recupero degli attributi storici dell'allegoria dell'Italia cherisalivano alle raffigurazioni di Cesare Ripa. I primi Stati a farne uso furono la Repubblica Cisalpina e la Repubblica Italiana napoleonica. Questa trasformazione fu legata al cambiamento della strategia politica di Napoleone, che da semplice generale si trasformò in condottiero indossando metaforicamente, nelle opere artistiche e letterarie dell'epoca, i panni classici di Marte ed Ercole.

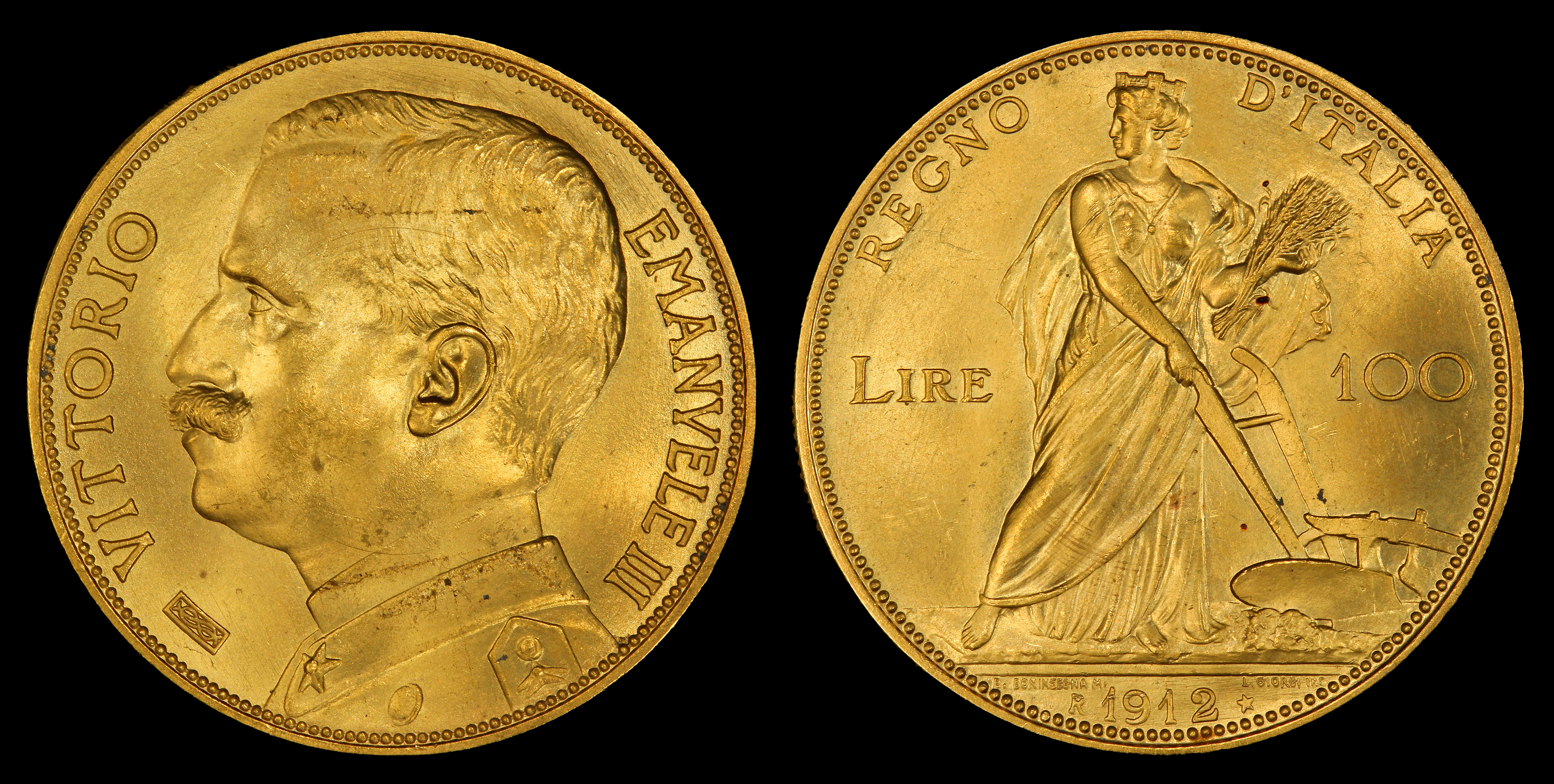
Personificazione dell'Italia su una moneta d'oro da 100 lire del 1912

In riferimento all'associazione metaforica tra Napoleone ed Ercole è celebre il quadro Napoleone come Ercole Pacificatore, realizzato da Giuseppe Errante nel 1801, dove il generale francese è rappresentato seminudo su un cocchio trainato da putti e con in mano un arco con cui mette in fuga l'Invidia, la Discordia e l'Odio. La postura di un piede di Napoleone, che è appoggiato sulla Sfinge, richiama la campagna d'Egitto, mentre la personificazione della Vittoria, che gli siede davanti, ha in mano un ramo di palma e una corona. Dietro al generale è presente la personificazione della Saggezza con in mano il fascio littorio, simbolo di giustizia, e un triangolo, metafora della Ragione. Alla sinistra di Napoleone sono rappresentate alcune figure festanti, tra cui la personificazione della Repubblica cisalpina con indosso un abito tricolore, da poco introdotto come sua bandiera nazionale, che innalza un cuore fiammeggiante. A fianco della personificazione della Repubblica cisalpina sono presenti le personificazioni allegoriche della Scultura, che impugna un piccolo rilievo con un profilo scolpito, dell'Architettura, che ha in mano il progetto del Foro Bonaparte di Milano, e della Pittura, che si protende verso una tavolozza appoggiata a terra.
Altro dipinto con tema simile è una tela di Francesco Alberi, che venne realizzato nel 1801. Napoleone, in questo dipinto, è raffigurato con la corazza di Marte e con l'elmo di Pallade: in una mano ha il fulmine di Giove, che lo rende invincibile. Sopra la sua figura è presente una colomba, che è simbolo di pace. Sono anche presenti la personificazione allegorica della Repubblica Italiana napoleonica, che è liberata dalle sue catene da Napoleone e che mostra, per questo motivo, gratitudine al suo liberatore, e la personificazione della Vittoria che ne sottolinea il trionfo. È anche raffigurata la personificazione del fiume Po che, alzatosi da suo alveo, porge a Napoleone un ramo di palma e una corona.

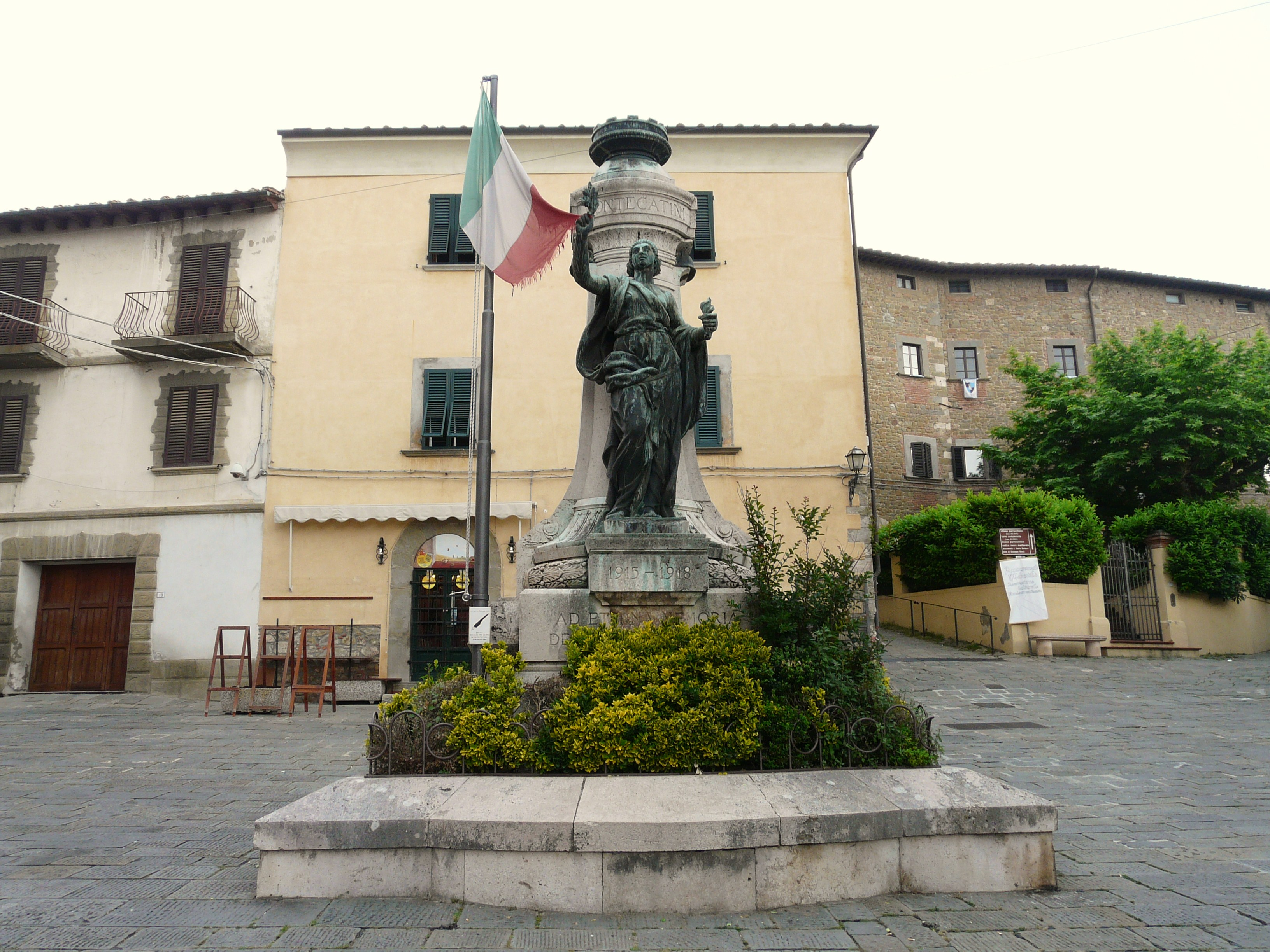
Monumento ai caduti di Montecatini Alto (Pistoia) che ha, nella parte anteriore, una statua rappresentante la personificazione allegorica dell'Italia

Un dipinto del 1801 di Giuseppe Bossi, per quanto concerne la personificazione allegorica della Repubblica Italiana napoleonica, richiama la rappresentazione di Cesare Ripa. In questa opera Napoleone ha in capo una corona d'alloro ed è vestito di porpora, attributo degli imperatori romani: con una mano porge alla personificazione della Repubblica Italiana un ramo di quercia e uno di ulivo simbolo, rispettivamente, di solidità e di pace. A destra di Napoleone sono raffigurati Minerva, Ercole e la dea Fortuna, mentre sulla sinistra è presente il Genio della Storia. La personificazione della Repubblica Italia ha in capo la corona turrita, nella mano sinistra la costituzione, mentre quella destra è in attesa del dono di Bonaparte. È poi presente un Genio che porta una cornucopia e una pianta di ulivo, simbolo di pace; sullo sfondo è raffigurato il Foro Bonaparte di Milano. La personificazione dell'Italia è riproposta da Giuseppe Bossi anche su una moneta coniata, sempre del 1805, in occasione dell'incoronazione di Napoleone a re d'Italia. Anche in questo caso Napoleone è rappresentato nelle vesti di eroe con uno stile che richiama gli imperatori romani. In questa raffigurazione la personificazione dell'Italia ha posa solenne ed è ritratta nell'atto di porgere a Napoleone la corona ferrea, storico simbolo dei re d'Italia.
Altra opera di rilievo d'epoca napoleonica che raffigura la personificazione dell'Italia è un ciclo di pitture realizzato da Andrea Appiani tra il 1800 e il 1807, poi andato perduto nel 1943 durante i bombardamenti della seconda guerra mondiale. Questa serie di pitture è costituita da trentanove tele che rappresentano ventuno episodi della vita di Napoleone dalla prima campagna d'Italia (1796) alla battaglia di Friedland (1807) che erano destinate a decorare il Palazzo Reale di Milano. La tela dove compare la personificazione dell'Italia, inizialmente ed erroneamente identificata in quella della Francia, si riferisce al momento più critico, per Napoleone, della campagna d'Egitto, quando decise di rientrare in Europa dopo il vano assedio di San Giovanni d'Acri: qui è presente una donna con in capo una corona turrita che è attorniata da una cornucopia e da alcuni simboli dell'arte gettati per terra, che implora piangente Napoleone di tornare in Europa per avere "il magnanimo ed infallibil soccorso". Questa rappresentazione dell'Italia si ispira ad alcuni versi contenuti nell'opera Per la liberazione di Italia di Vincenzo Monti, che vennero redatti dopo la battaglia di Marengo. Andrea Appiani acuì, nelle sue pitture, il pietismo trasmesso dalla personificazione della penisola italiana, rendendola triste e disperata:
(Vincenzo Monti)

### Il Risorgimento

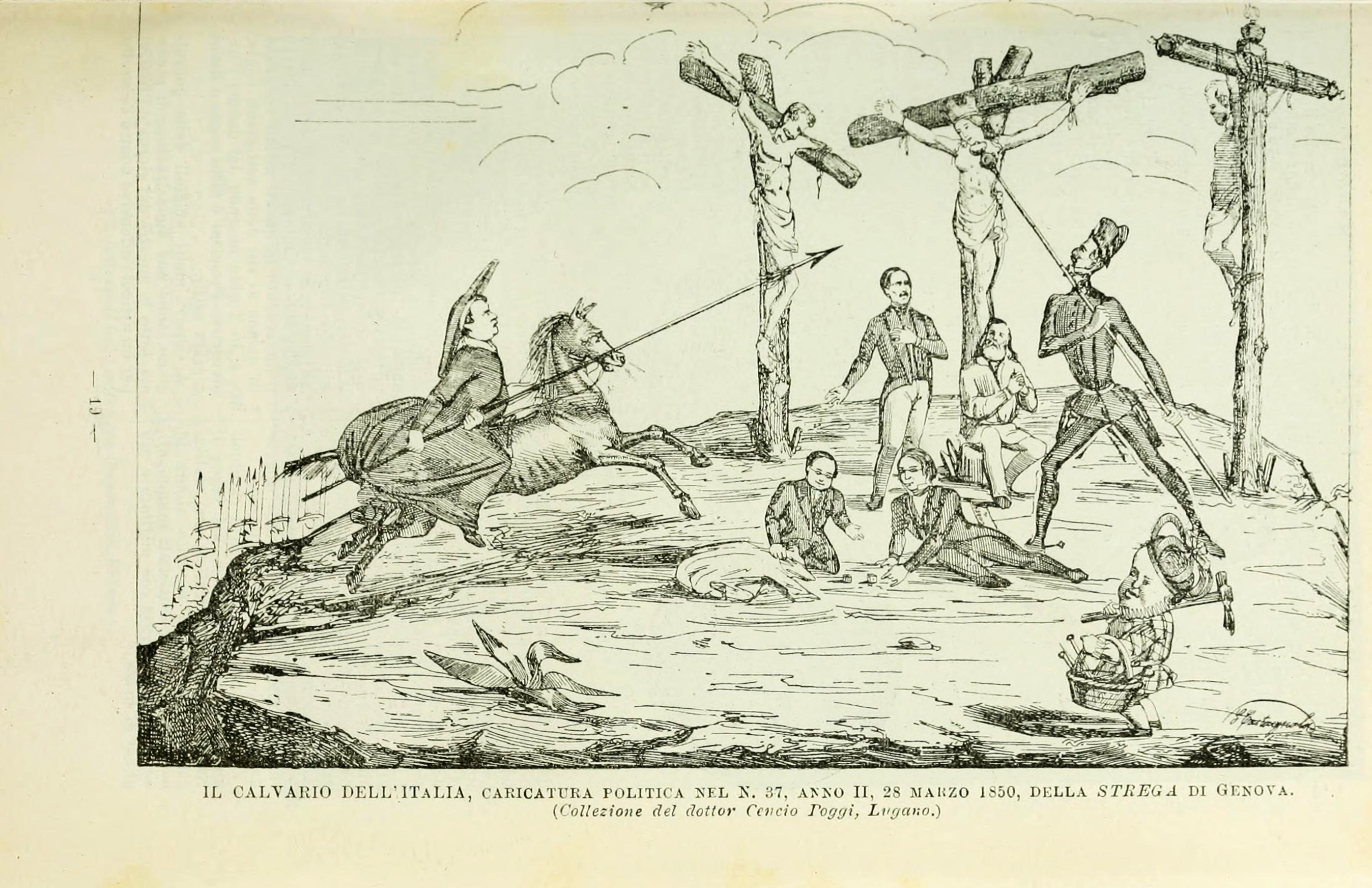
Il calvario dell'Italia di Gabriele Castagnola, 1850

A iniziare dai primi anni del XIX secolo, durante l'epoca napoleonica, i significati metaforici legati alla Rivoluzione francese si trasferirono anche nell'immaginario collettivo degli italiani. Ciò fece nascere una nuova idea di personificazione allegorica dell'Italia: da semplice simbolo geografico della penisola italiana, divenne gradualmente anche metafora di unità politica. Questo cambiamento è stata una delle dimostrazioni dell'ingresso di una nuova stagione della storia d'Italia, che seguì la caduta di Napoleone: il Risorgimento. L'assunzione definitiva di un significato anche politico dell'unità italiana si ebbe dopo congresso di Vienna (1814-1815), dopo di cui l'idea di unità politica e amministrativa della penisola italiana fu fatta prepotentemente propria dai patrioti che combattevano in nome delle idee nate durante Rivoluzione francese: l'uguaglianza, la fratellanza, i diritti naturali estesi a tutti gli uomini e l'autodeterminazione dei popoli.
I patrioti risorgimentali, memori dell'imperialismo francese espresso anche dalla personificazione dell'Italia resa sulle tele realizzate in epoca napoleonica, che trasmetteva sudditanza nei confronti di un occupante straniero, si convinsero che l'unica strada valida per ottenere la riunificazione dell'Italia fosse quella di non affidarsi esclusivamente alle potenze straniere. Questo processo portò la conoscenza e la diffusione della personificazione allegorica dell'Italia in tutti gli strati sociali della popolazione. Oltre che nella poesia, nella scultura e nella poesia, l'iconografia della personificazione dell'Italia si trasferì anche nella melodia, che rese ancora più popolare questa figura allegorica.
L'Italia turrita recuperò quindi la sua aurea solenne, diventando uno dei simboli del Risorgimento, durante il quale venne spesso rappresentata come prigioniera, ossia sottomessa alle potenze straniere che all'epoca dominavano il Paese, oppure inneggiante alla chiamata alle armi con l'obiettivo di spronare il popolo italiano a partecipare attivamente al processo di unificazione del Paese; l'iconografia della personificazione allegorica dell'Italia, durante il periodo risorgimentale, venne anche utilizzata nelle vignette propagandistiche per fini politici. È di questo periodo la costruzione della maggior parte delle statue marmoree raffiguranti l'Italia turrita; l'erezione di monumenti alla personificazione allegorica della penisola italiana continuò anche dopo le tre guerre d'indipendenza.

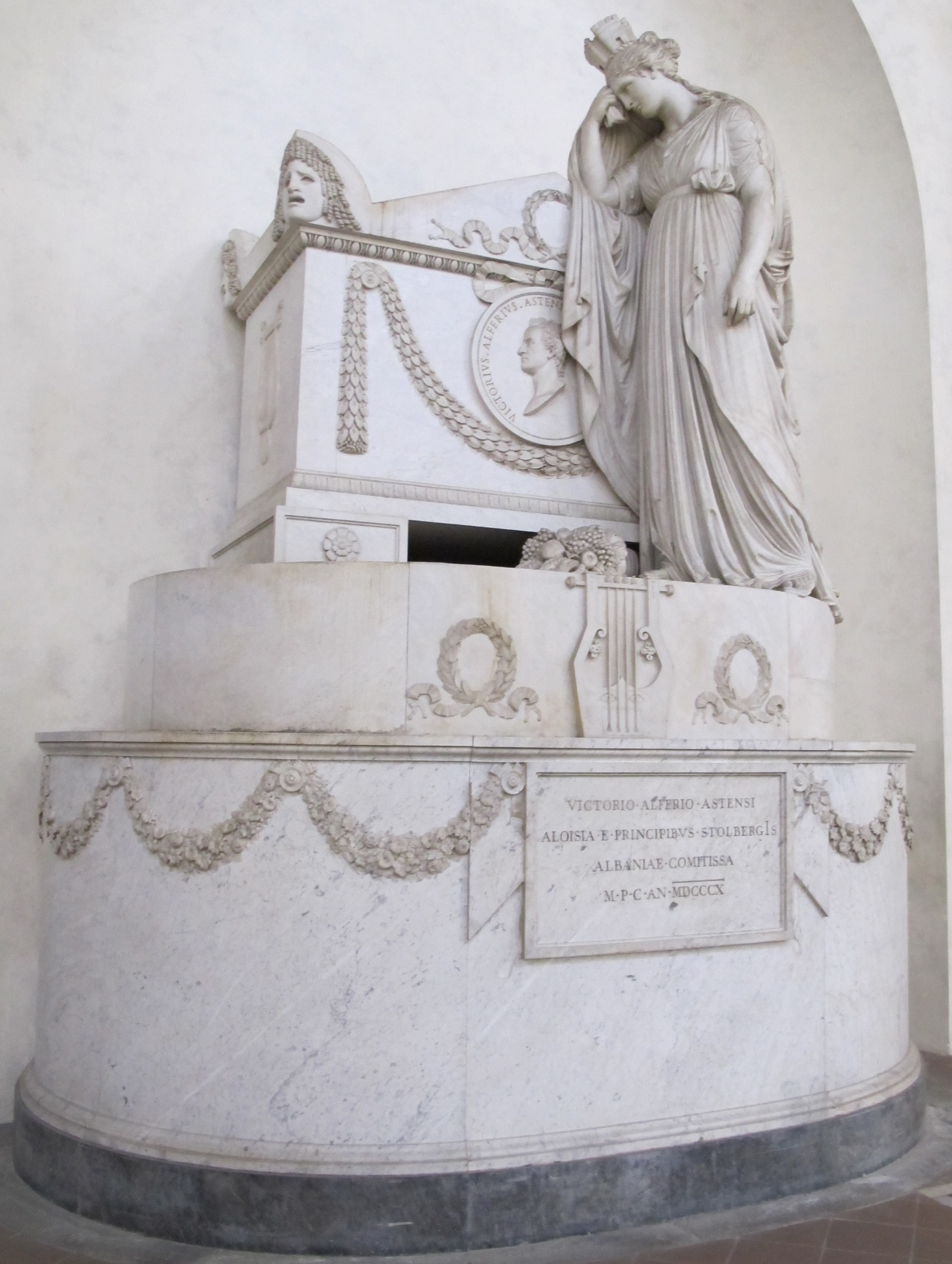
Italia turrita in lutto sulla tomba di Vittorio Alfieri. Realizzata da Antonio Canova, si trova all'interno della basilica di Santa Croce a Firenze

Celebre rappresentazione della personificazione allegorica dell'Italia avente anche connotati politici è la scultura realizzata da Antonio Canova tra il 1805 e il 1810 per il Monumento funerario a Vittorio Alfieri, che si trova all'interno della basilica di Santa Croce a Firenze e che fu poi presa come esempio da molti artisti. Protagonista da un punto di vista scenico è la statua della personificazione dell'Italia, che è posizionata davanti al medaglione raffigurante il poeta che è scolpito sulla parte frontale del sepolcro. Gli attributi di questa personificazione derivano da quelli di Cesare Ripa. La statua è infatti completata da una corona turrita e da una cornucopia appoggiata sul suolo, ma priva dello scettro, assenza che vuole comunicare il fatto che l'Italia fosse una regina senza regno. La personificazione allegorica ha in questa statua un atteggiamento piangente e malinconico, sia per la morte di Vittorio Alfieri che per il ruolo sottomesso che ha la penisola italiana in questa epoca storica. Nella statua di Canova, oltre al richiamo dell'antichità classica, periodo in cui l'Italia fu protagonista della storia, inizia a essere presente un connotato politico (l'assenza dello scettro, che simboleggia una regina senza regno, ovvero la mancanza di uno Stato italiano unitario) che fu poi comune tra i patrioti risorgimentali.
Altrettanto importante è la scultura di Stefano Ricci raffigurante l'Italia turrita che è collocata sul cenotafio di Dante e che è stata realizzata nel 1829. Anch'essa è conservata all'interno della basilica di Santa Croce a Firenze. La statua di Ricci, oltre a condividerne il soggetto, è strettamente legata, da un punto di vista artistico, alla sopraccennata scultura di Canova. Ben più caratterizzate da significati politici legati all'unità d'Italia sono le monete da 5, 20 e 40 lire coniate dal governo provvisorio di Milano, che si costituì durante le cinque giornate (18-22 marzo 1848) nel capoluogo meneghino. Su queste monete, che entrarono in circolazione il 12 giugno 1848, è rappresentata la personificazione allegorica dell'Italia turrita e stellata che impugna un'asta. La rappresentazione è completata dalla scritta "ITALIA LIBERA DIO LO VUOLE", richiamando in questo modo uno degli aspetti che caratterizzò il Risorgimento: il destino che vuole l'Italia unita è benedetto anche da Dio.
L'aspetto religioso si intravede anche nelle rappresentazioni delle personificazioni allegoriche dell'Italia che sono contraddistinte, a partire dal 1815, dalla perdita dei connotati legati all'antichità classica e dall'acquisizione di attributi connessi al martirio cristiano e alla maternità: la personificazione della penisola italiana divenne quindi più moderna. L'aspetto religioso è riconoscibile nel carme incompiuto Aprile 1814 di Alessandro Manzoni, che fu scritto durante il congresso di Vienna e che descrive la personificazione dell'Italia come:
(Alessandro Manzoni, Aprile 1814)
L'aspetto legato alla maternità, che è legato al fatto che gli italiani siano figli della "stessa madre" e che abbiano quindi sangue comune, essendo un unico popolo, è reso da Alessandro Manzoni nella canzone il Proclama di Rimini, scritto nel 1815 e avente per soggetto la personificazione allegorica dell'Italia:
(Alessandro Manzoni, Proclama di Rimini)

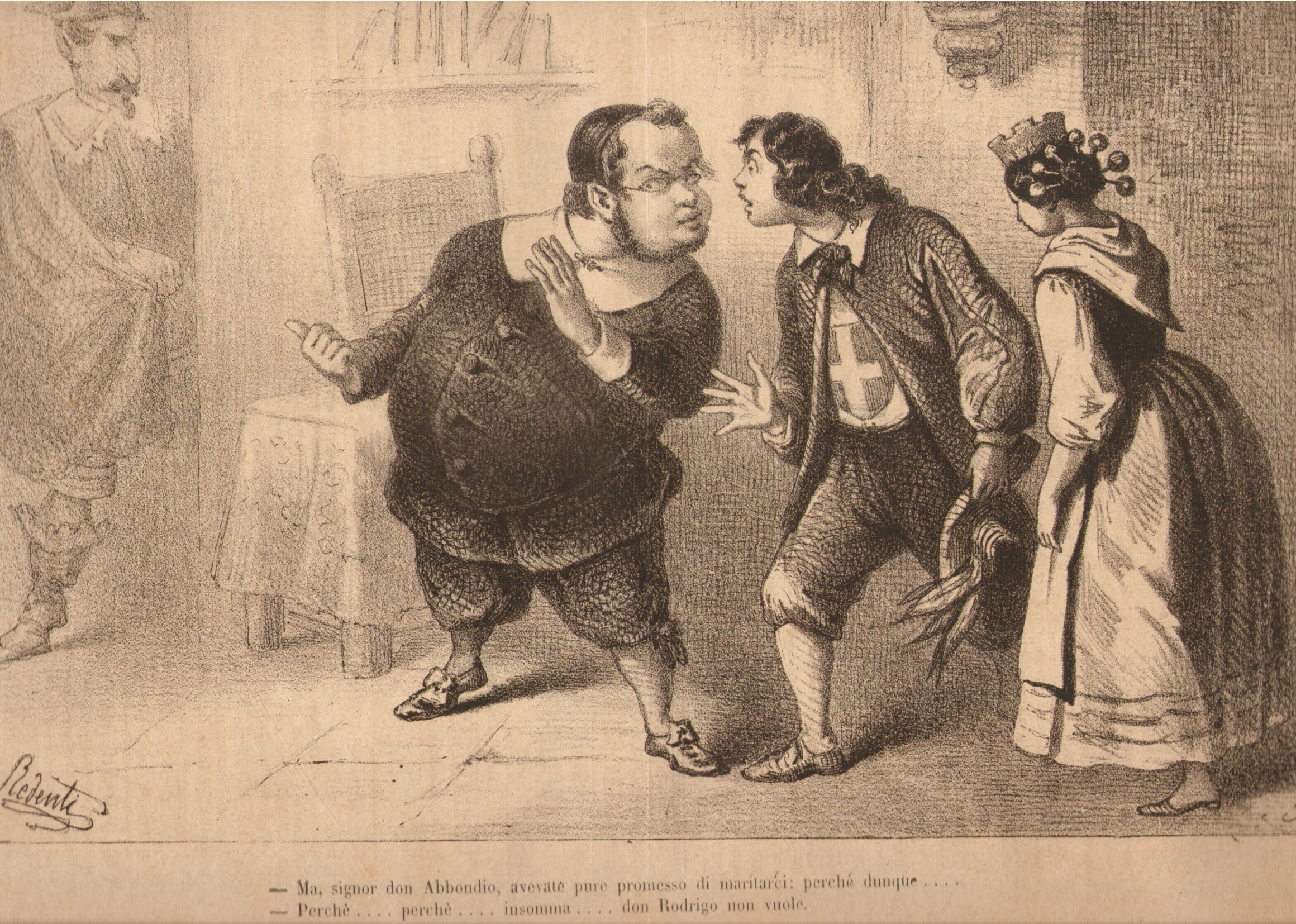
La situazione politica in Italia nel 1857 vista attraverso I promessi sposi di Alessandro Manzoni. Renzo (il Piemonte) a fianco di Lucia (l'Italia) dice a don Abbondio (Cavour): "avevate pure promesso di maritarci..." e don Abbondio risponde: "don Rodrigo (Napoleone III) non vuole"

Richiamano i figli d'Italia anche alcuni versi, sempre di Alessandro Manzoni, del Marzo 1821:
(Alessandro Manzoni, Marzo 1821)
Giacomo Leopardi, in alcuni versi della canzone All'Italia (1818), sottolinea invece la situazione misera in cui si trova la penisola italiana, con le glorie che appartengono a un lontano passato:
(Giacomo Leopardi, All'Italia)

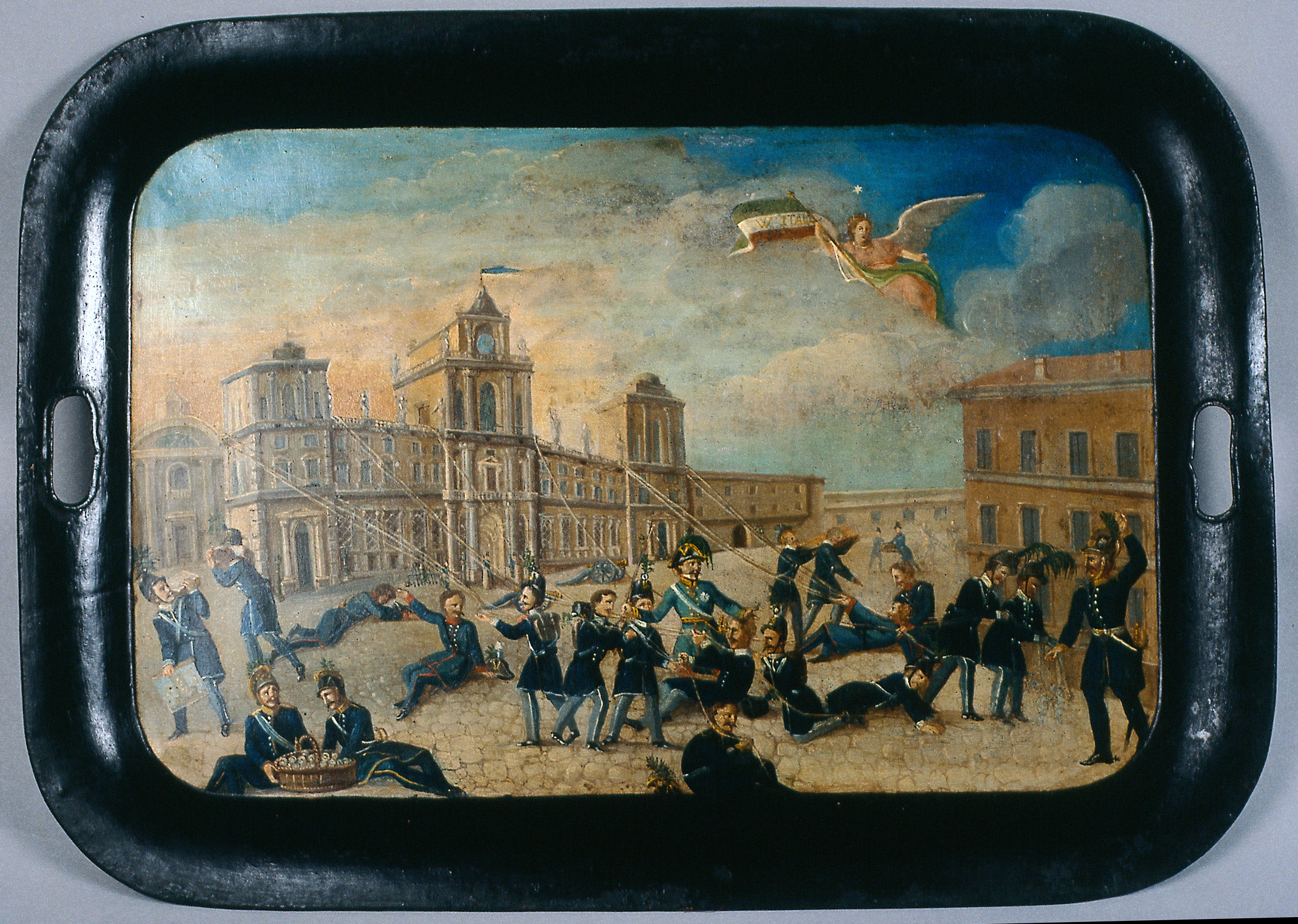
Satira della caduta governo estense del Ducato di Modena e Reggio in un dipinto a olio risalente al 1860 ca. Nel cielo si può vedere una personificazione allegoria alata dell'Italia che porta il tricolore

In ambito musicale, celebre è la personificazione dell'Italia concepita da Goffredo Mameli nel 1847 ne Il Canto degli Italiani, inno nazionale italiano dal 1946, che recita.
(Goffredo Mameli, Il Canto degli Italiani)
Del 1848 è invece un appello stampato a Bologna che è incentrato sul messaggio che la personificazione allegorica dell'Italia, qui in veste di madre, rivolge ai suoi figli:
(L'Italia ai suoi figli)
In campo artistico, celebre è la tela Meditazione sopra l'antico e nuovo Testamento di Francesco Hayez; presentato al pubblico nel 1850, ha come soggetto al personificazione allegorica dell'Italia, raffigurata come una donna bruna vestita di bianco con le spalle e il seno scoperto nell'atto di leggere un libro, la Storia d'Italia. In una mano ha un crocifisso con incisa la data delle cinque giornate di Milano, mentre sullo scenario pittorico che fa da sfondo ai soggetti principali dell'opera viene ripreso il cromatismo del tricolore italiano. Andrea Maffei, a cui appartenne per un certo tempo il quadro, dedicò a questa personificazione allegorica dell'Italia i seguenti versi:
(Andrea Maffei)

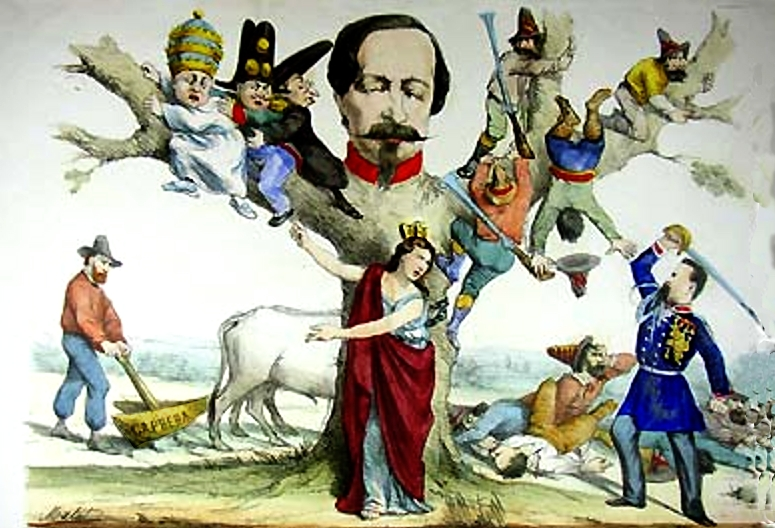
Allegoria della situazione politica risorgimentale in una stampa post unitaria

Questo tipo di personificazione dell'Italia, la cui sofferenza patriottica avrà termine solamente con la nascita del Regno d'Italia ebbe subito successo, tanto da essere ripresa in altre opere, tra cui la Desolazione, statua scolpita nel 1851 da Vincenzo Vela a cui, sempre Maffei, dedica questi versi:
(Andrea Maffei)

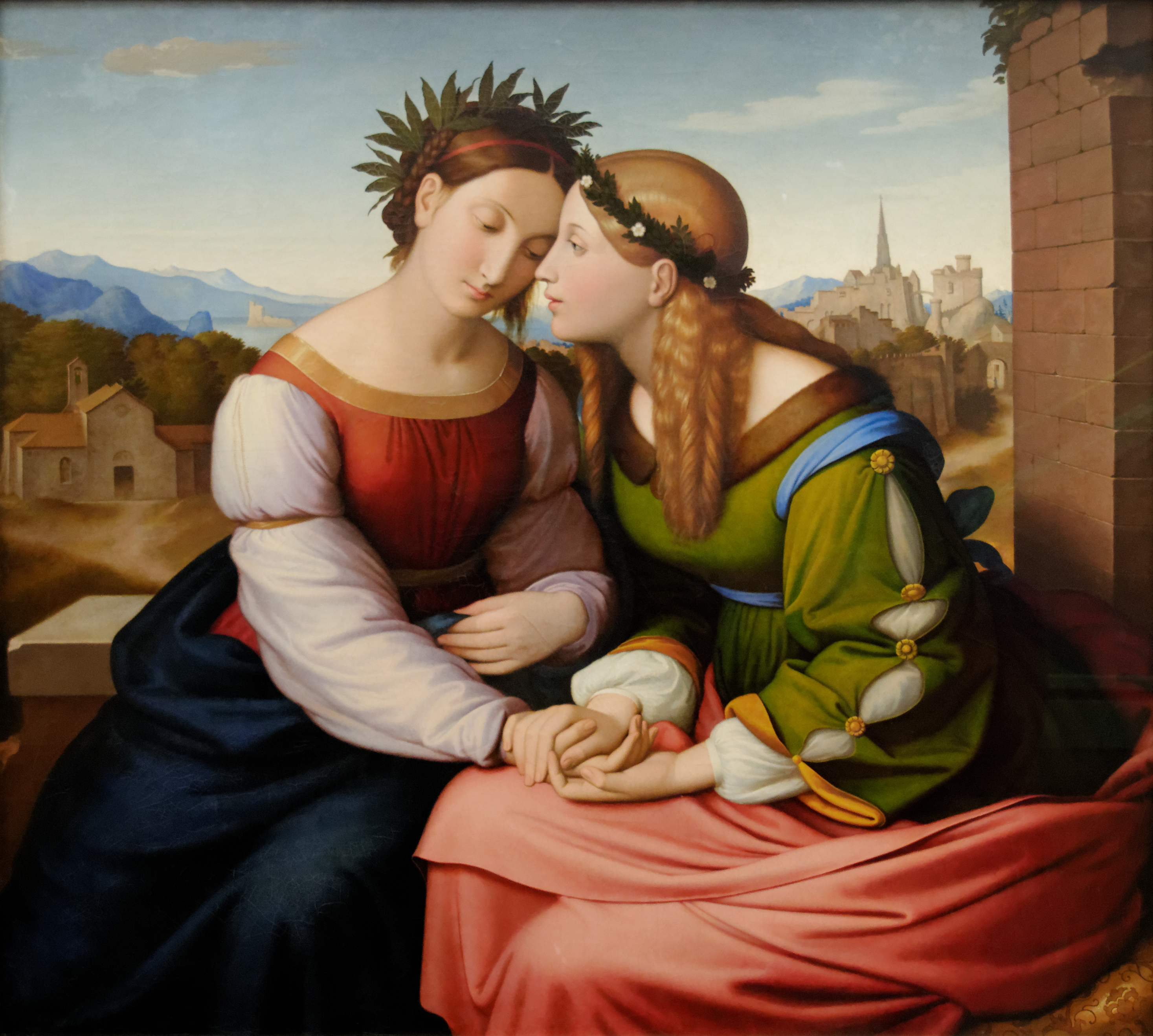
Italia e Germania di Friedrich Overbeck, 1828, che è conservato al Neue Pinakothek di Monaco di Baviera, in Germania

Non tutti gli artisti forniscono alla personificazione allegorica dell'Italia connotati politici legati alla lotta per l'indipendenza. Un esempio è un bassorilievo di Pompeo Marchesi del 1840 contenuto nella sua opera L'Italia madre delle arti, dove la penisola italiana indossa sul capo la corona turrita, che è sovrastata dalla Stella d'Italia: la raffigurazione, che simbolicamente rappresenta il ruolo di protettrice delle arti dell'Italia, è completata dalle rappresentazioni del Genio della Pittura e di quello della Scultura. Ai suoi piedi sono dipinti prodotti agricoli, una falce, un globo e un obelisco alla cui base è raffigurato lo stemma papale. È anche presente un celebre verso di Virgilio che recita "Salve magna parens frugum Saturnia tellus magna virum" e che è situato sul piedistallo che sostiene la donna. Al suo fianco sono scolpiti i Dioscuri e i nomi di Antonio Canova e Bertel Thorvaldsen. A parere di Pompeo Marchesi l'Italia era una delle tante province dell'Impero austriaco, ognuna delle quali doveva assolvere un compito specifico garantendo l'equilibrio dell'insieme: il ruolo dell'Italia doveva quello di promotrice delle scienze e delle arti.
Altro celebre dipinto privo di connotazioni politiche è Italia e Germania di Friedrich Overbeck, il cui soggetto è il dialogo tra due donne vestite con abiti di stile rinascimentale, una dai capelli biondi (la Germania), l'altra dalla chioma bruna (l'Italia), che simboleggiano l'incontro tra due culture diverse ma complementari. Friedrich Overbeck, a proposito della propria opera, dichiarò:
(Friedrich Overbeck)

### Dall'unità d'Italia al XXI secolo

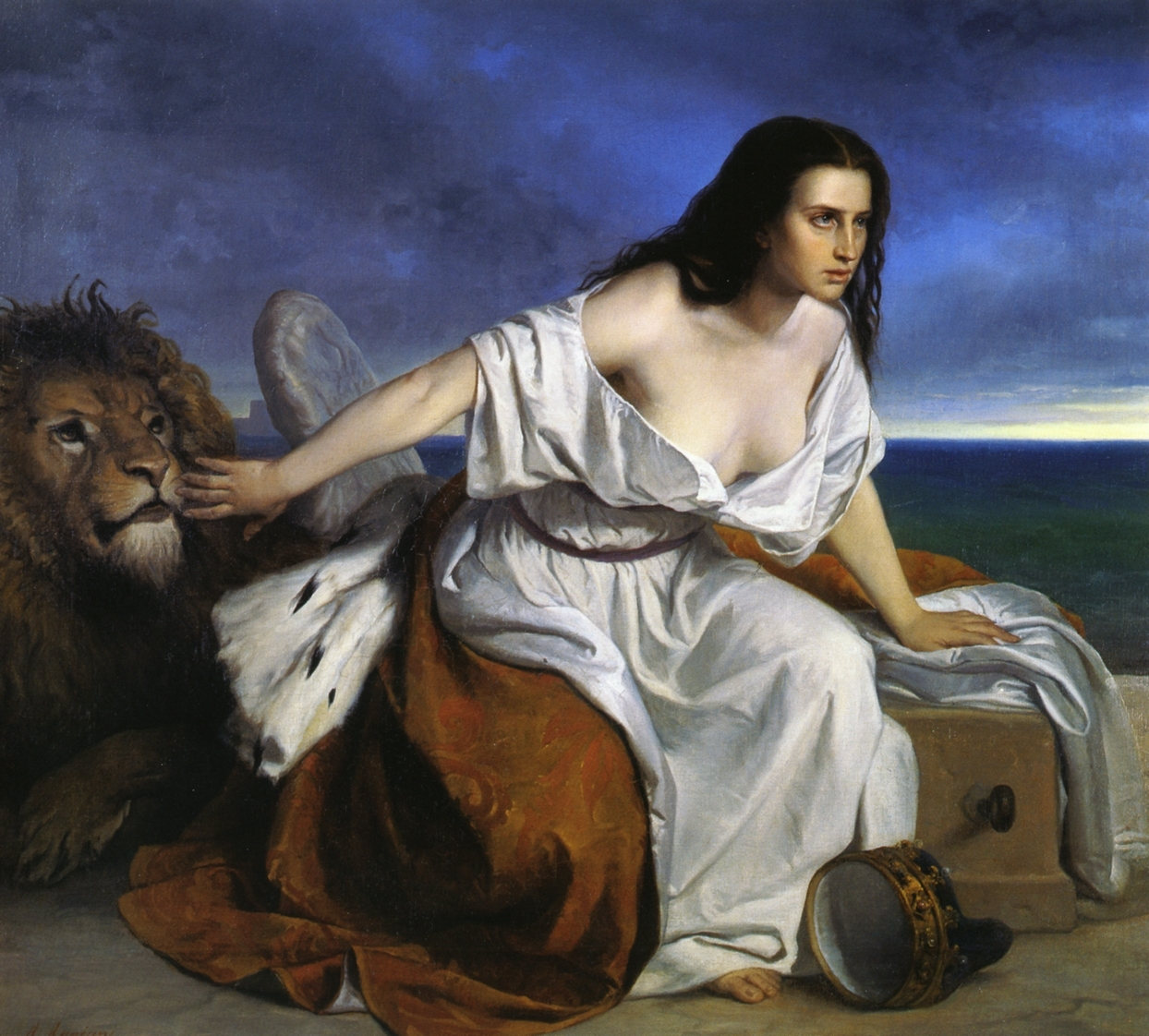
Allegoria di Venezia (leone), che spera di unirsi all'Italia (donna) su una tela della seconda metà del XIX secolo di Andrea Appiani conservata al museo del Risorgimento di Milano

L'importanza della personificazione allegorica dell'Italia iniziò a decrescere subito dopo la proclamazione del Regno d'Italia (1861) per scelta politica delle autorità statali fino ad arrivare alla scomparsa quasi totale, nel XXI secolo, dall'immaginario collettivo degli italiani. In Francia accadde invece l'opposto: la personificazione nazionale transalpina, la Marianne, adottata durante la Rivoluzione del 1789 e mai abbandonata, rappresenta ancora oggi uno dei simboli patri francesi più importanti. Il ricordo della personificazione allegorica dell'Italia, nonostante il boicottaggio da parte delle autorità statali, rimase comunque vivo nell'immaginario collettivo della popolazione, tant'è che i nomi di battesimo legati all'Italia (Italo, Italia, Italiano, Italiana, Italino e Italico) furono relativamente diffusi ancora per diversi decenni.
Il motivo dell'abbandono progressivo dopo l'unità d'Italia dell'utilizzo della personificazione nazionale è legato al fatto che l'Italia turrita fu importante durante le guerre risorgimentali per fornire ai patrioti un simbolo dai connotati forti e imperiosi: terminata questa esigenza, un simbolo così perentorio e determinato fu reputato molto meno necessario. Inoltre Casa Savoia decise di non promuovere, nell'iconografia dell'epoca, l'Italia turrita come figura preminente del simbolismo nazionale: i re sabaudi decisero di focalizzare l'attenzione degli italiani sull'istituto monarchico, evitando di avere altri simboli nazionali importanti verso cui l'attenzione degli italiani si sarebbe potuta concentrare.

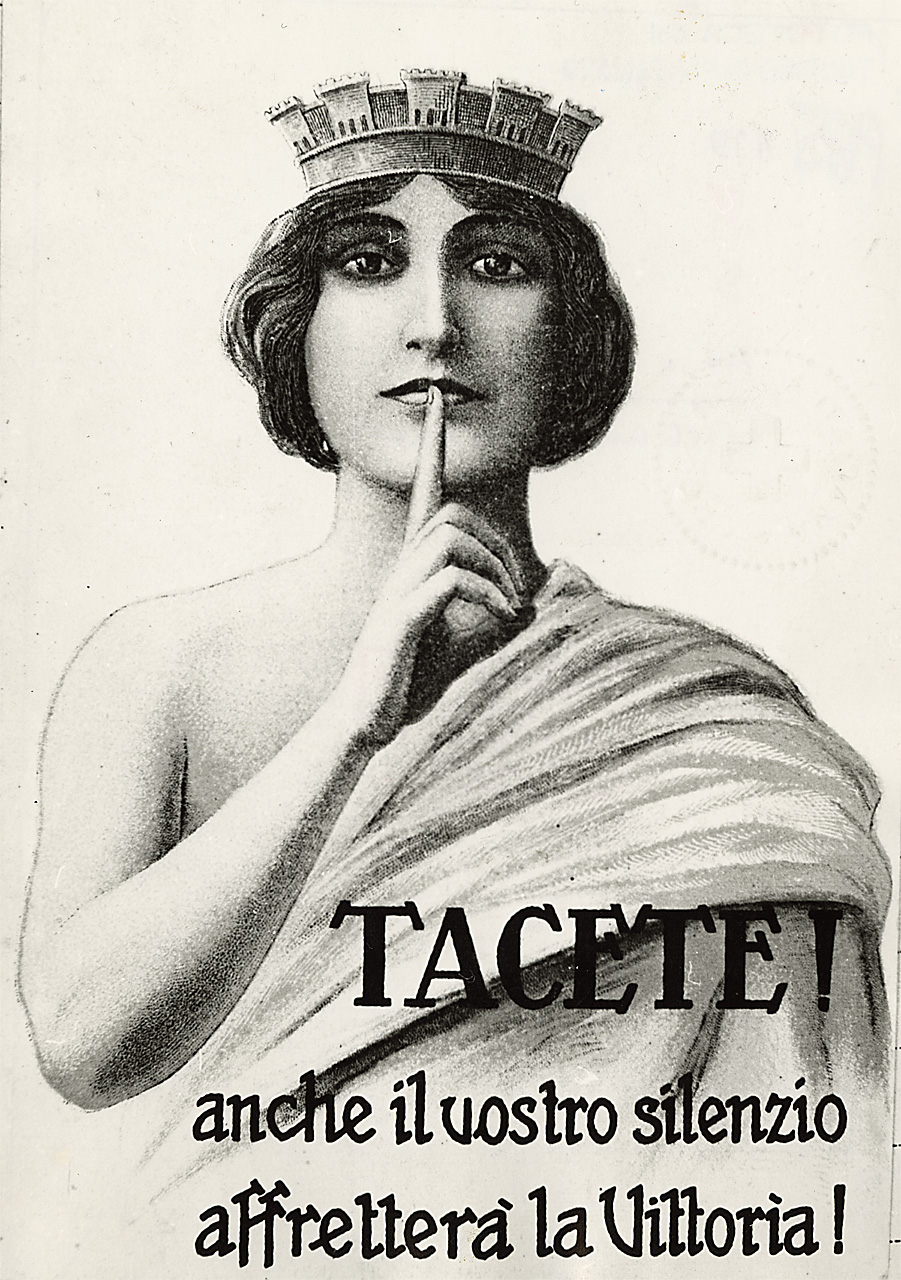
Manifesto della prima guerra mondiale in cui l'Italia turrita invita a tacere per non divulgare segreti al nemico

Inoltre, per scelta del governo, venne deciso di approntare un'opera iconografica che spingesse gli italiani a glorificare i protagonisti del Risorgimento, ovvero Camillo Benso, conte di Cavour, Giuseppe Garibaldi, ecc., oltre che i re sabaudi, con l'aggiunta degli italiani che si sono contraddistinti durante la storia d'Italia. Tra questi ultimi i più celebrati furono Dante Alighieri, Michelangelo Buonarroti, Galileo Galilei e Cristoforo Colombo. Altra allegoria soventemente utilizzata nel periodo post unitario è quella delle "cento città" italiane: per l'Italia turrita plasmata da Cesare Ripa e Antonio Canova iniziò un periodo che la portò all'oblio. Inoltre, nelle sue sporadiche apparizioni, perse i connotati storici che tanto l'avevano caratterizzata nei secoli venendo rappresentata con attributi dallo scarso valore simbolico, fermo restando alcune eccezioni.
Nello specifico, opere artistiche degne di nota raffiguranti la personificazione allegorica dell'Italia dell'epoca post unitaria sono il dipinto realizzato da Cesare Mussini nella palazzina della Meridiana a Firenze; le raffigurazioni pittoriche presenti nella sala dedicata a Vittorio Emanuele II nel Palazzo Pubblico di Siena eseguite nel 1887 da alcuni pittori senesi; i dipinti del 1887 di Cesare Maccari situati all'interno della sala gialla di Palazzo Madama, sede del Senato del Regno (Italia); i fregi di Aristide Sartorio, realizzati tra il 1908 e il 1911 per Palazzo Montecitorio, sede della Camera dei deputati del Regno d'Italia; per quanto riguarda la scultura, sono degne di nota, l'Italia riconoscente alla Francia realizzata da Vincenzo Vela nel 1863; il monumento al conte di Cavour, realizzato nel 1873 in piazza Carlo Emanuele II a Torino; il Monumento all'Italia di piazza Italia a Reggio Calabria, che è opera di Rocco Larussa (1868); il monumento a Cavour di piazza Cavour a Roma, ideato da Stefano Galletti e poi realizzato tra il 1885 e il 1895. Degna di nota è la raffigurazione della personificazione allegorica dell'Italia su una mappa della penisola italiana del 1860 che è situata all'ingresso del Museo centrale del Risorgimento al Vittoriano a Roma e che è stata in seguito presa come riferimento per la realizzazione di molte altre cartine dell'Italia.

La corona muraria, simbolo delle città italiane: viene posta sopra lo stemma di quei comuni che possono fregiarsi di questo titolo

Per quanto concerne le arti minori, la personificazione allegorica dell'Italia è comparsa sulle cartoline delle società di tiro a segno, sulla monetazione del Regno d'Italia, su litografie e, interpretata da attrici in carne e ossa, nelle pellicole cinematografiche. Per quanto riguarda l'arte cinematografica, la personificazione allegorica dell'Italia è protagonista de La presa di Roma e Il piccolo garibaldino, cortometraggi di Filoteo Alberini realizzati, rispettivamente, nel 1905 nel 1909, nonché nello spettacolo teatrale Gran Ballo Excelsior di Luigi Manzotti, che è andato in scena dal 1881 al 1931. La personificazione allegorica dell'Italia è stata poi relativamente diffusa nell'Art Nouveau.
A unità d'Italia completata l'iconografia dell'Italia turrita venne superata dal mito della storia dell'antica Roma, esaltazione che iniziò nel Risorgimento soprattutto per opera di Giuseppe Mazzini; non è un caso che nel novero delle statue presenti al Vittoriano a Roma sia assente proprio la personificazione allegorica dell'Italia turrita: la statua principale di questo complesso architettonico rappresenta infatti la dea Roma, con l'unica raffigurazione dell'Italia turrita che è presente come fregio sul capitello del sommoportico del Vittoriano. La diffusione del mito di Roma iniziò a pervadere la penisola italiana a partire dalla seconda parte del XIX secolo: è infatti di questo periodo la nascita del mito della "Terza Roma", ovvero di un terzo periodo in cui Roma avrebbe potuto acquisire uno splendore paragonabile all'antica Roma e alla Roma dei papi, questa volta legato all'Italia unita, di cui sarebbe dovuta diventare capitale.

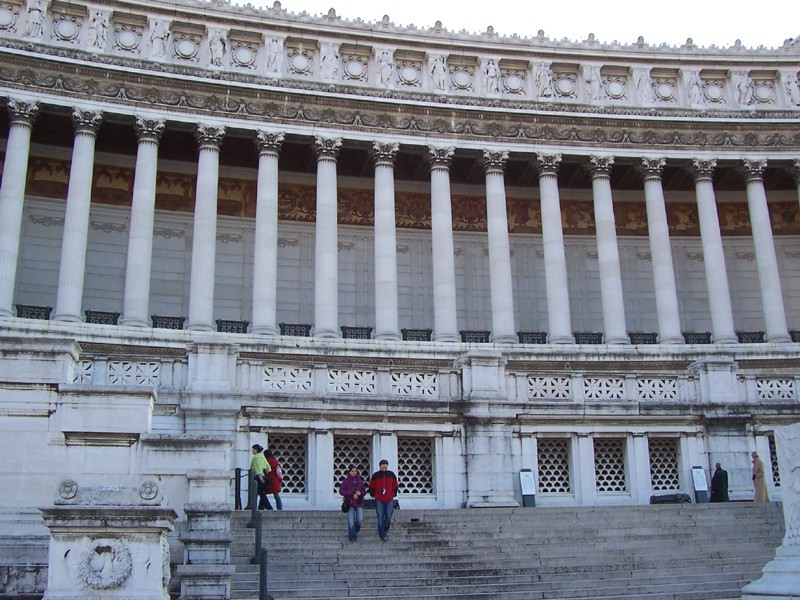
Particolare del colonnato del sommoportico del Vittoriano, che è sorretto da sedici colonne, i cui capitelli sono impreziositi da un'effige dell'Italia turrita

In questi decenni la rappresentazione allegorica dell'Italia non fu particolarmente diffusa nell'architettura ufficiale, con il posizionamento di statue all'interno degli edifici più importanti, ma venne limitata ai monumenti marmorei realizzati in varie città italiane, all'emissione filatelica e alle stampe propagandistiche, in particolar modo a quelle legate all'iniziale neutralità e alla successiva partecipazione dell'Italia alla prima guerra mondiale. In particolare, la personificazione allegorica dell'Italia venne diffusamente utilizzata a partire dall'inizio del XX secolo dagli interventisti, ovvero da coloro che spingevano per l'entrata dell'Italia nella prima guerra mondiale con l'obiettivo di completare l'unità nazionale con l'annessione delle ultime terre irredente: il Trentino, l'Alto Adige, Trieste, l'Istria e la Dalmazia.
A conflitto concluso e non terminato secondo le aspettative, tant'è che il suo epilogo venne definito "vittoria mutilata", iniziarono a diffondersi sulla penisola italiana le statue relative alla personificazione della Vittoria, che era collegata al successo dell'Italia nella prima guerra mondiale e che si aggiunse alla personificazione di Roma, contribuendo a far passare in secondo piano l'Italia turrita. Altrettanta diffusa, nelle statue legate ai monumenti ai caduti che iniziarono a essere costruiti lungo tutta la penisola italiana, fu l'iconografia del soldato, spesso accompagnato dalla personificazione della Vittoria.

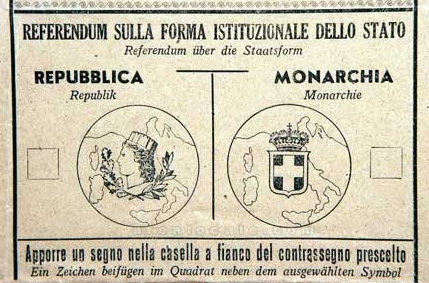
Scheda del referendum istituzionale del 2 giugno 1946: all'interno del cerchio di sinistra, si può riconoscere l'Italia turrita nel suo ultimo utilizzo in ambito ufficiale

Questa tendenza a relegare l'Italia turrita a un ruolo comprimario a favore della dea Roma, che iniziò ad accelerare nel 1870 con la presa di Roma, fu poi confermata anche durante il fascismo, che fece del richiamo della storia romana uno dei capisaldi del regime, tanto da rendere festa nazionale il Natale di Roma. Eccezione degna di nota dell'utilizzo in un contesto istituzionale della personificazione allegorica dell'Italia durante l'epoca fascista fu la serie filatelica "Imperiale", in circolazione tra il 1929 e il 1942, il cui soggetto era l'Italia turrita. L'iconografia dell'Italia turrita tornò prepotentemente sulla scena nazionale durante la Guerra civile italiana, dato che venne utilizzata sia dalla Resistenza partigiana che dalla Repubblica Sociale Italiana di Benito Mussolini
Sullo scorta del suo utilizzo da parte dei partigiani, l'iconografia della personificazione allegorica dell'Italia venne ripresa nel secondo dopoguerra non senza polemiche, vista il suo significato universale e unificante che avrebbe dovuto essere comune a tutti gli italiani e non solo a una parte di loro: nel 1946 i sostenitori della repubblica scelsero infatti l'effigie dell'Italia turrita quale loro simbolo da utilizzare nella campagna elettorale e sulla scheda del referendum sulla forma istituzionale dello Stato, in contrapposizione allo stemma sabaudo, che rappresentava invece la monarchia. Questa fu l'ultima apparizione in ambito istituzionale dell'Italia turrita. Uno degli attributi dell'Italia turrita di Cesare Ripa, la Stella d'Italia, comparve poi al centro dell'emblema della Repubblica Italiana. La corona muraria è poi il simbolo distintivo, ancora oggi, di quei comuni italiani che possono fregiarsi del titolo di "città".
Dopo la proclamazione della Repubblica, che vide l'Italia turrita protagonista, l'iconografia della rappresentazione allegorica del Paese tornò ad apparizioni sporadiche; comparve su francobolli (tra cui la serie detta "Siracusana"), monete, valori bollati, vignette e, in ambito musicale, nel celebre brano musicale Viva l'Italia di Francesco De Gregori. Il motivo di tale rifiuto risiedette, soprattutto negli anni immediatamente successivi alla seconda guerra mondiale, nell'amplissimo utilizzo, durante il fascismo, di miti e icone: la nuova Italia democratica e repubblicana ebbe quindi un rigetto nei confronti dei simbolismi, personificazione nazionale compresa.

### Esplicative
1. ↑  Per "figli" intende i "figli d'Italia", ovvero gli italiani.
2. ↑  Per "egli" intende il papa.
3. ↑  Dato che è conteso tra Sacro Romano Impero, Francia e Svizzera.
4. ↑  Intende il corpo della personificazione allegorica dell'Italia.

### Bibliografiche
1. 1 2 3 4 5 6 7 8 9  Bazzano, p. 37.
2. 1 2 3 4 5  Bazzano, p. 7.
3. ↑  Bazzano, p. 103.
4. ↑   Iconologia Italia (PDF), su panorama-numismatico.com. URL consultato il 26 gennaio 2016.
5. ↑   L'immagine dell'Italia, eredità antica - Dall'avventura coloniale al primo dopoguerra (sezione III, parte V) (PDF), su archeobologna.beniculturali.it. URL consultato il 26 gennaio 2016.
6. 1 2 3 4  Bazzano, p. 89.
7. 1 2 3 4 5 6  Bazzano, p. 133.
8. ↑  Bazzano, p. 158.
9. ↑   I simboli della Repubblica – L'emblema, su quirinale.it.
10. 1 2  Rossi, p. 38.
11. ↑  Bazzano, p. 11.
12. 1 2 3 4  Bazzano, p. 178.
13. 1 2  Bazzano, pp. 102-103.
14. ↑   Identità, identificazione e riconoscimento, su books.google.it.
15. 1 2 3 4  Bazzano, p. 92.
16. ↑  (EN)   Italia Turrita - Figure Personifies the Italian Nation, su italian.about.com. URL consultato il 26 gennaio 2016 (archiviato dall'url originale il 6 settembre 2015).
17. ↑   L'Italia antica di Jan Moretus del 1601. Genesi e sviluppo tra cartografia, storia, arte e potere persuasivo delle immagini, su famedisud.it. URL consultato il 26 gennaio 2016 (archiviato dall'url originale il 31 gennaio 2016).
18. ↑   Roberto Borri, L'Italia nelle antiche carte dal Medioevo all'Unità nazionale, ISBN 978-88-8068-495-4.
19. ↑  Storia della storiografia romana, Giuseppe Zecchini, 2016, Laterza
20. ↑  Italia picta
21. 1 2 3 4 5 6  Bazzano, p. 17.
22. 1 2 3  Bazzano, p. 18.
23. 1 2  Bazzano, pp. 18-19.
24. ↑  Bazzano, p. 19.
25. 1 2 3 4 5 6  Bazzano, p. 20.
26. ↑  Bazzano, pp. 20-21.
27. ↑  Bazzano, p. 21.
28. 1 2 3 4 5 6  Bazzano, p. 23.
29. 1 2 3 4 5  Bazzano, p. 24.
30. ↑  Bazzano, pp. 24-25.
31. 1 2 3 4 5 6 7 8  Bazzano, p. 25.
32. 1 2 3 4 5 6 7 8 9 10 11  Bazzano, p. 26.
33. 1 2 3 4  Bazzano, p. 27.
34. ↑  Bazzano, pp. 28-29.
35. 1 2 3 4 5 6 7  Bazzano, p. 29.
36. 1 2  Bazzano, p. 30.
37. ↑  Bazzano, pp. 30-31.
38. 1 2 3 4 5 6  Rossi, p. 45.
39. ↑  Bazzano, p. 32.
40. ↑  Bazzano, p. 33.
41. 1 2 3 4 5 6 7 8  Bazzano, p. 42.
42. ↑  Bazzano, pp. 42-43.
43. ↑  Bazzano, pp. 37-38.
44. 1 2 3 4 5  Bazzano, p. 43.
45. 1 2  Bazzano, p. 44.
46. 1 2  Bazzano, p. 45.
47. ↑  Bazzano, pp. 43-44.
48. 1 2 3  Bazzano, p. 47.
49. ↑  Bazzano, pp. 47-48.
50. ↑  Bazzano, pp. 48-49.
51. 1 2  Bazzano, p. 49.
52. 1 2 3  Bazzano, p. 50.
53. 1 2 3  Bazzano, p. 51.
54. 1 2  Bazzano, p. 53.
55. ↑  Bazzano, pp. 55-56.
56. ↑   Il Medioevo, di Gabriella Piccinni, su books.google.it. URL consultato il 31 maggio 2017.
57. 1 2  Bazzano, p. 56.
58. ↑  Bazzano, p. 57.
59. 1 2 3 4 5 6 7  Bazzano, p. 63.
60. ↑  Bazzano, pp. 67-68.
61. 1 2 3 4 5  Bazzano, p. 72.
62. ↑  Bazzano, p. 64.
63. ↑  Bazzano, pp. 71-72.
64. 1 2 3 4  Bazzano, p. 75.
65. 1 2 3  Bazzano, p. 74.
66. ↑  Bazzano, pp. 74-75.
67. ↑  Bazzano, pp. 75-76.
68. ↑  Bazzano, pp. 76-77.
69. ↑  Bazzano, pp. 76-78.
70. 1 2 3  Bazzano, p. 79.
71. ↑  Bazzano, pp. 80-81.
72. ↑  Bazzano, p. 81.
73. ↑  Bazzano, pp. 92-94.
74. 1 2 3 4  Bazzano, p. 96.
75. 1 2 3  Bazzano, p. 97.
76. ↑  Bazzano, pp. 97-98.
77. ↑  Bazzano, pp. 89-101.
78. 1 2 3 4  Bazzano, p. 101.
79. ↑  Bazzano, p. 12.
80. ↑  Bazzano, p. 98.
81. 1 2  Bazzano, p. 99.
82. ↑  Bazzano, pp. 99-100.
83. ↑  Bazzano, p. 100.
84. ↑  Bazzano, pp. 101-102.
85. 1 2 3 4  Bazzano, p. 102.
86. 1 2 3 4  Bazzano, p. 104.
87. ↑  Bazzano, pp. 103-104.
88. 1 2 3 4 5  Bazzano, p. 117.
89. ↑  Bazzano, p. 119.
90. 1 2  Bazzano, pp. 117-118.
91. 1 2 3 4 5 6 7 8  Bazzano, p. 118.
92. 1 2 3 4 5 6 7 8 9  Bazzano, p. 123.
93. ↑  Bazzano, pp. 123-124.
94. 1 2 3 4 5 6 7  Bazzano, p. 124.
95. 1 2  Bazzano, pp. 127-128.
96. 1 2 3 4  Bazzano, p. 131.
97. ↑  Bazzano, pp. 128-129.
98. ↑  Bazzano, p. 128.
99. 1 2 3 4 5 6 7 8  Bazzano, p. 129.
100. 1 2 3 4 5 6  Bazzano, p. 130.
101. ↑  Bazzano, p. 132.
102. 1 2 3 4 5  Bazzano, p. 134.
103. 1 2 3 4 5 6 7  Bazzano, p. 135.
104. 1 2 3 4 5 6  Bazzano, p. 136.
105. 1 2 3 4  Bazzano, p. 143.
106. ↑  Bazzano, pp. 136-137.
107. 1 2 3  Bazzano, p. 161.
108. 1 2   L'immagine dell'Italia, eredità antica - Dall'Unità d'Italia ai primi anni del Novecento (sezione III, parte IV) (PDF), su archeobo.arti.beniculturali.it. URL consultato il 27 gennaio 2016.
109. 1 2 3 4 5  Bazzano, p. 144.
110. ↑  Bazzano, pp. 144-145.
111. 1 2 3 4 5 6  Bazzano, p. 145.
112. 1 2  Bazzano, pp. 145-146.
113. ↑  Bazzano, p. 147.
114. ↑  Bazzano, p. 148.
115. 1 2  Bazzano, p. 149.
116. ↑  Bazzano, p. 150.
117. ↑  Bazzano, p. 151.
118. 1 2  Bazzano, p. 152.
119. ↑  Bazzano, pp. 152-153.
120. ↑  Bazzano, pp. 153-154.
121. 1 2 3 4 5 6 7 8 9  Bazzano, p. 125.
122. 1 2  Bazzano, p. 8.
123. 1 2  Bazzano, p. 154.
124. 1 2 3 4  Bazzano, p. 155.
125. ↑  Bazzano, pp. 155-157.
126. 1 2  Bazzano, p. 160.
127. ↑  Bazzano, pp. 160-161.
128. 1 2  Bazzano, p. 163.
129. ↑  Tobia, p. 58.
130. 1 2  Bazzano, p. 165.
131. ↑  Bazzano, p. 162.
132. ↑  Bazzano, pp. 164-165.
133. ↑  Bazzano, p. 172.
134. ↑   Ma chi è il volto della Repubblica Italiana?, su medium.com. URL consultato il 26 gennaio 2016.
135. ↑  Bazzano, p. 173.
136. ↑  Bazzano, p. 174.
137. ↑   ARALDICA, in Enciclopedia Italiana, Roma, Istituto dell'Enciclopedia Italiana. URL consultato il 31 maggio 2017.
138. ↑  Bazzano, pp. 173-175.
139. ↑  Bazzano, pp. 171-172.